# Collégiale Notre-Dame de Poissy
Pour les articles homonymes, voir Collégiale Notre-Dame et Notre-Dame.
La collégiale Notre-Dame de Poissy est une église catholique paroissiale, située à Poissy, dans les Yvelines, en France. Elle a été fondée par le roi Robert le Pieux autour de 1016, mais de l'église du XIe siècle, seul le clocher-porche occidental subsiste. En effet, la collégiale a été reconstruite à partir du début du XIIe siècle, et notamment entre 1130 et 1160, dans le style roman tardif, puis ultérieurement dans le style gothique primitif, qui se manifeste dans les parties orientales. Le futur Louis IX (Saint Louis) y fut baptisé, quelques jours après sa naissance à Poissy, le 25 avril 1214. Cet événement fait la célébrité de l'église, et les fonts baptismaux de cette époque y sont toujours conservés. Sous tout l'Ancien Régime, un chapitre de chanoines a son siège dans l'église, et assure longtemps le service paroissial. Il est dissous à la Révolution, et l'église est fermée au culte, pour n'ouvrir de nouveau qu'en 1802.
L'appellation de collégiale n'est désormais plus qu'une référence au passé. Au début du XIXe siècle, l'église tombe en ruine, et sa restauration par les architectes municipaux n'est pas un succès. Bien que manquant singulièrement d'homogénéité en raison de remaniements de différents styles qui ne sont souvent que très ponctuels, elle est classée monument historique par liste de 1840, puis sa restauration est confiée à Eugène Viollet-le-Duc. Celui-ci se voit obligé de presque tout refaire à neuf, notamment les parties remontant au XIIe siècle. Dans un premier temps, il se montre respectueux de l'authenticité du monument, reconstitue scrupuleusement son architecture d'origine et réemploie les chapiteaux et bases.
Puis à partir de 1861, il s'éloigne du parti initial et invente librement, et sacrifie notamment tous les éléments postérieurs au XIIe siècle dans les parties anciennes de l'église. Ainsi la collégiale Notre-Dame devient peu à peu un édifice néogothique, et à l'extérieur, seuls les deux clochers et les deux portails de style Louis XII au sud sont authentiques. De ce fait, l'église n'est guère appréciée par les archéologues, mais elle reste néanmoins intéressante pour son plan, son élévation à trois niveaux, ses beaux chapiteaux et bases romans, et de nombreuses œuvres d'art remarquables.

## Historique

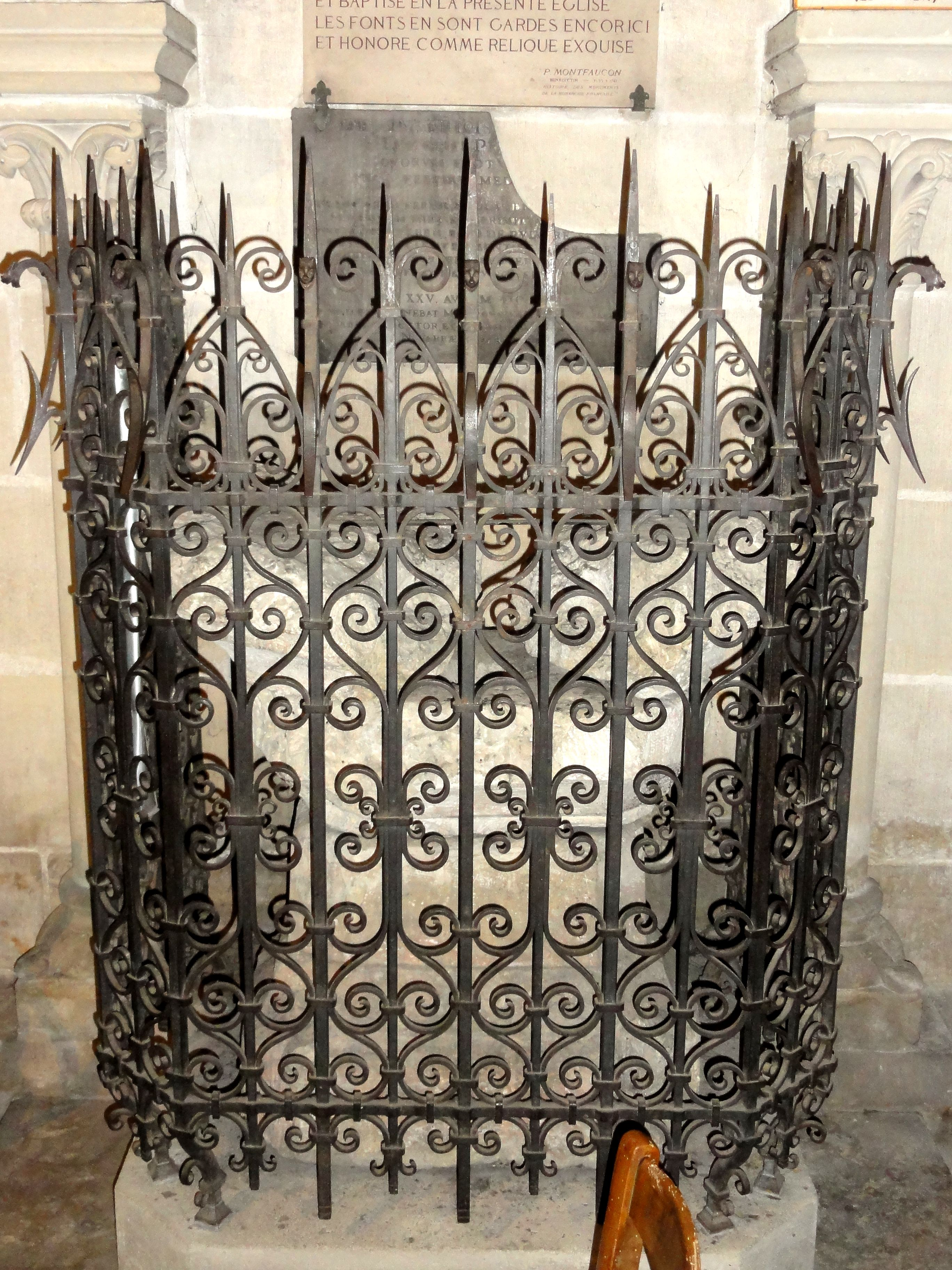
Fonts baptismaux de saint Louis (derrière la grille en fer forgé du XIXe siècle).

L'église succède peut-être à un premier édifice de culte mérovingien, dont Eugène Viollet-le-Duc est persuadé avoir retrouvé de nombreux fragments de tailloirs, chapiteaux et bases à 60 cm en dessous du dallage. Or, le chapiteau qu'il a publié paraît plutôt roman, mais la base pourrait effectivement remonter au VIIe siècle. La précédente église avait en tout cas été fondée par le roi Robert le Pieux autour de 1016. Sa construction a dû commencer par le chœur, et a traîné en longueur pour ne s'achever avec le clocher-porche qu'à la fin du XIe siècle. La dédicace a été célébrée sous le règne de Philippe Ier, en 1093 paraît-il.
Un prieuré fut créé à cette époque, et le chapitre de chanoines initial fut substitué à des moines. Mais aux alentours de 1100, l'évêque Yves de Chartres expulsa les moines et établit un nouveau chapitre collégial, dont Louis VI confirma les biens en 1112. Son troisième fils, Henri de France, fut doyen du chapitre pendant quelques années. Peu d'épisodes de l'histoire de la collégiale sont connus, dont le plus important est le baptême de Saint Louis, quelques jours après sa naissance le 25 avril 1214, dans la même ville. Les fonts baptismaux ayant servi à ce baptême prirent le statut d'une relique après la canonisation de Saint Louis en 1297.
Ils ont toujours été respectés, mais les nombreux prélèvements de fragments pour fournir des reliques ont nécessité une profonde restauration en 1630, occasion à laquelle ils furent remontés dans la chapelle Saint-Louis, où ils se voient derrière une grille conçue par Viollet-le-Duc. Saint Louis n'a jamais oublié l'église où il avait été baptisé, et fonda une messe d'anniversaire pour ses parents en 1238, puis une chapelle en 1250. Au début, le chapitre comportait huit chanoines, dont l'un exerça la fonction de curé par ordre de préséance, et chacun avait un vicaire sous ses ordres.
Le nombre de chanoines augmenta par la suite et fut de treize en 1648. En 1682, le chapitre cessa d'assurer la fonction curiale, et le premier curé en titre fut installé : ce fut Mathurin Giquerel, docteur en théologie de la Sorbonne, homme digne et vertueux d'origine bretonne. Le chapitre ne connut qu'une réforme importante au cours de sa longue existence, et se maintint jusqu'à la Révolution française. Sous tout l'Ancien Régime, Poissy était le siège de l'archidiaconé du Pincerais du diocèse de Chartres, et la collégiale Notre-Dame son centre spirituel,.

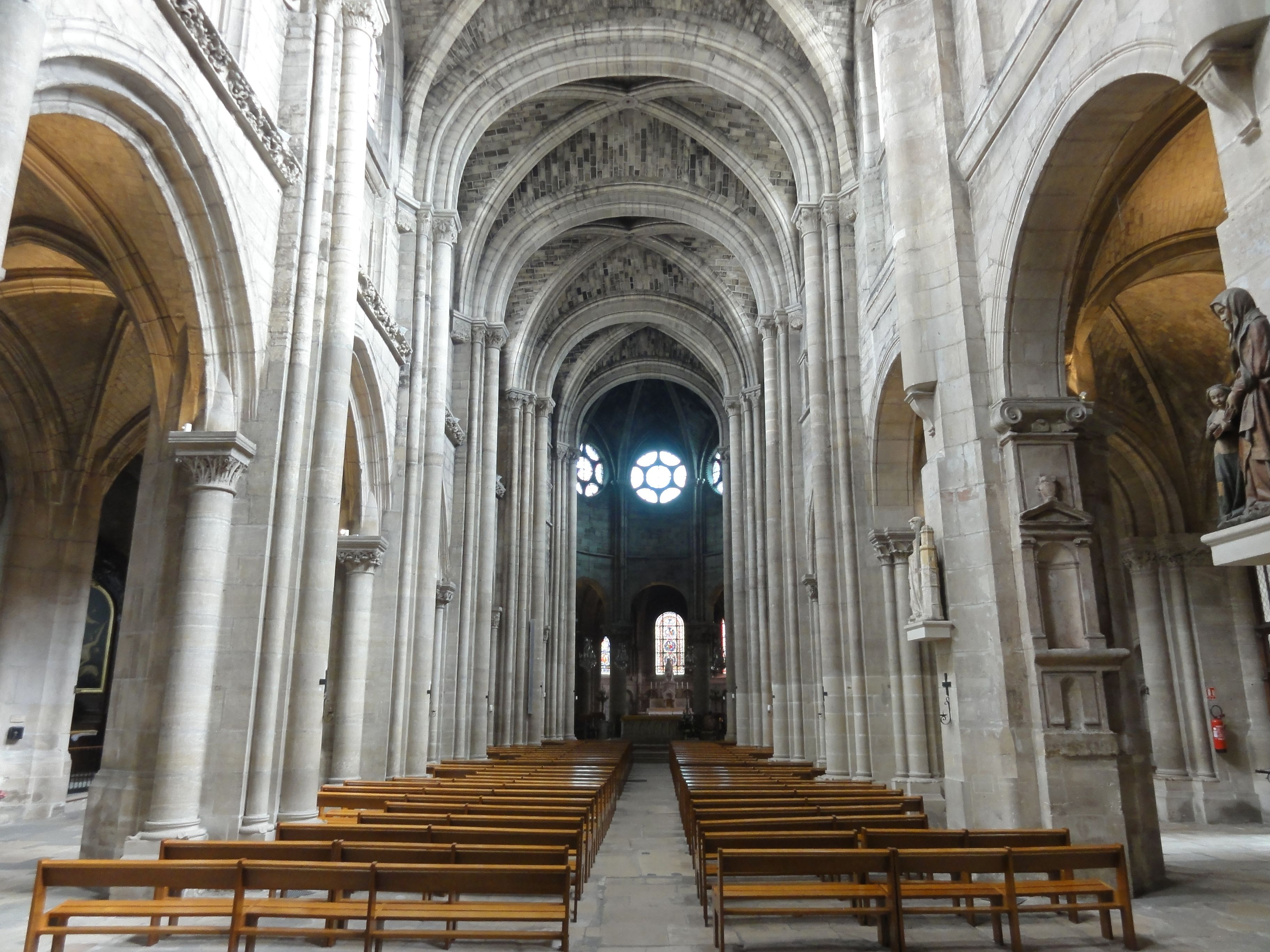
Vue générale intérieure.

Pour des raisons que les rares sources d'archives ne précisent pas, la collégiale de Robert-le-Pieux ne fut pas longtemps laissé en l'état. Peu de temps après son achèvement, sans doute après la confirmation des biens de 1112, la reconstruction de la nef fut lancée en commençant près du clocher. Le chantier s'interrompit ensuite jusqu'aux alentours de 1130 au moins, voire jusqu'en 1140, puis une nouvelle église fut bâtie assez rapidement, et son abside terminée vers 1150. Les parties hautes de l'abside furent achevées vers 1160.
Des modifications furent apportées à la collégiale pendant la seconde moitié du XIIIe ou au début du XIVe siècle, mais elles ont toutes été révoquées par Viollet-le-Duc, entre 1861 et 1869 essentiellement. L'église aurait été brûlée pendant la guerre de Cent Ans, puis elle a été en partie reconstruite et agrandie à la fin du XVe et au XVIe siècle. Sous la deuxième guerre de Religion, en 1567, l'église a été ravagée par les Huguenots, et pour leur échapper, des habitants furent contraints de se réfugier dans les combles pendant plus de quinze jours.
Quelques modifications ont encore été apportées à la période classique, mais peu de choses en restent. Avec des réfections et remaniements intervenus pêle-mêle, et ne concernant souvent que des parties très restreintes, l'église était devenu un étonnant mélange stylistique, et aucune travée ne subsistait plus intégralement dans le style du XIIe siècle à la veille de la Révolution française. Le chapitre fut supprimé et l'église bientôt fermée au culte, et l'église du prieuré Saint-Louis de Poissy devint l'unique église paroissiale de la ville, sauf pendant l'interdiction du culte sous la Terreur. Avec le concordat de 1801, Poissy fut intégré dans le nouveau diocèse de Versailles, correspondant au département de Seine-et-Oise. En 1802, les habitants, rameutés par leur curé, se prononcèrent pour l'utilisation de l'ancienne collégiale Notre-Dame comme église paroissiale. Ce signifia la fin de l'église priorale et sauva de peu la collégiale de la démolition, mais son état était néanmoins proche de la ruine,.
Dès le début du XIXe siècle, les colonnettes qui supportent la voûte de l'abside s'inclinent sous son poids, car les arcs-boutants ne tiennent plus et se rompent les uns après les autres. Les murs se lézardent et l'édifice perd toute stabilité. Ceci ressort d'un rapport de 1820, ainsi que d'un second rapport établi par l'architecte municipal Auguste Goy en 1826. Il rédige un devis en 1828 et est chargé de l'exécution des travaux deux ans après. Il reconstruit entièrement les parties hautes de l'abside, et intervient également sur toute l'élévation nord, qui change entièrement de visage. Ce n'est pas une restauration, car Goy n'a que de notions sommaires de l'architecture du Moyen Âge.
L'église ne gagne pas non plus en solidité, ce que l'architecte Rohault, qui succède à Goy, constate dès 1838 : l'état global de l'édifice s'est encore aggravé. Avant la fin de l'année, un pan du mur du bas-côté sud s'écroule. Le porche flamboyant au début du bas-côté sud est jeté bas (sauf la baie occidentale), puis reconstitué. Partout, la pluie tombe à l'intérieur de l'église. Rohault pense qu'elle manque à un tel point d'homogénéité qu'elle ne sera de toute façon jamais un monument d'art. Elle est toutefois classée monument historique par liste de 1840, et Viollet-le-Duc est chargé de sa restauration en 1844. Il est choqué par la piètre qualité du travail de ses prédécesseurs et écrit dans une note destiné à l'usage personnel : « Tous ces travaux ont été exécutés avec une grande négligence et de si mauvais matériaux qu'aujourd'hui ces parties restaurées sont presque aussi ruinées que les vieilles constructions... C'est horrible, impossible à narrer ! Les arcs-boutants sont faibles à leur base qu'ils ne retiendraient pas la poussée des voûtes... Hideux ! Hideux ! Et mauvais matériaux en outre. Qui n'a pas vu le chœur de Poissy en fait d'infamie n'a rien vu ! » Viollet-le-Duc fournit un travail solide, mais il refait presque tout à neuf au lieu de restaurer dans le sens propre du terme. Il laisse en place des parties construites après la guerre de Cent Ans, l'élévation nord de la sixième travée, les supports à l'entrée de l'abside et des éléments des chapelles orientées du chœur, et réemploie bon nombre de chapiteaux et bases. Pendant la première campagne des travaux qui dure jusqu'au début des années 1850, l'architecte se montre respectueux de l'authenticité du monument et s'efforce à tout reproduire à l'identique. Ces travaux concernent notamment les parties basses de la nef et de l'abside. Lors de la seconde campagne de restauration entre 1861 et 1869, Viollet-le-Duc devient plus audacieux et ne se tient plus à ses propres projets dessinés en 1844. Il supprime des éléments antérieurs au XIIe siècle qu'il voulait initialement préserver et invente librement,.
Les crédits s'épuisent en 1869, et l'essentiel des travaux est achevé. Une troisième campagne de restauration depuis le classement en 1840 est lancée en 1884 seulement, et sa direction confiée à Jean Camille Formigé. Il fait rebâtir les deux flèches, effectuer des reprises des murs et des arcs-boutants, et refaire les toitures. Ces travaux s'achèvent en 1896. La collégiale est alors sauvée dans son intégralité, mais comme le souligne Francis Salet, elle souffre de la plus mauvaise réputation parmi les archéologues. « On la tient pour une victime pitoyable de Viollet-le-Duc, qui l'aurait défigurée au point qu'elle n'ait plus aujourd'hui aucune valeur d'enseignement ». En regardant de près, un jugement aussi catégorique ne s'avère juste pour le chœur, qui comporte néanmoins quelques fragments authentiques, et on ne peut donner l'entière responsabilité à Viollet-le-Duc, car le monument était déjà dénaturé avant son intervention et n'était plus qu'une ruine chancelante. Tout au moins, Viollet-le-Duc l'a pérennisé et lui rendu un aspect médiéval, même si l'on ne peut guère lui trouver une excuse pour avoir inventé outre mesure. Anne Prache écrit que « Notre-Dame de Poissy déçoit le visiteur de nos jours, parce que c'est une église en grande partie du XIXe siècle ». L'église présenterait néanmoins un intérêt historique pour son plan sans transept et avec déambulatoire, son élévation à trois niveaux et ses éléments artistiques, dont les deux tours et les chapiteaux. Eugène Lefèvre-Pontalis estime que la collégiale Notre-Dame de Poissy serait l'église la plus intéressante du département de Seine-et-Oise si elle n'avait pas été restaurée d'une façon trop radicale par Viollet-le-Duc.
En novembre 2024, une campagne de restauration est lancée, prévoyant des travaux débutant fin 2025, qui devrait se terminer en 2029. Cette campagne est notamment due « aux infiltrations d’eaux, la colonisation végétale et des désordres affectant la structure ». La Fondation du patrimoine lance une cagnotte en ligne dans le même temps pour financer une partie des travaux.

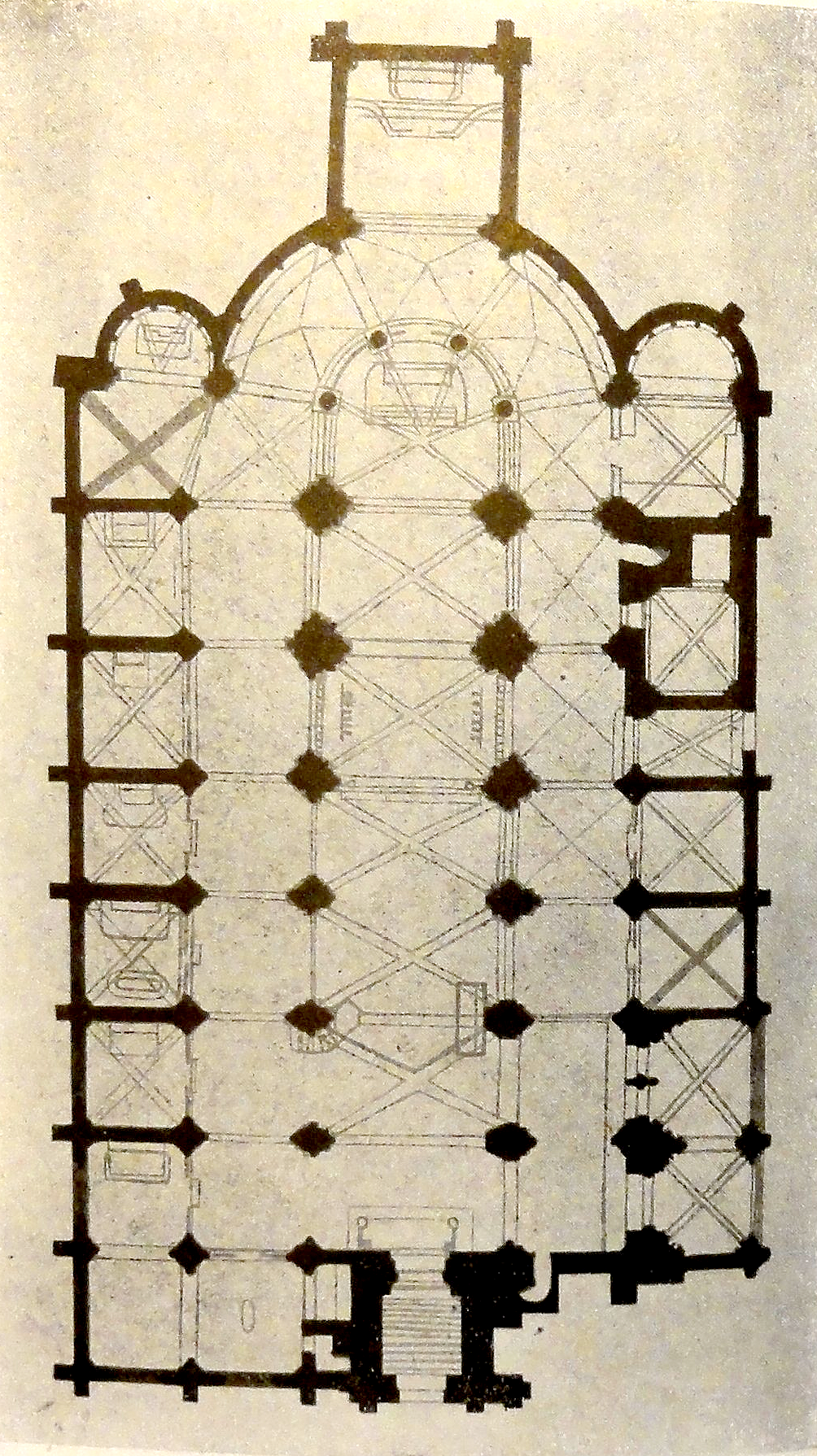
Plan de la collégiale en 1844.

## Description

### Aperçu général
Irrégulièrement orientée vers le sud-ouest du côté de la façade, l'église se compose principalement d'un vaisseau central de six travées barlongues, accompagné de bas-côtés puis de chapelles ou d'autres annexes ; d'une abside à cinq pans ; d'un déambulatoire ; d'une chapelle d'axe de plan carré datant des années 1860 ; et de deux chapelles orientées flanquant la première et la dernière travée du déambulatoire, et comportant chacune une travée droite et une abside en hémicycle. La nef est précédée par l'un des deux clochers, dont le rez-de-chaussée était initialement un porche ouvert de trois côtés : aujourd'hui, il est entièrement fermé et ne comporte même plus de portail. Deux tourelles d'escalier flanquent le clocher, un au nord et un au sud. La chapelle des fonts baptismaux occupe l'angle entre le clocher et le bas-côté nord, et comme l'ensemble des travées de ce bas-côté, elle est flanquée d'une chapelle côté nord.
Cette enfilade de sept chapelles ne forme bas un second bas-côté, car toutes les travées sont cloisonnées. La seconde sert de porche au portail nord. La situation est plus disparate au sud. Un grand porche flanque les deux premières travées du bas-côté ; ouvert sur l'extérieur, ce porche ne fait pas partie de l'intérieur de l'église. Les deux travées suivantes du bas-côté sud s'accompagnent de chapelles de même hauteur, qui sont désaffectées toutes les deux. La première est aménagée comme local d'accueil et fermée par une cloison en bois largement vitrée. La seconde chapelle a été transformée en porche au cours des années 1860. La cinquième et la sixième travée sont flanquées d'une sacristie bâtie sous Viollet-le-Duc. Elle est subdivisée en trois travées moins élevées que le bas-côté, laissant ainsi libre la partie supérieure de ses fenêtres hautes. Ici et face à la seconde chapelle, le bas-côté sud est voûté d'arêtes, et l'ensemble du déambulatoire l'est également. Le reste de l'église est voûté sur croisées d'ogives simples. Un second clocher se dresse au-dessus de la dernière travée de la nef.

### Intérieur

#### Nef

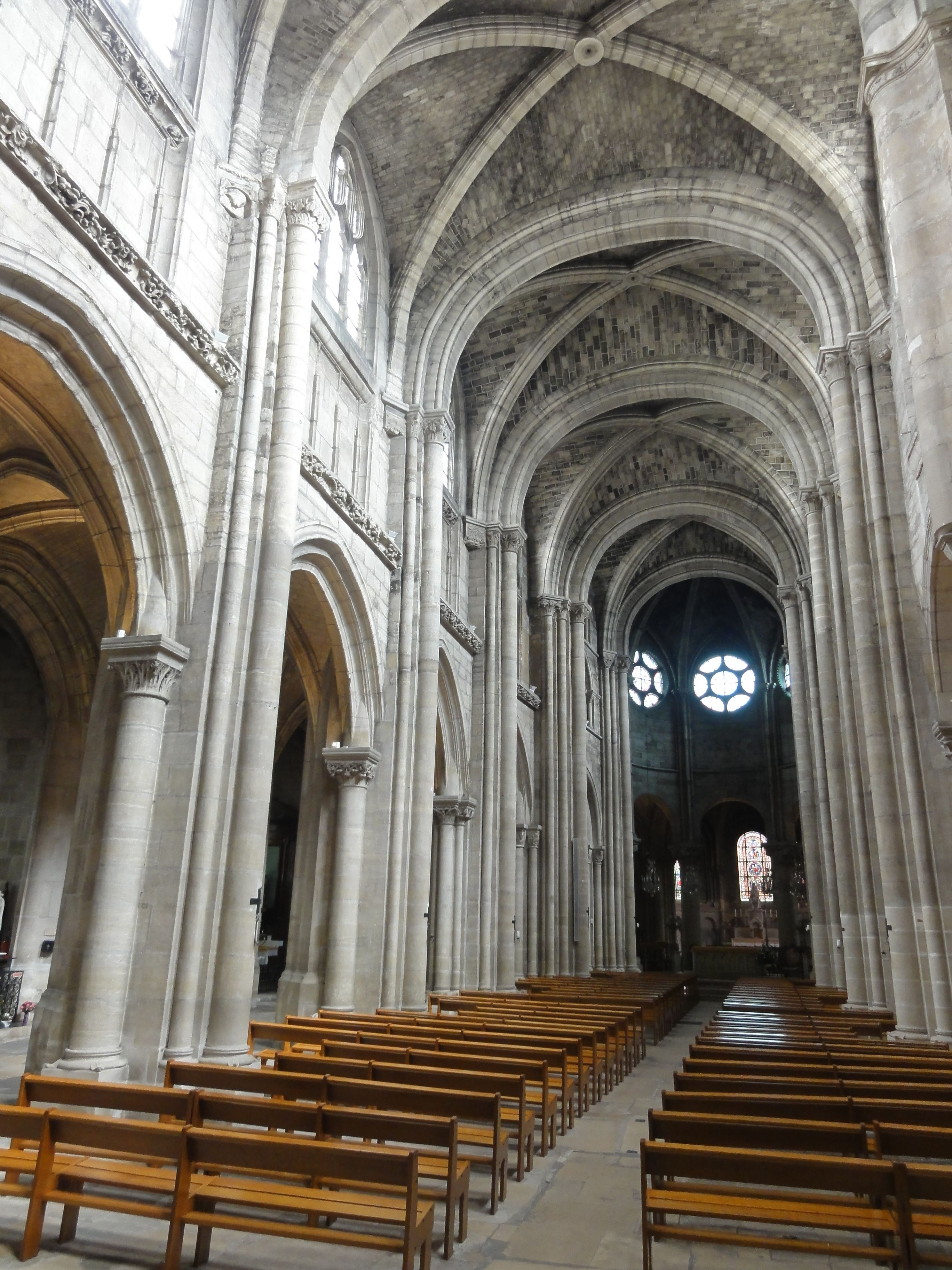
Vue générale intérieure.

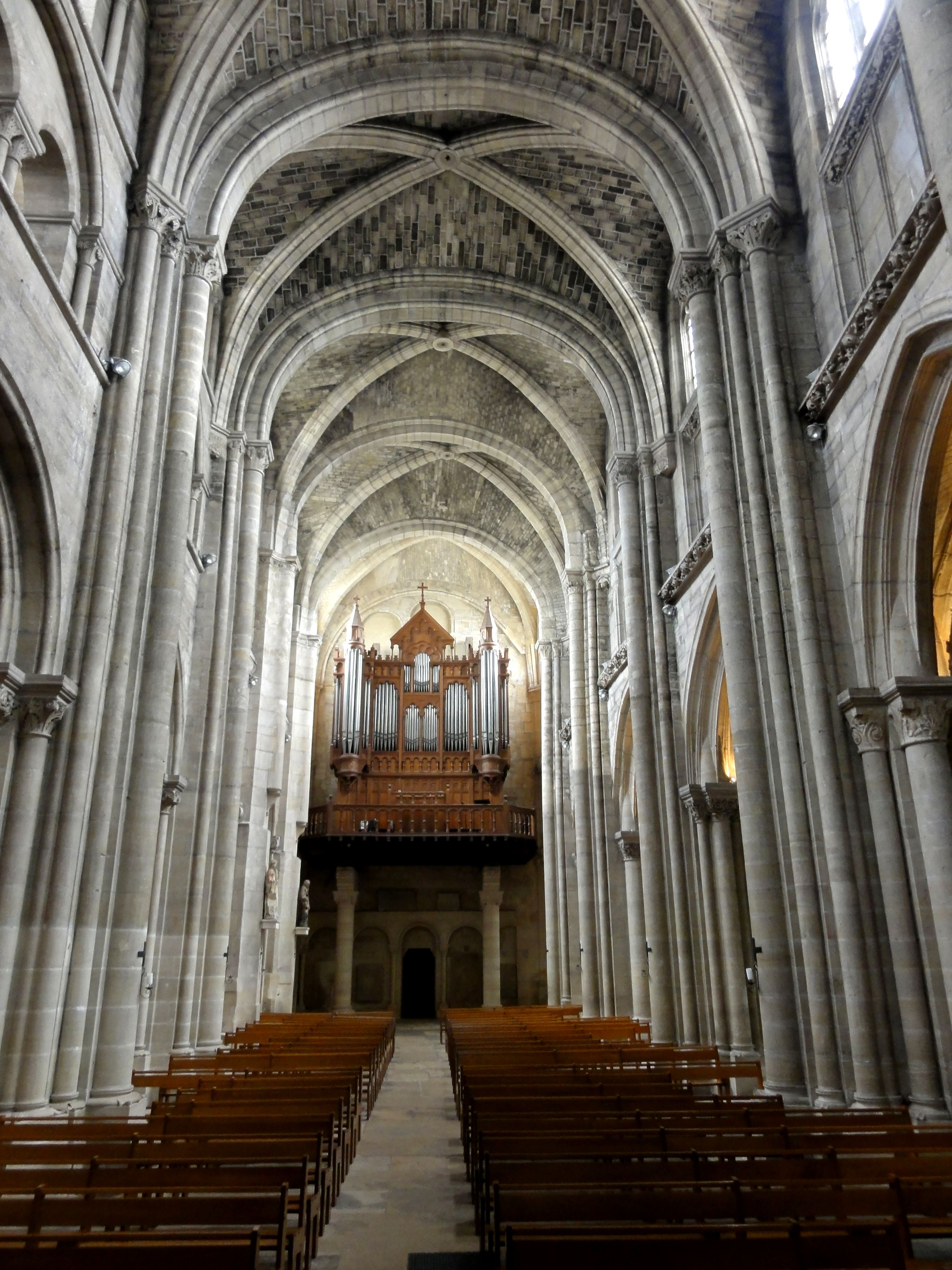
Nef, vue vers l'ouest.

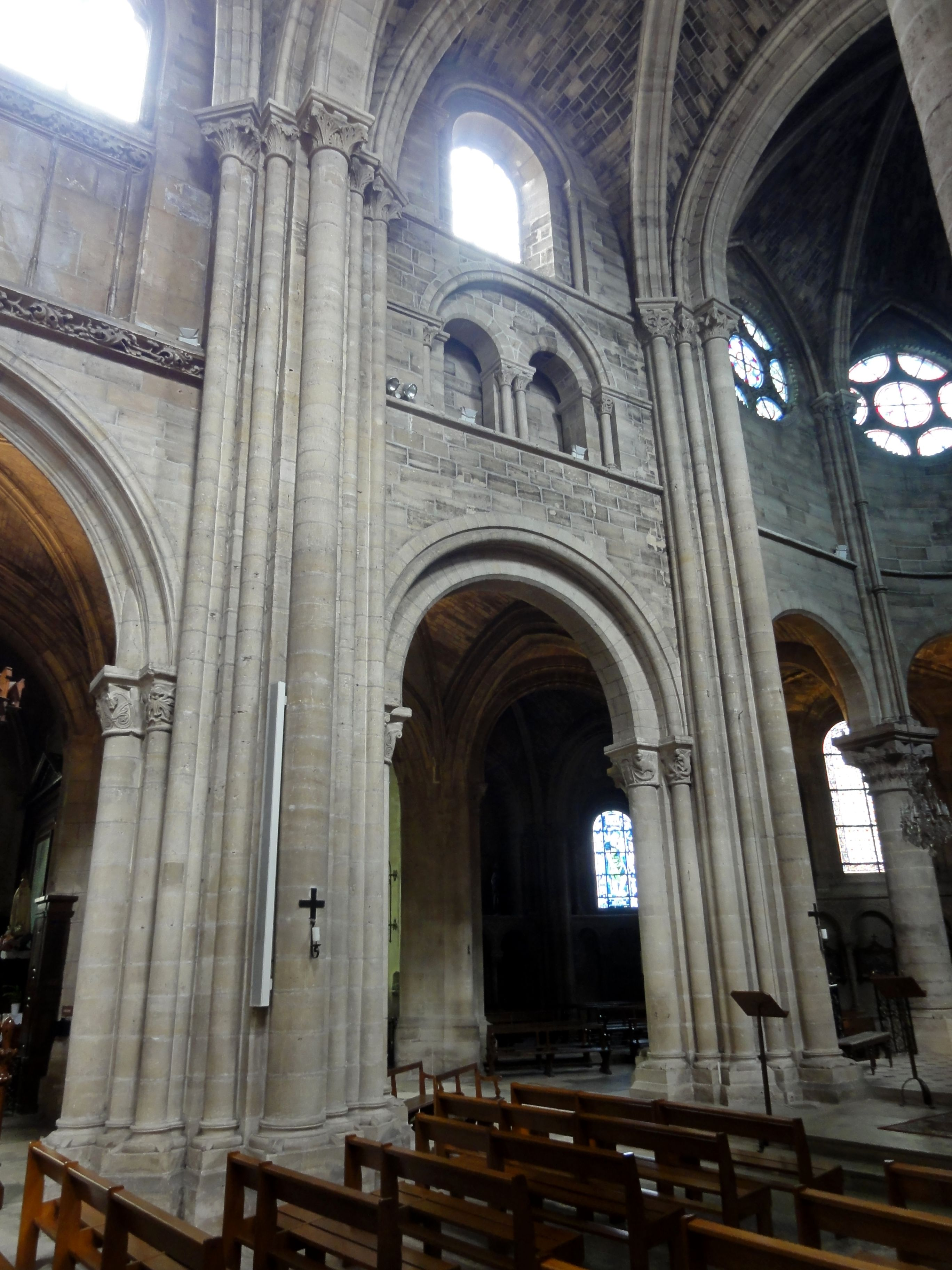
Nef, 6e travée côté nord.

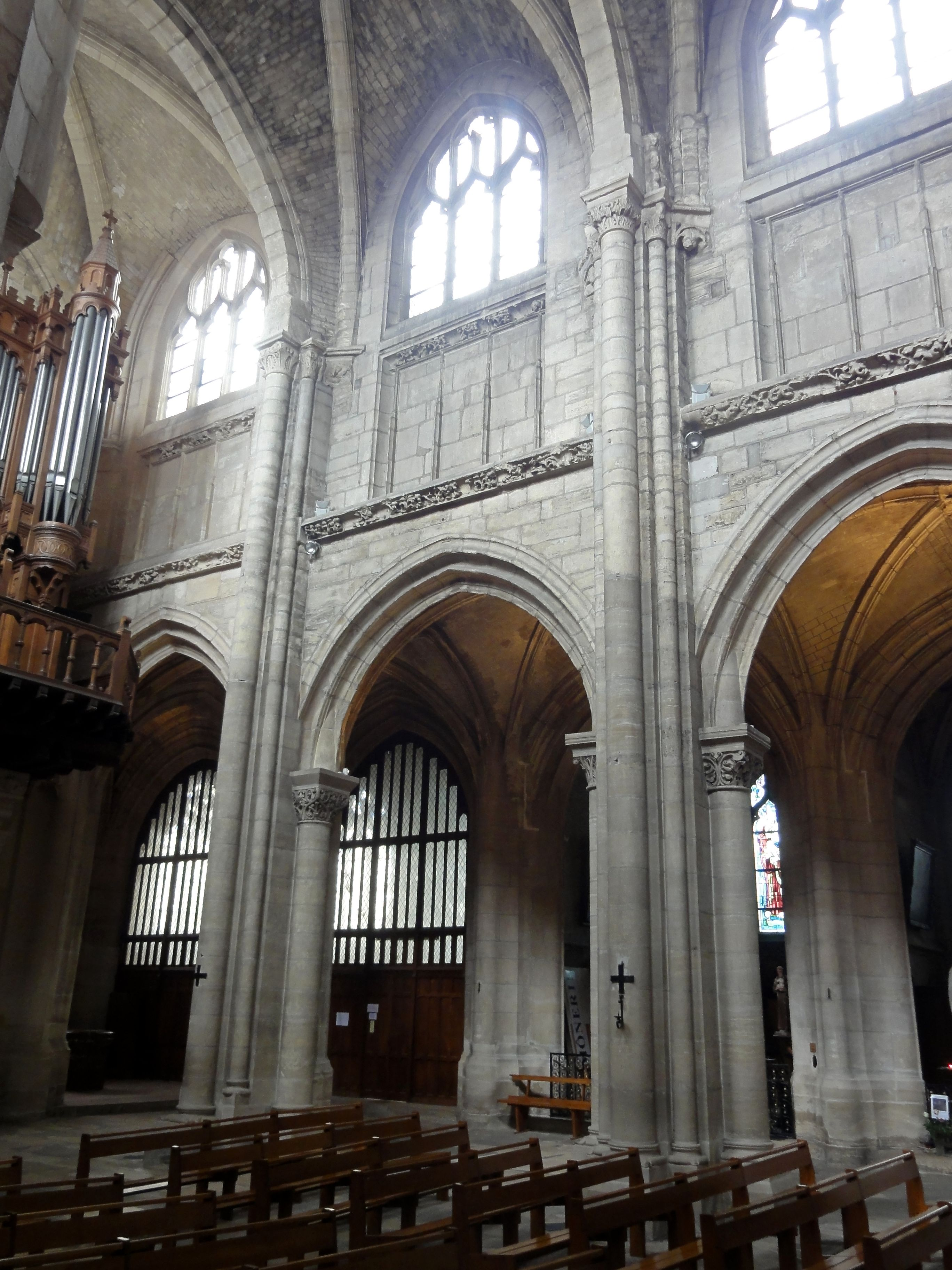
Nef, 1re et 2e travée côté nord.

La nef est particulièrement hétérogène, ce qui provient en partie d'un manque de cohérence dès le départ, et sinon de deux importants remaniements de style différent. Le premier intervint après la guerre de Cent Ans, à la fin du XVe et au début du XVIe siècle, et concerne l'élévation nord, sauf la sixième travée. Ce remaniement a recours au style gothique flamboyant. Le second remaniement intervint autour du milieu du XVIe siècle, et concerne les trois premières travées côté sud, ainsi que les voûtes des trois premières travées. Concernant l'élévation, le style n'est pas très bien défini, même si le style de la Renaissance qui prévaut à cette époque, a laissé son empreinte. Concernant les voûtes, elles imitent celles du XIIe siècle, ce qui est rare pour des restaurations anciennes, mais ce qui s'observe également dans l'église de Saint-Germain-des-Prés. Sinon, le clocher-porche et donc le mur occidental proviennent encore de la précédente église bâtie au cours du XIe siècle, et dont le clocher fut la dernière partie construite, à la fin du XIe siècle. Sinon la nef datait du début du XIIe siècle, ce qui montre que la précédente église a été successivement remplacée par l'édifice actuel, une génération seulement après l'achèvement de la précédente.
Mais tout ce qui semble dater du début du XIIe siècle et affiche le style roman, est en réalité en très grande partie le résultat de la reconstruction sous Eugène Viollet-le-Duc. La tribune d'orgue, qui paraît très archaïque, est une pure invention de Viollet-le-Duc. L'ensemble des piliers cantonnés de style roman provient de la première campagne de travaux lancé par cet architecte, à partir de 1844. Sous cette campagne, tout a été néanmoins refait à l'identique. Les parties hautes côté sud de la quatrième et de la cinquième travée proviennent de la seconde campagne de reconstruction, lancée par Viollet-le-Duc en 1854. Sous cette campagne requise en raison du mauvais travail fourni par Goy pendant les années 1830, l'authenticité du monument n'a plus été respectée, et un remaniement du XIVe siècle a été entièrement gommé.
Au XIVe siècle en effet, la quatrième et la cinquième travée avaient reçu de vastes fenêtres rayonnantes, des larmiers et des corniches (à l'extérieur), ce qui avait impliqué la disparition du triforium. Dans un souci d'homogénéisation de la nef, Viollet-le-Duc a anéanti ces parties du XIVe siècle, ce qui est déontologiquement très contestable. Ensuite il a rebâti les voûtes des trois dernières travées de la nef, en employant quelques claveaux anciens. Tout ce qui reste de la nef du début du XIIe siècle sont ces claveaux, un certain nombre de chapiteaux et les parties hautes de la dernière travée. Il n'est plus possible de vérifier si le triforium avait été conçu comme tel, ou s'il s'était agi d'une galerie ouverte sur combles, sans mur de refend et sans intercirculation près des baies. Francis Salet a interrogé les documents d'archives des restaurations du XIXe siècle, qui donnent à penser que Viollet-le-Duc a rétabli la situation d'origine.
La nef du début du XIIe siècle se caractérise par une élévation sur trois niveaux, avec l'étage des grandes arcades, l'étage du triforium et l'étage des fenêtres hautes. Les grandes arcades, les arcs de décharge du triforium, les baies du triforium, les fenêtres hautes, les arcs-doubleaux et les ogives sont en plein cintre. Ce caractéristique ainsi que le diamètre important des supports, la sculpture des chapiteaux et la grande lourdeur du style renvoient à la période romane. Au moins dans les deux dernières travées de la nef apparemment construites en dernier lieu, le voûtement d'ogives a été prévu dès l'origine, ce que montre le nombre de colonnettes cantonnant les piliers. Francis Salet estime que la largeur des piliers, même dans les quatre travées occidentales, soit liée à la largeur des contreforts, qui s'expliquerait par un voûtement d'ogives prévu dès l'origine.
Malgré tout, les ogives retombent sur des culs-de-lampe sculptés de monstres dans les quatre premières travées de la nef (sauf au sud dans les trois premières travées du fait du remaniement du milieu du XVIe siècle), alors que les doubleaux retombent de chaque côté sur une colonne et deux colonnettes. Dans le cas d'un voûtement prévu dès le départ, il aurait été plus évident d'utiliser ces colonnettes pour les ogives, et de se contenter de doubleaux moins larges. Mais l'on peut également penser que la préférence de l'architecte allait pour les culs-de-lampe, il a uniquement fait retomber les ogives sur des colonnettes afin de renforcer la structure de la base du clocher central, qui s'élève au-dessus de la sixième travée, et de la travée adjacente. Quoi qu'il en soit, cette différence des parties sur le plan du voûtement est responsable de l'une des deux irrégularités présentes dès le départ. L'autre irrégularité concerne les grandes arcades des deux premières travée, qui retombent sur deux colonnes engagées, alors que ce sont des colonnes flanquées de deux colonnettes dans les autres travées. On ne peut plus savoir si les deux premières grandes arcades étaient donc à simple rouleau, ou bien à double rouleau comme ailleurs : elles ont toutes été remaniées.
Pour voir la disposition d'origine, il convient de regarder la dernière travée de la nef. Le rang de claveaux inférieur est simplement chanfreiné, et le rang de claveaux supérieur est mouluré en forme de gros boudin. Suit plus haut un bandeau torique qui sert d'appui aux baies gémellées du triforium. Seul leur trumeau est garni de colonnettes : à gauche et à droite, il n'y a qu'un tailloir mouluré. Il se poursuit sur les murs jusqu'au piliers. Les colonnettes que l'on voit ici appartiennent à l'arc de décharge, qui est mouluré à l'image du rouleau supérieur des grandes arcades. L'étage des fenêtres hautes est délimité par un second bandeau torique. Les baies elles-mêmes ne sont pas décorées, mais s'inscrivent dans des arcs de décharge analogues au triforium, sauf qu'ils sont moins larges. La voûte est largement bombée dans le sens latéral. — Il n'y a généralement pas de formerets, sauf dans la première travée côté sud, où il est toutefois incomplet.
Le profil des ogives et doubleaux des quatre premières travées est méplat, mais les faces latérales sont garnis de fines baguettes. La voûte de la quatrième travée a été refait par Viollet-le-Duc en imitant la voûte d'origine, et ne montre que d'infimes différences avec les trois autres voûtes, refaites au milieu du XVIe siècle. Le profil des trois derniers doubleaux et des ogives de la cinquième travée est d'un large méplat entre deux tores. Dans la sixième travée, les ogives présentent une arête biseauté entre deux tores. Francis Salet souligne que l'orientation des ogives à 45° ne doit pas inciter à la conclusion qu'il y avait un voûtement sexpartite à l'origine, incompatible avec les autres supports. Les clés de voûte ne sont pas décorées et font apparaître un petit orifice. Indépendamment de certains détails, l'on peut rapprocher la nef de la collégiale de Poissy des autres grandes églises romanes de la région bâties aux débuts du voûtement d'ogives, telles que l'église Saint-Étienne de Beauvais et la basilique Notre-Dame-de-Bonne-Garde de Longpont-sur-Orge.
À la fin du XVe siècle, les cinq premières travées de la nef sont reprises en sous-œuvre du côté nord uniquement. L'on ignore si les voûtes des trois premières travées existaient encore à ce moment, mais les voûtes de la quatrième et de la cinquième travée ont subsisté d'origine jusqu'au milieu du XIXe siècle, ce qui prouve que la nef n'était pas détruite avant la reconstruction. L'on ne conserva que les piliers et leurs multiples colonnettes à chapiteaux. Les grandes arcades refaites à la période flamboyante sont en tiers-point et ont un profil prismatique. Au-dessus des arcades, court une frise de feuillages d'un très beau style. Il n'y a plus de triforium, mais des fenêtres rectangulaires feintes, qui sont simulées par des moulures prismatiques. Les deux meneaux verticaux répondent à ceux des fenêtres hautes, qui ont la même largeur que les baies factices. Celles-ci sont par ailleurs surmontées d'une frise de feuillages analogue à la précédente, mais qui ne forme pas un bandeau continue. Elle est en outre absente dans la troisième travée.
Pour venir aux fenêtres hautes, elles sont aussi en tiers-point, et munis d'un réseau de trois arcades trilobées, dont celle au centre est surmontée d'une quatrième arcade trilobée. Des meneaux verticaux partent des sommets des trois arcades du premier niveau, et comme particularité, celui du milieu n'est pas raccordé à l'arc d'inscription à son extrémité supérieure. — La reconstruction du milieu du XVIe siècle a été plus radicale, car le premier et le second pilier libre ont été entièrement démolis, et les supports d'origine ne subsistent qu'au début de la première, et à la fin de la troisième travée, partiellement sans emploi. En haut, les nouveaux piliers sont ondulés comme à la période flamboyante, mais l'ondulation regardant vers le doubleau de la nef retombe sur une étroite console à mi-hauteur. Sous les arcades en plein cintre, les piédroits sont garnis de pilastres ioniques fortement simplifiés. L'étage du triforium a été rattaché à celui des fenêtres hautes, et l'on y trouve des fenêtres en tiers-point dont le remplage est constitué de trois arcatures plein cintre, dont celle du milieu est surmontée d'un oculus. La partie inférieure des fenêtres, au niveau de l'ancien triforium, est factice. On a fait retomber les voûtes sur les piliers ondulés et non plus sur des culs-de-lampe.

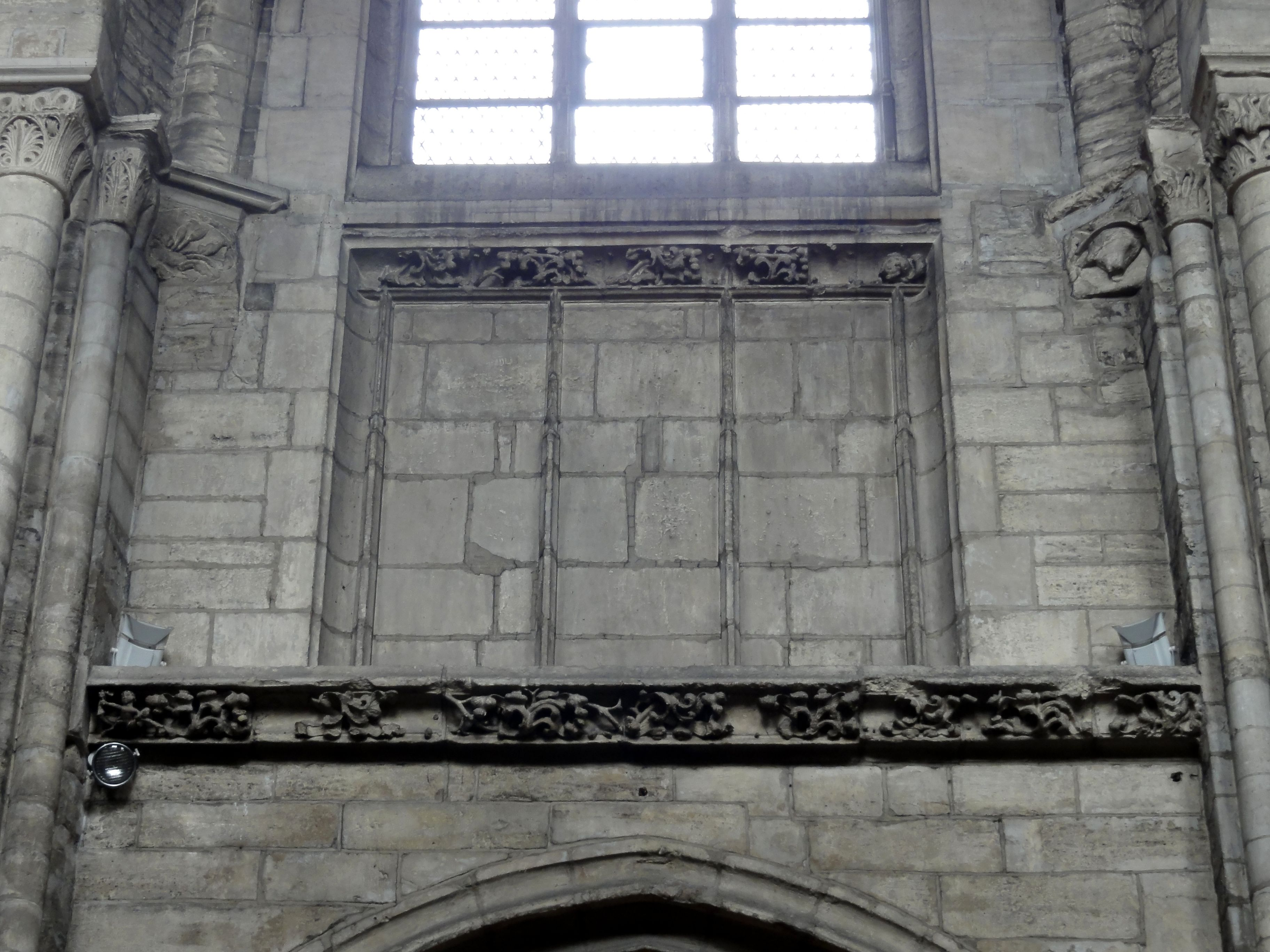
Baie factice flamboyante.
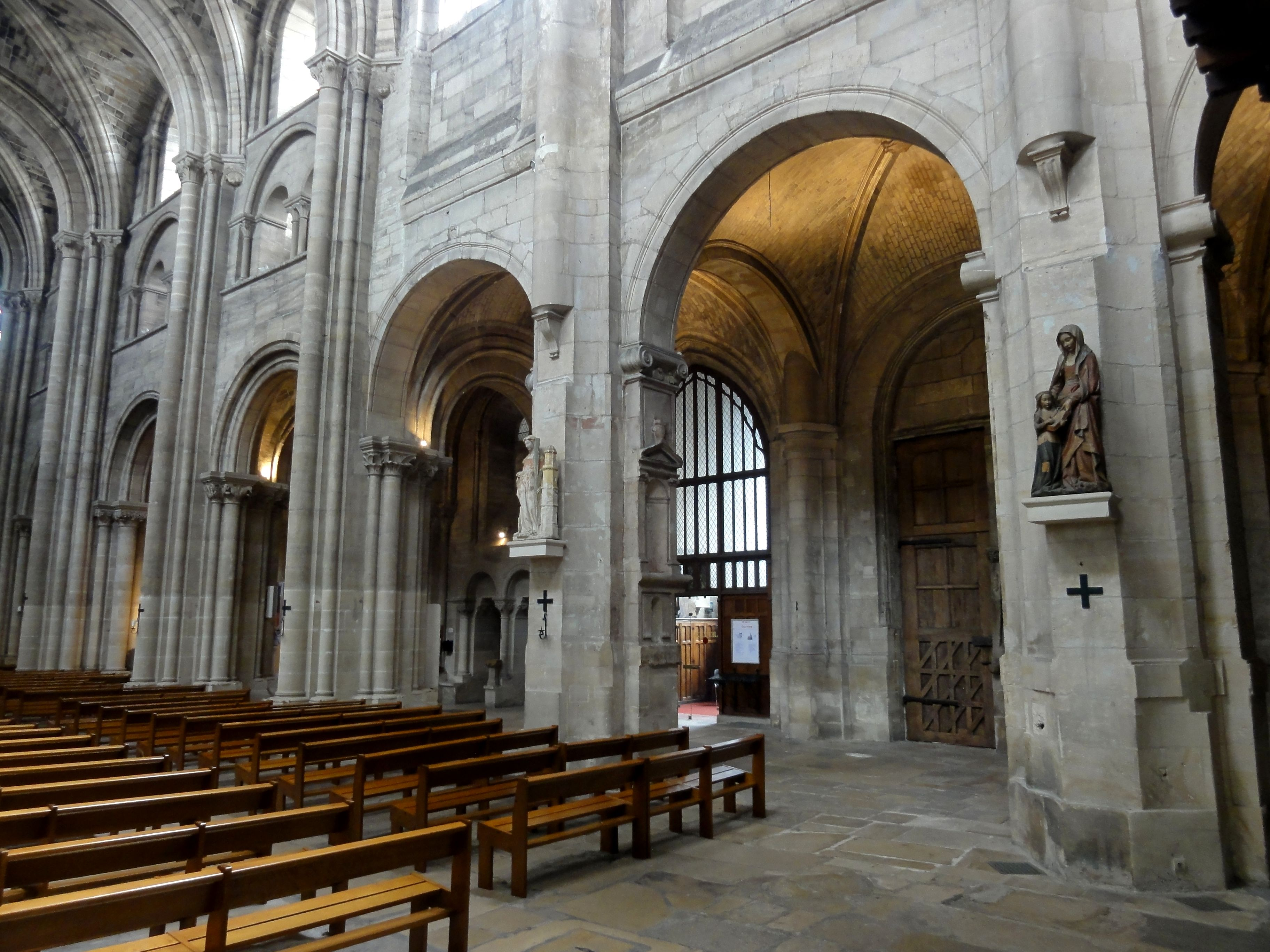
Grandes arcades du sud.
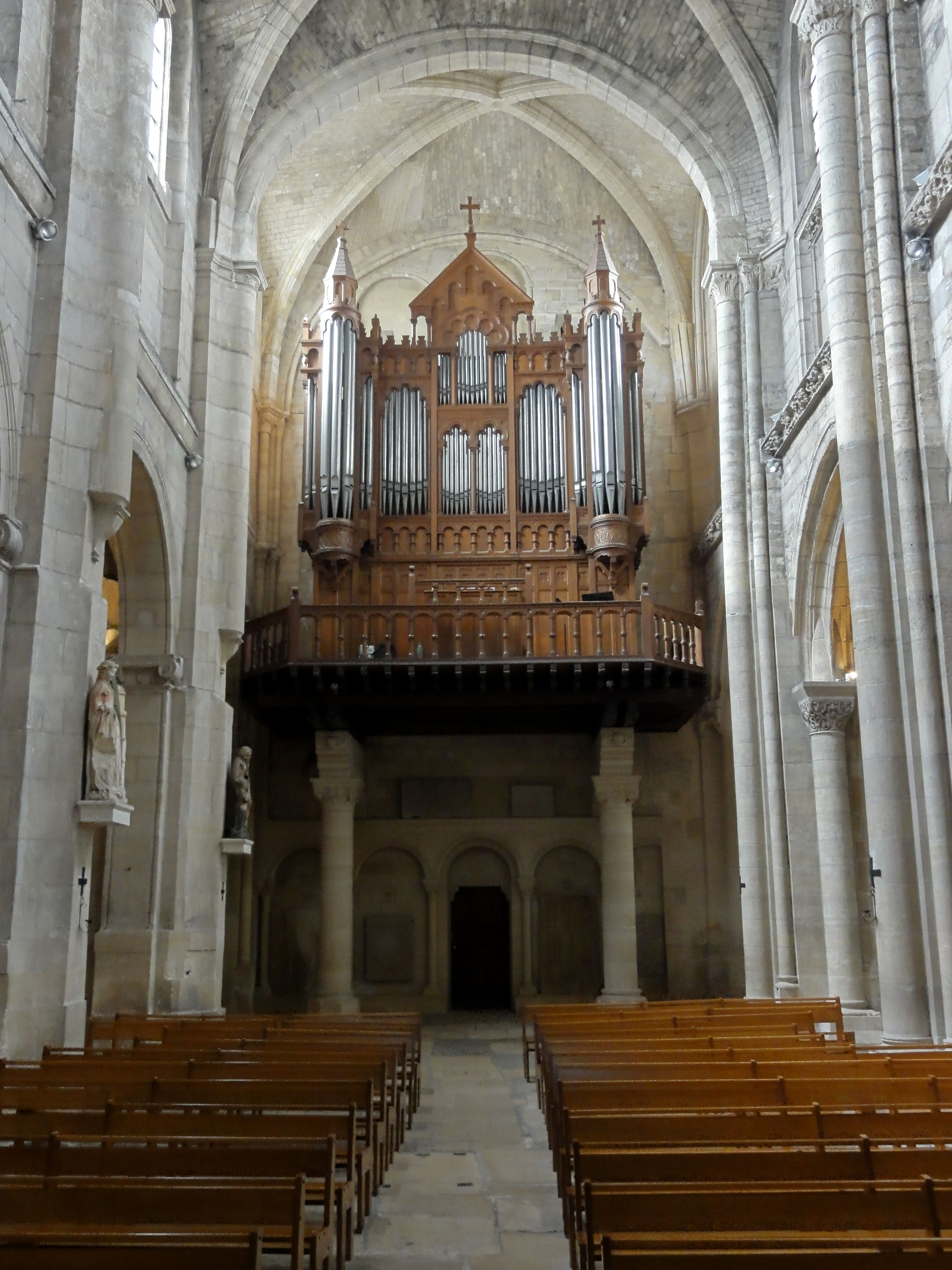
Nef, extrémité occidentale.
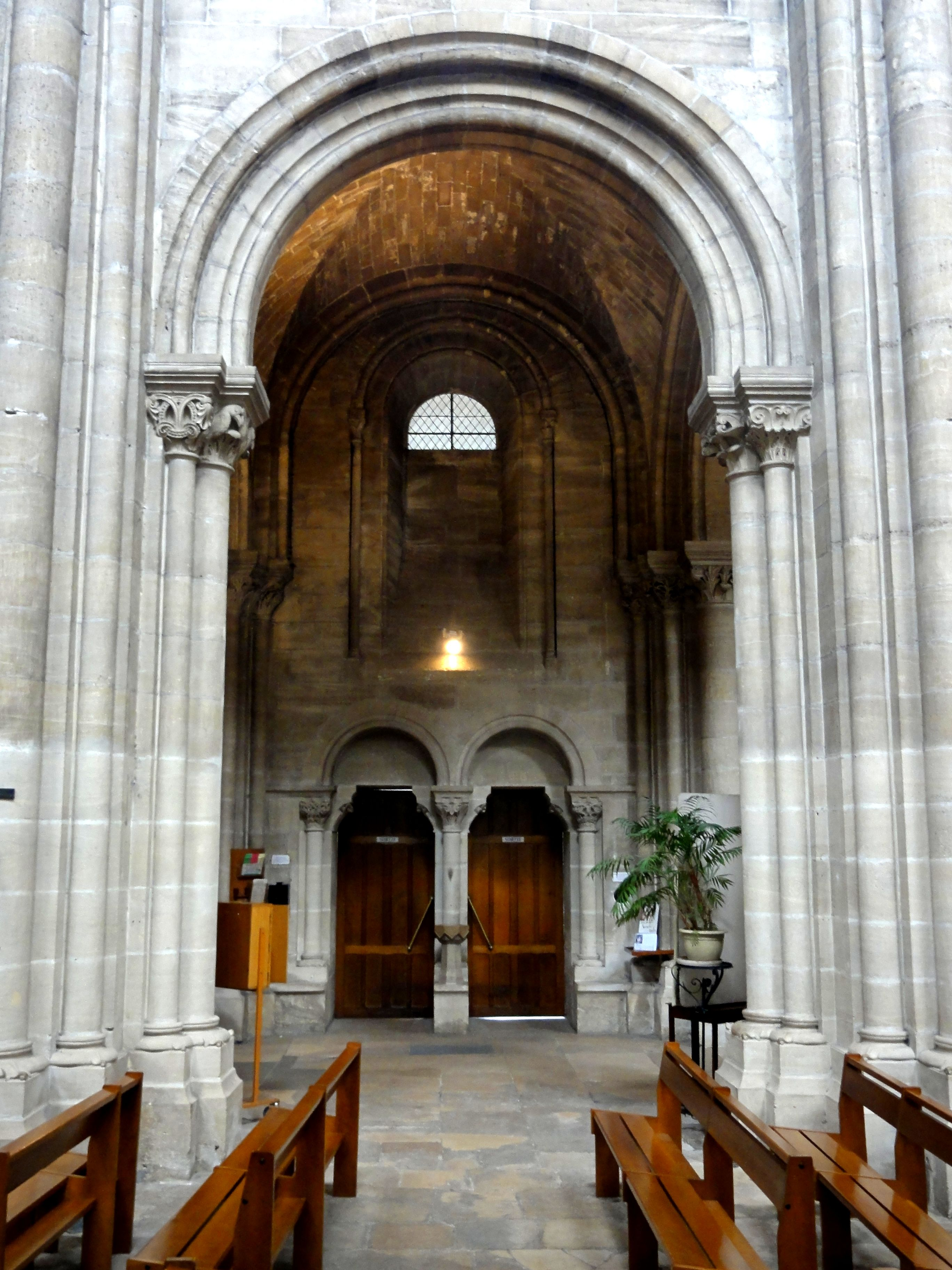
4e grande arcade du sud.
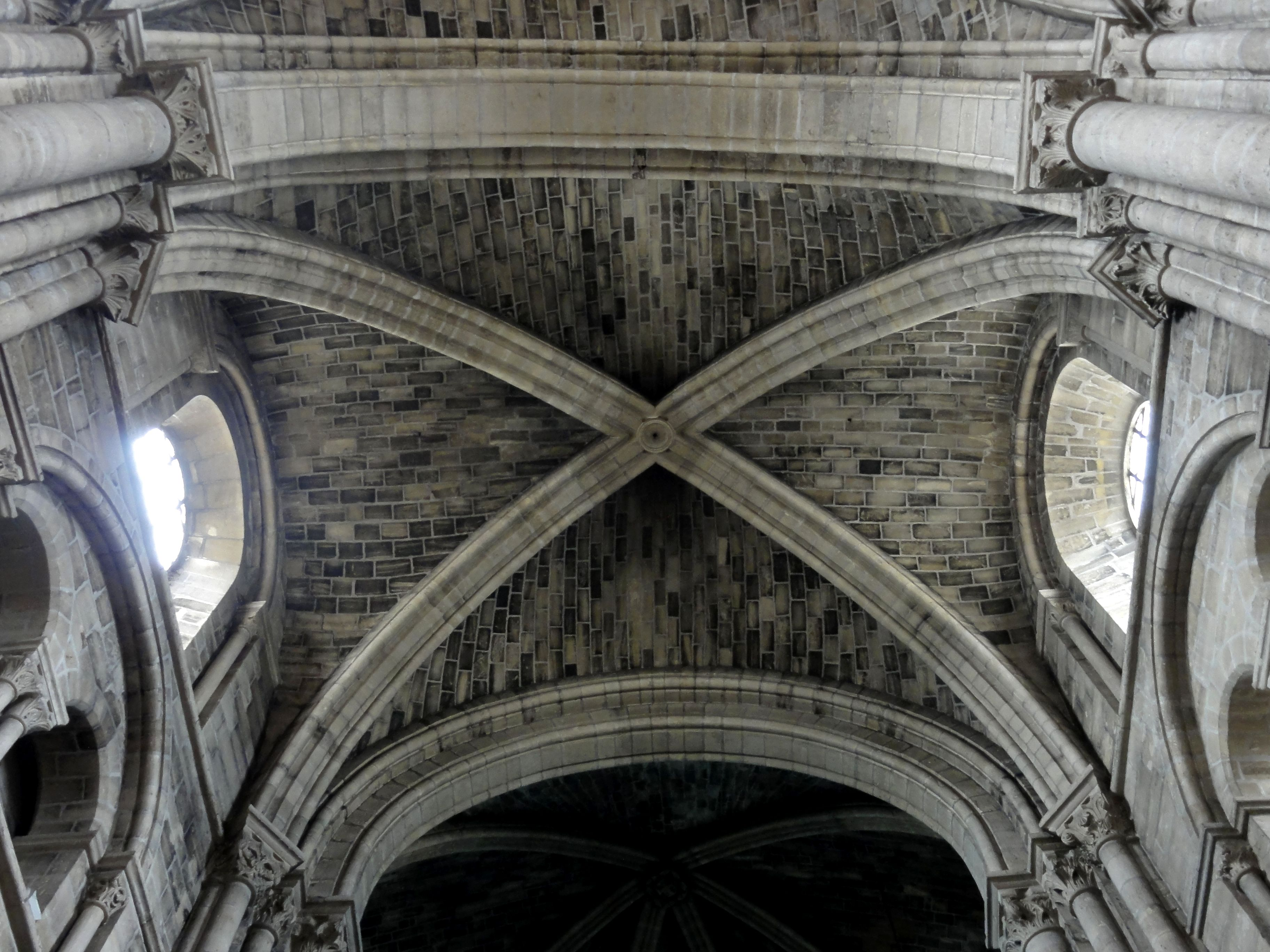
Nef, voûte de la 6e travée.
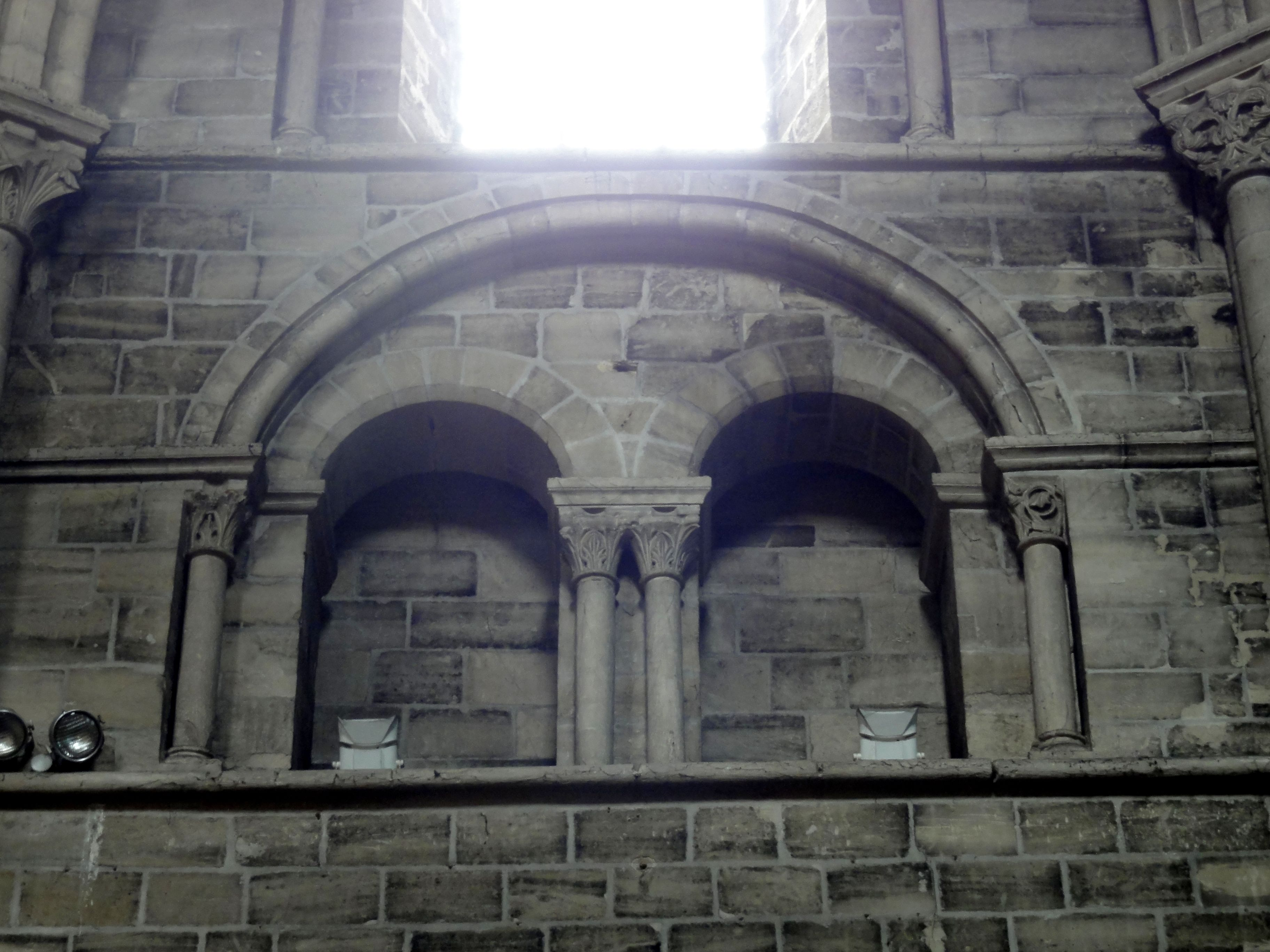
Triforium de la 6e travée.

#### Bas-côté nord et chapelles

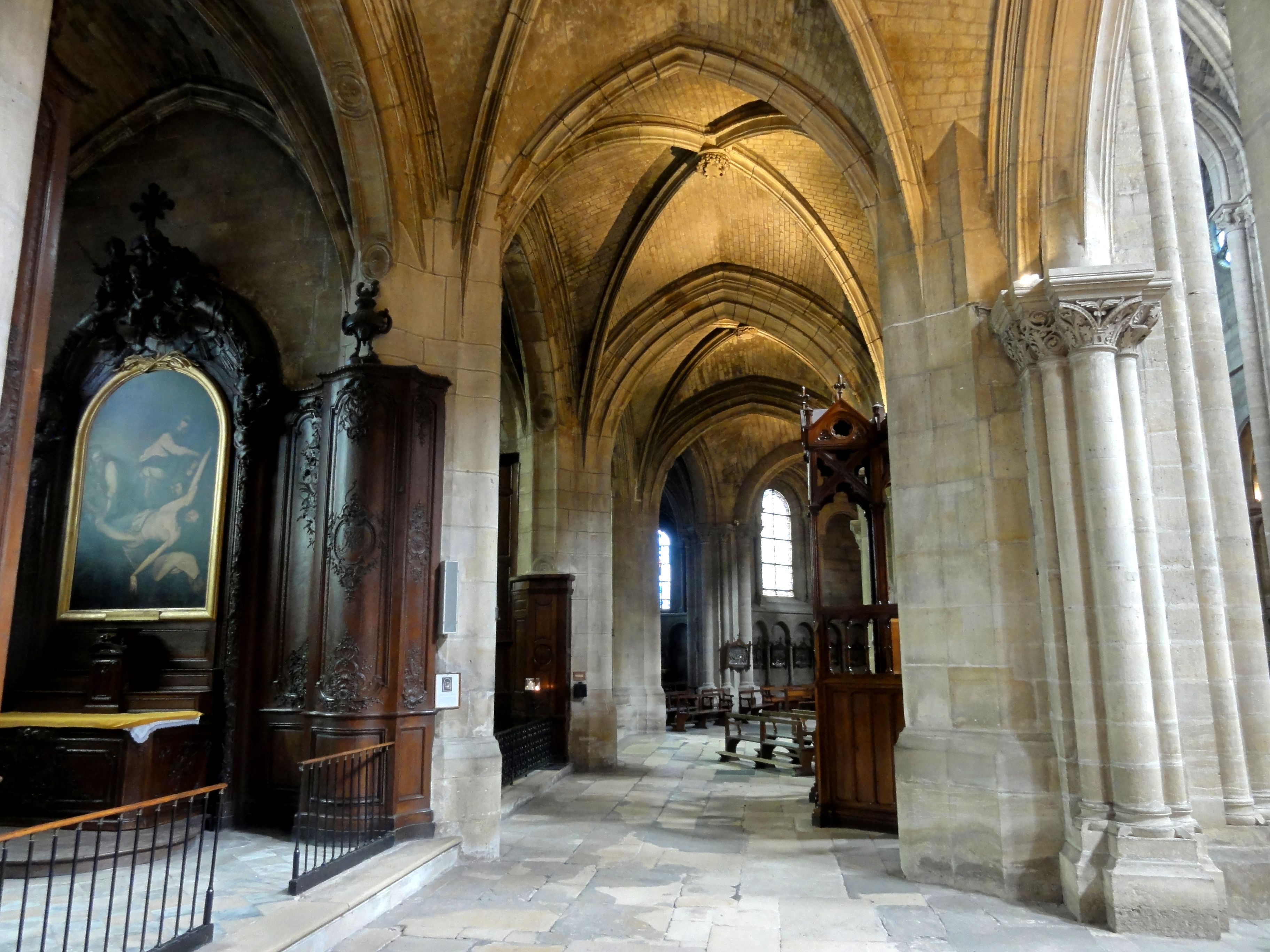
Bas-côté nord, 4e travée, vue vers l'est.

Le bas-côté nord avec son enfilade de chapelles représente la partie la plus homogène de l'église, mais hormis les supports des grandes arcades, tout date de la fin du XVe et du début du XVIe siècle. En effet, même la sixième travée a été entièrement rebâtie à cette époque, alors qu'elle conserve son apparence d'origine dans la nef. Des piliers ondulés bien proportionnés font corps avec les piles de la nef, qui ont été entièrement reprises et paraissent moins volumineux que dans les dernières travées du bas-côté sud, où l'on trouve la disposition d'origine. Des piliers ondulés complets leur font face au nord ; ils s'apparentent à des piliers libres, mais un mur de faible épaisseur les relie au mur extérieur et sépare les chapelles les unes des autres. Il n'y a pas de chapiteaux ni de frises.
Les arcades, doubleaux, ogives et formerets sont en tiers-point et adoptent un profil prismatique caractéristique du style flamboyant, qui est d'une grande complexité pour les arcades, et se compose d'une succession de gorges et listels de différentes dimensions. Comme particularité, l'intrados des arcades vers les chapelles de la quatrième et de la cinquième travée sont aplatis et ornés de médaillons. Les nervures sont pénétrantes. L'on note la minceur des doubleaux, qui ne sont que légèrement plus forts que les ogives, alors qu'au XIIe siècle, ils étaient aux mêmes dimensions que les grandes arcades. Dans les angles des chapelles, elles s'interpénètrent et descendent jusqu'au sol. Les clés de voûte du bas-côté sont des écussons à la sculpture piochée, entourées de couronnes de feuillages. Quant au dallage du sol, il est ancien et constitué de pierre calcaire, comportant des pierres tombales effacées. L'éclairage du bas-côté est uniquement assuré par les baies des chapelles, qui sont pourvues de réseaux flamboyants d'une facture semblable que les fenêtres hautes de la nef côté sud, sans soufflets ni mouchettes. Au moins dans les chapelles, les réseaux sont des créations de Viollet-le-Duc. Les chapelles sont d'une architecture assez austère, ce qui est compensé par la richesse du mobilier. Les chapelles de la quatrième et de la cinquième travée se distinguent notamment par des boiseries baroques d'une grande qualité.

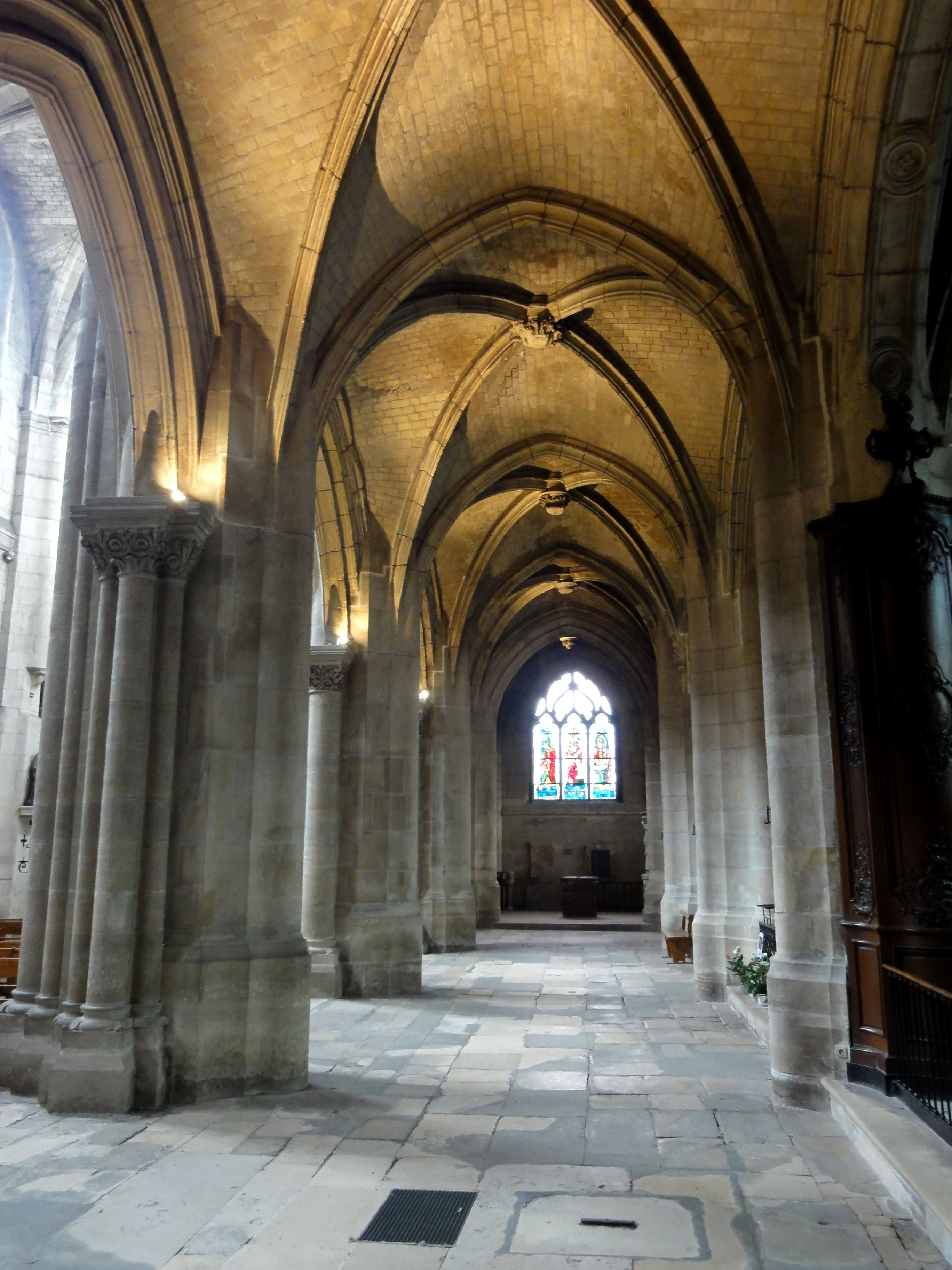
Vue vers l'ouest.
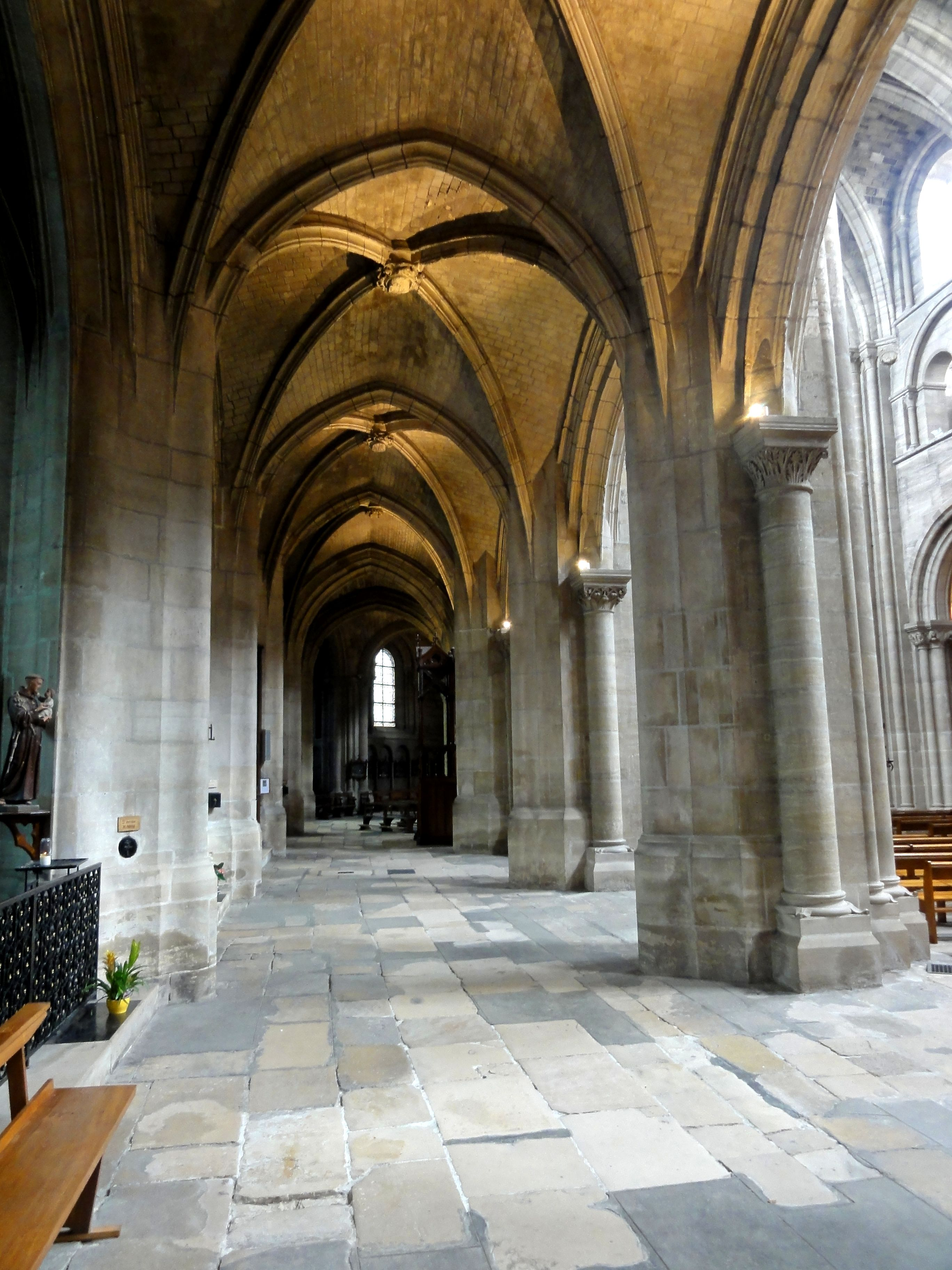
Vue vers l'est.
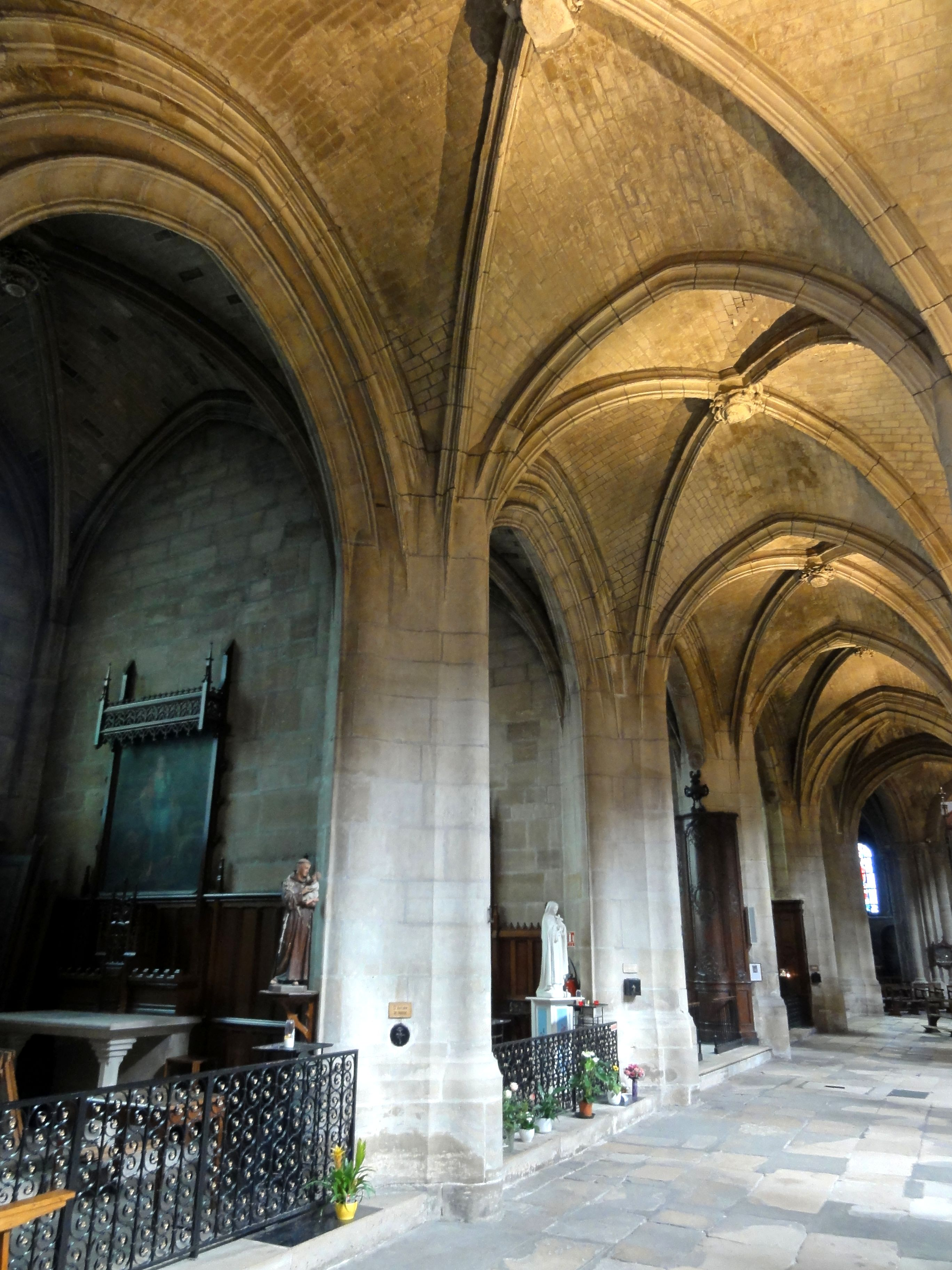
Vue vers l'est.
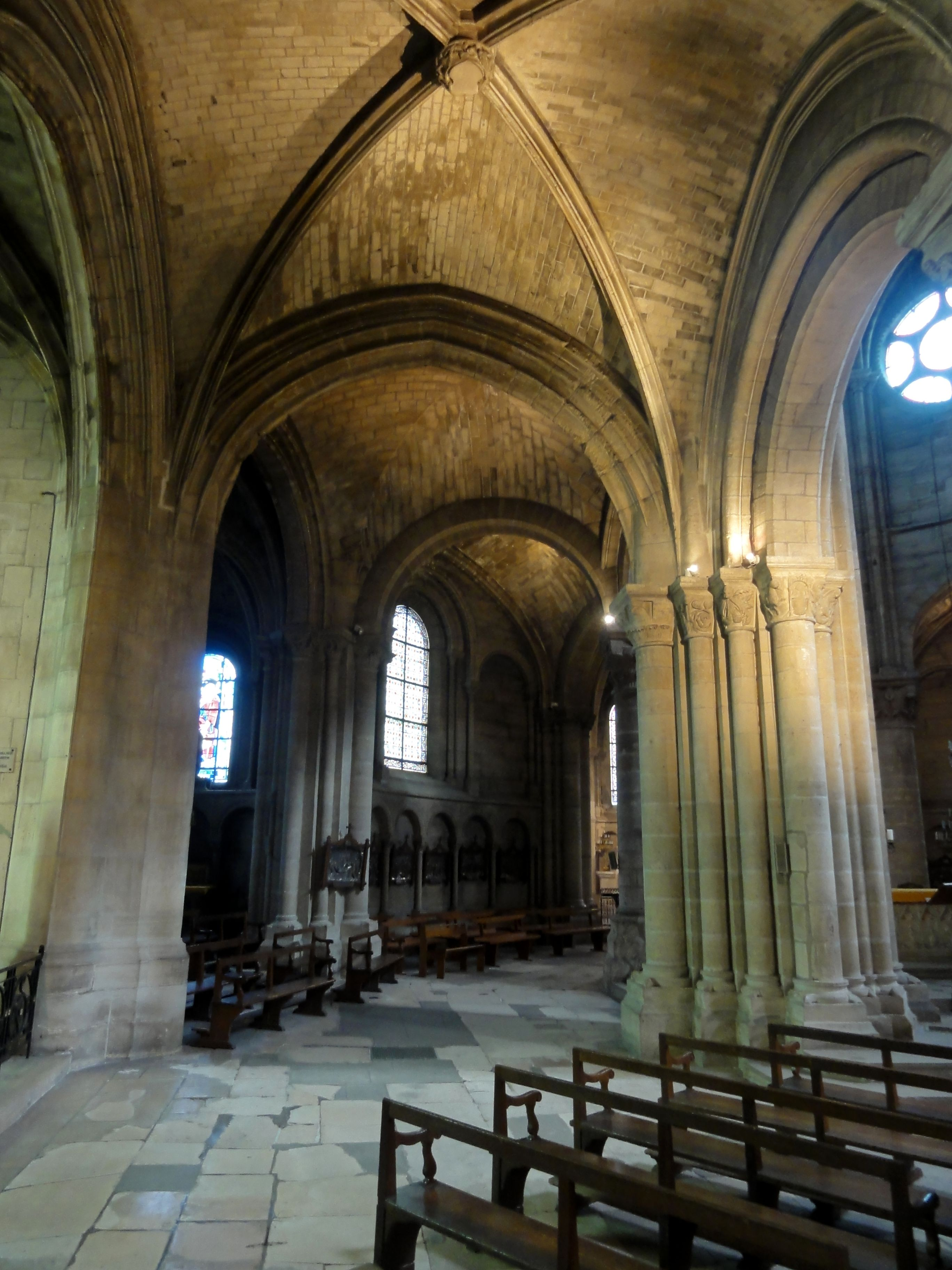
Vue dans le déambulatoire.
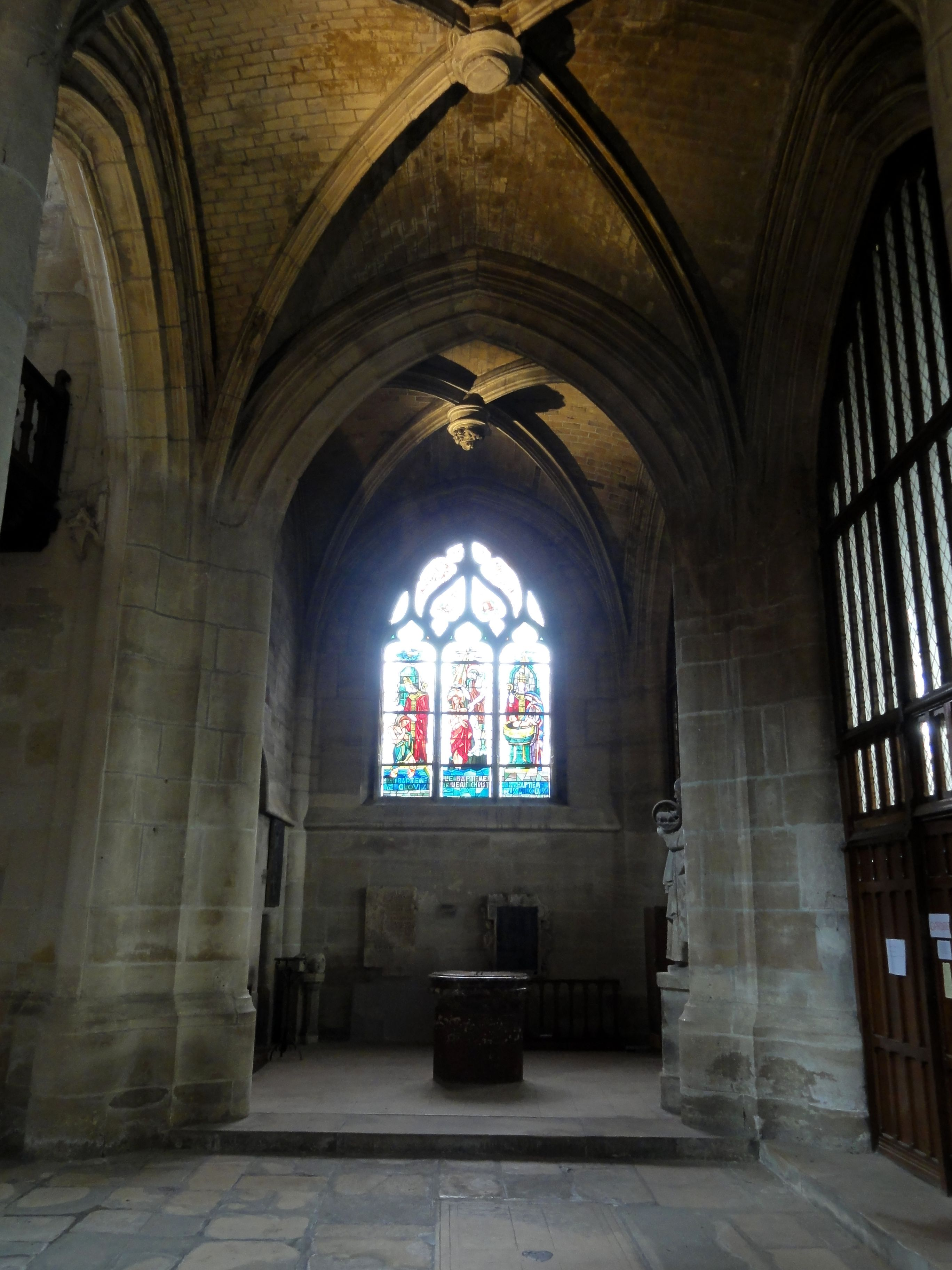
Chapelle baptismale (ouest).
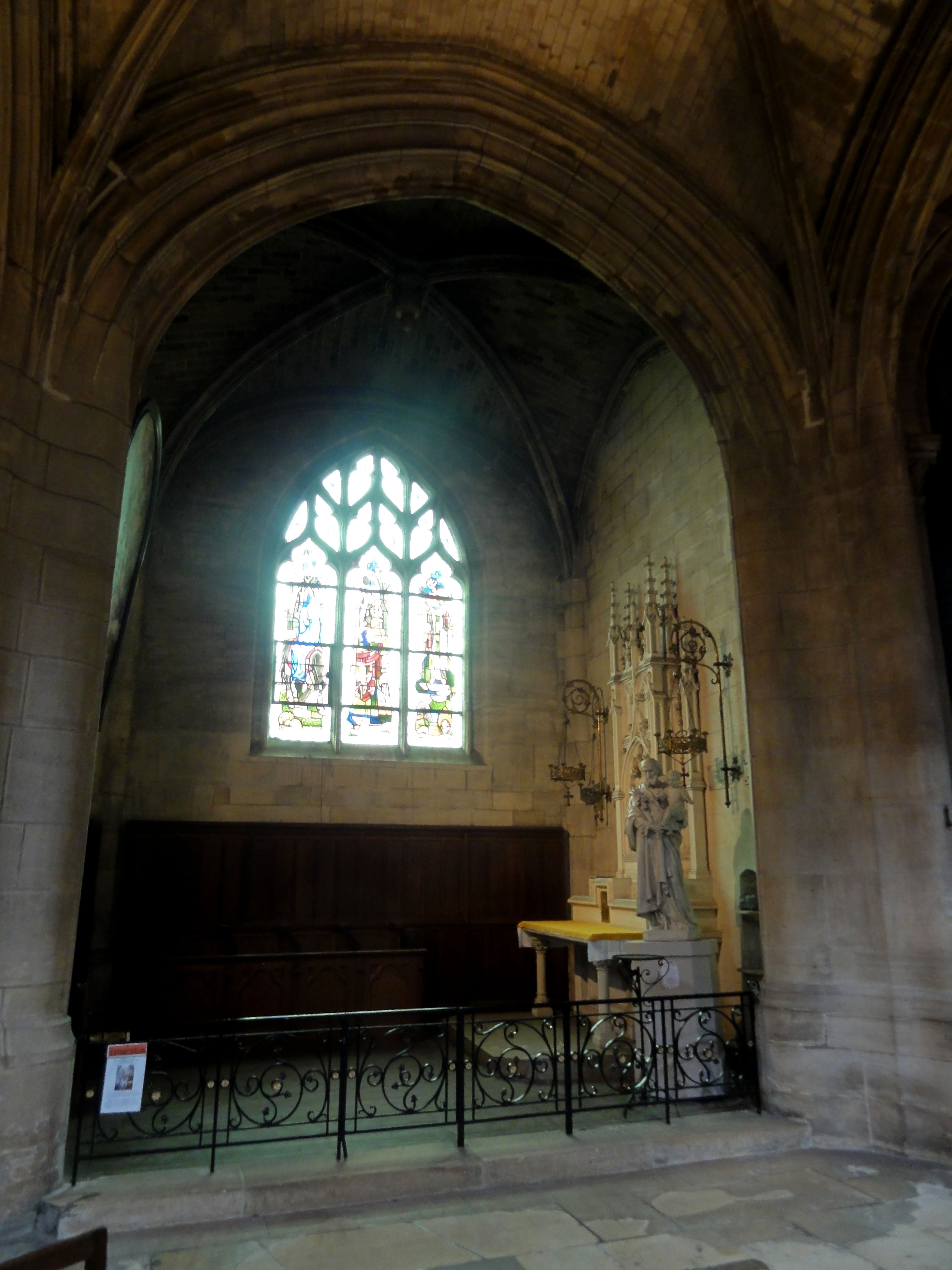
Chapelle de la 6e travée.

#### Bas-côté sud

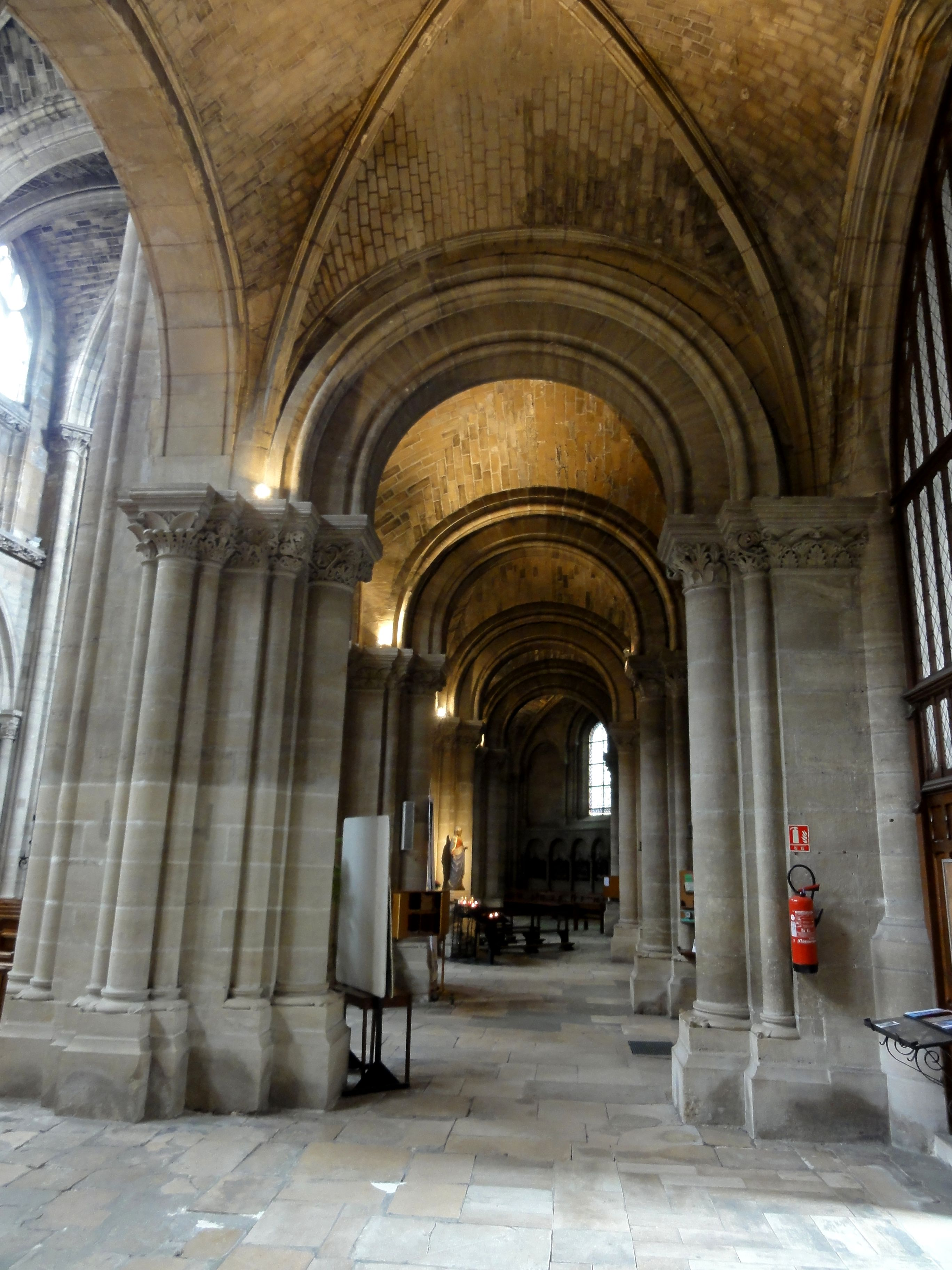
Bas-côté sud, 3e travée, vue vers l'est.

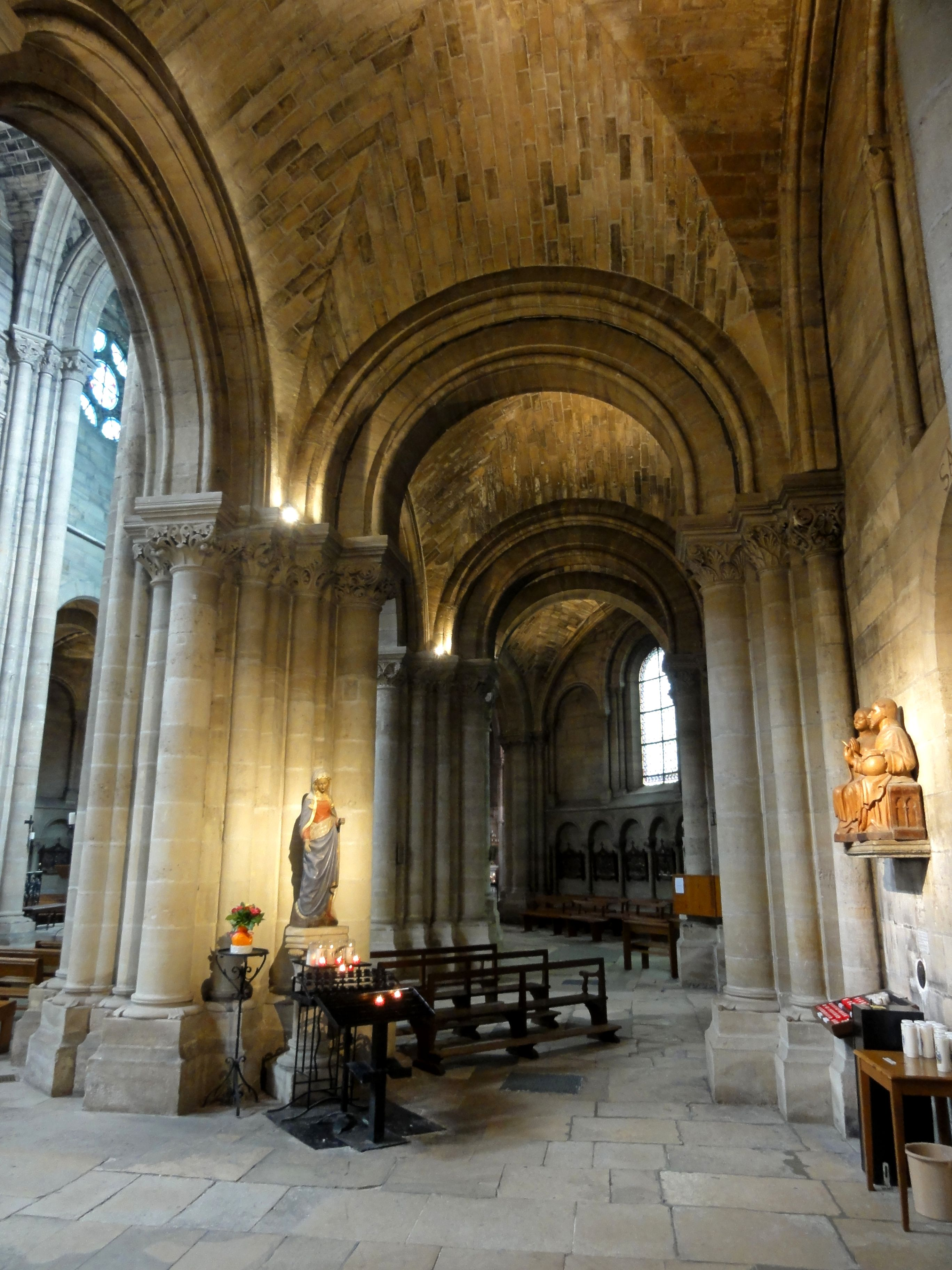
Bas-côté sud, 5e travée, vue vers l'est.

Les trois dernières travées du bas-côté sud sont les dernières qui présentent encore, au moins en grande partie, leurs dispositions du XIIe siècle. Pas grande chose n'est authentique, car Viollet-le-Duc « avait retrouvé dans le plus grand délabrement les piles engagées le long du mur ». Les piles de la nef sont particulièrement épaisses et font largement saillie dans le bas-côté, afin de pouvoir contenir les ressauts accueillant les colonnettes. Des faisceaux d'une colonne et de deux colonnettes y sont adossés, et il n'y a donc pas de colonnette correspondante aux ogives. En face, des faisceaux d'une colonne et de quatre colonnettes sont adossés aux piliers engagés dans le mur sud.
Mais deux parmi ces colonnettes sont réservés aux formerets, et il n'y a donc pas non plus de colonnette correspondant aux ogives. De toute façon, ce sont des voûtes d'arêtes construites sous Viollet-le-Duc qui couvrent cette partie du bas-côté sud. La question est de savoir si de telles voûtes ont existé préalablement. Francis Salet n'a pas fait le rapprochement avec d'autres églises romanes de la région ayant reçu des voûtes d'arêtes au XIXe siècle : basilique de Longpont, Saint-Pierre de Montmartre, abbatiale de Morienval, Saint-Germain-des-Prés, etc. Dans aucun cas le voûtement d'arêtes ne correspond aux dispositions authentiques, et il se fonde sur de simples conjectures résultant d'une connaissance incomplète de l'architecture romane de la région.
Francis Salet ne tient donc pas compte de ces exemples, et il se base sur une gravure de Villeneuve antérieure à la restauration de Viollet-le-Duc, pour affirmer que le bas-côté était voûté d'arêtes dès l'origine. Or, ce que l'on voit au premier plan est une voûte flamboyante à liernes et tiercerons reçue par des culots, et à l'arrière-plan, Francis Salet veut reconnaître une voûte d'arêtes, mais le dessinateur ne fait ressortir que de lignes croisées sur un fond d'ombre. En outre, le dessin n'est pas fidèle en tous points, car une colonnette au premier plan supporte le rouleau supérieur d'une grande arcade, alors que cette position correspond au rouleau supérieur des doubleaux. Rien ne prouve que le formeret visible sous la voûte flamboyante date d'origine ; c'est une arcade plaquée sans aucune mouluration.
Les colonnettes du formeret ont pu supporter des ogives, à moins que le formeret ne soit à l'origine qu'un arc de décharge. La forte saillie des piliers de la nef aurait permis de loger les colonnettes des ogives, ce qui se voit à l'est de la troisième travée. Il est donc impossible d'établir si les bas-côtés étaient simplement plafonnés, voûtés d'arêtes ou voûtés d'ogives. Quoi qu'il en soit, Viollet-le-Duc a mouluré le rang de claveaux inférieur des grandes arcades alors qu'il est simplement chanfreiné dans la sixième travée, qui est considérée comme authentique. Et alors que le dessin montre des doubleaux et un formeret non moulurés, Viollet-le-Duc les a garni de tores, ce qui est certainement une surrestauration, de simples chanfreins paraissant plus probables. Les fenêtres sont recopiées sur les fenêtres hautes de la nef et la fenêtre du mur occidental du bas-côté, pratiquement identiques.
La sacristie avait été abandonnée au XVIIIe siècle et aménagée dans la chapelle orientée au sud de l'abside, mais son emplacement est celui d'origine. Viollet-le-Duc l'a rétablie dans le style du XVIIe siècle avec des voûtes d'ogives inspirées de témoins qu'il avait encore trouvé sur place. Le passage vers le portail de la cinquième travée était de style classique et datait du XVIIIe siècle. Viollet-le-Duc l'a supprimé et transformé en porche la chapelle de la quatrième travée.
Les trois premières travées du bas-côtés sud sont recouvertes par des voûtes d'ogives en plein cintre du milieu du XVIe siècle. Les ogives sont d'un profil carré, les clés de voûte sont des disques ornés d'une colombe symbolisant l'Esprit Saint, d'un écusson et d'autres motifs, et les formerets sont presque plats. Les très larges doubleaux ne concordent pas avec ce style de voûtement caractéristique du milieu du XVIe siècle, et l'exemple du bas-côté nord montre que de des doubleaux bien proportionnés auraient été faisables. Du fait du plan barlong des travées et de l'étroitesse de l'ouverture des doubleaux, les arcs en plein cintre des doubleaux ne sont pas complets, et ne représentent qu'une section de 90° d'un cercle.
Le raccordement maladroit avec les piliers ondulés s'explique moins bien, mais le profil méplat des doubleaux n'aurait en tout cas pas permis une interpénétration dans les piliers comme à la période flamboyante. Le choix même de piliers ondulés à la Renaissance peut surprendre. Les piliers comportent par ailleurs des frises vides au niveau habituel des chapiteaux, qui auraient pu être sculptées de pampres ou de rinceaux. Il se peut que la sculpture s'est perdue lors des premières restaurations sous l'architecte Goy. Francis Salet a omis d'examiner les problèmes que soulève cette partie du bas-côté sud. Des vestiges d'autres campagnes de construction subsistent par ailleurs. À l'est de la troisième grande arcade, la pile de la nef paraît particulièrement saillante, comme déjà signalé : ici les colonnettes correspondant au rang de claveaux supérieur sont très rapprochées de la colonne du supportant le rang de claveaux inférieur. Dans la seconde travée, le trumeau du portail est sculpté de trois minuscules personnages sous un genre de chapiteau. Une niche de style Renaissance de 1570 environ est placée devant le pilastre oriental de l'arcade vers la nef.
Au revers de la façade occidentale, les ogives retombent exceptionnellement sur deux fines colonnettes à chapiteaux, qui contrastent avec l'extrême lourdeur des autres supports. Sur le mur, l'on voit encore les traces du formeret d'une précédente voûte. La fenêtre est du début du XIIe siècle, et s'ouvre sous une archivolte torique et deux colonnettes à chapiteaux. Les arcades vers les chapelles désaffectée du XVe siècle devant la troisième et la quatrième travée sont prismatiques, et correspondent au style de la chapelle et du porche. Elles retombent sur des piliers ondulés analogue aux autres, ce qui soulève la question si les doubleaux n'étaient pas eux aussi prismatiques.

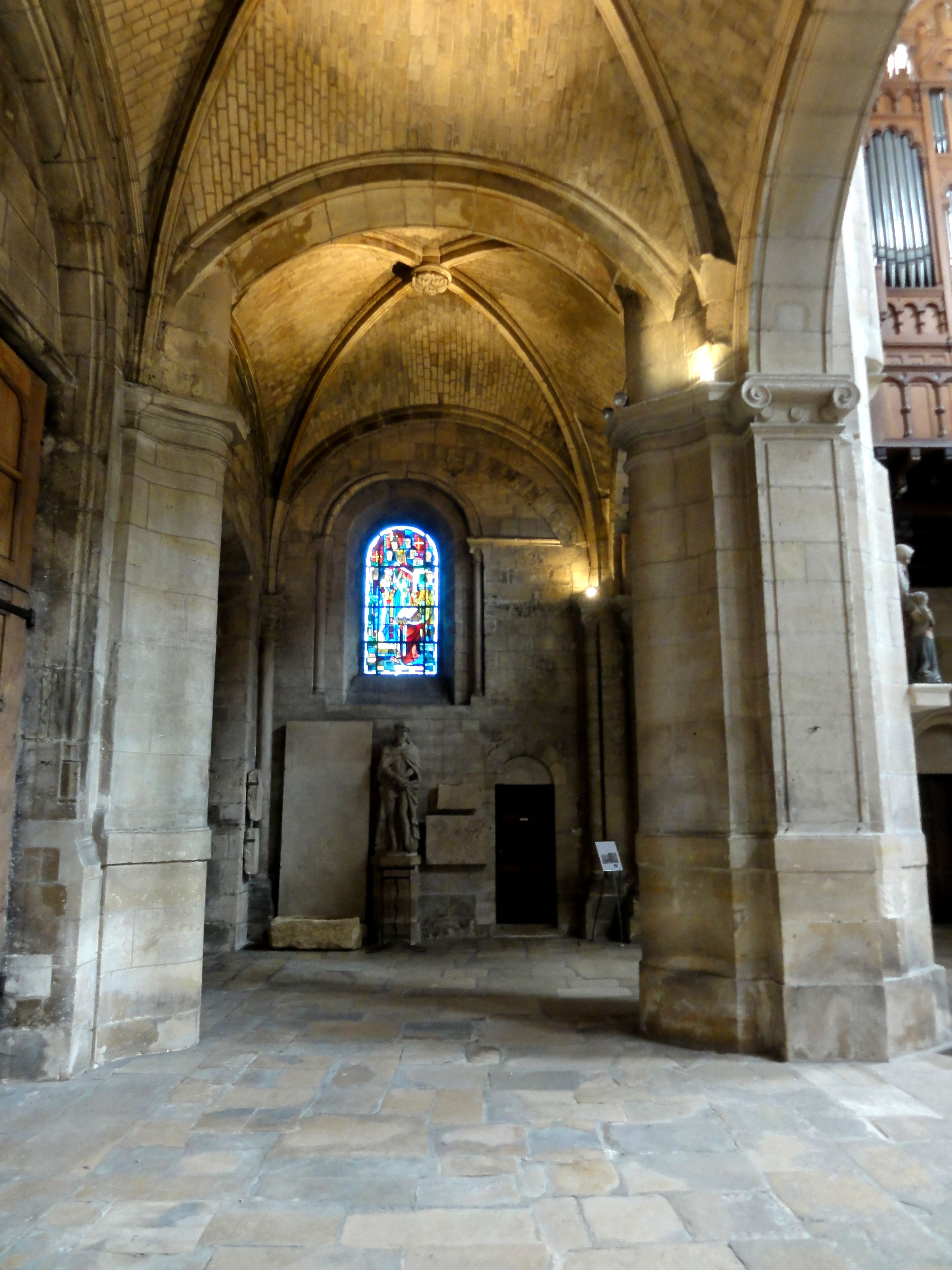
2e travée, vue vers l'ouest.
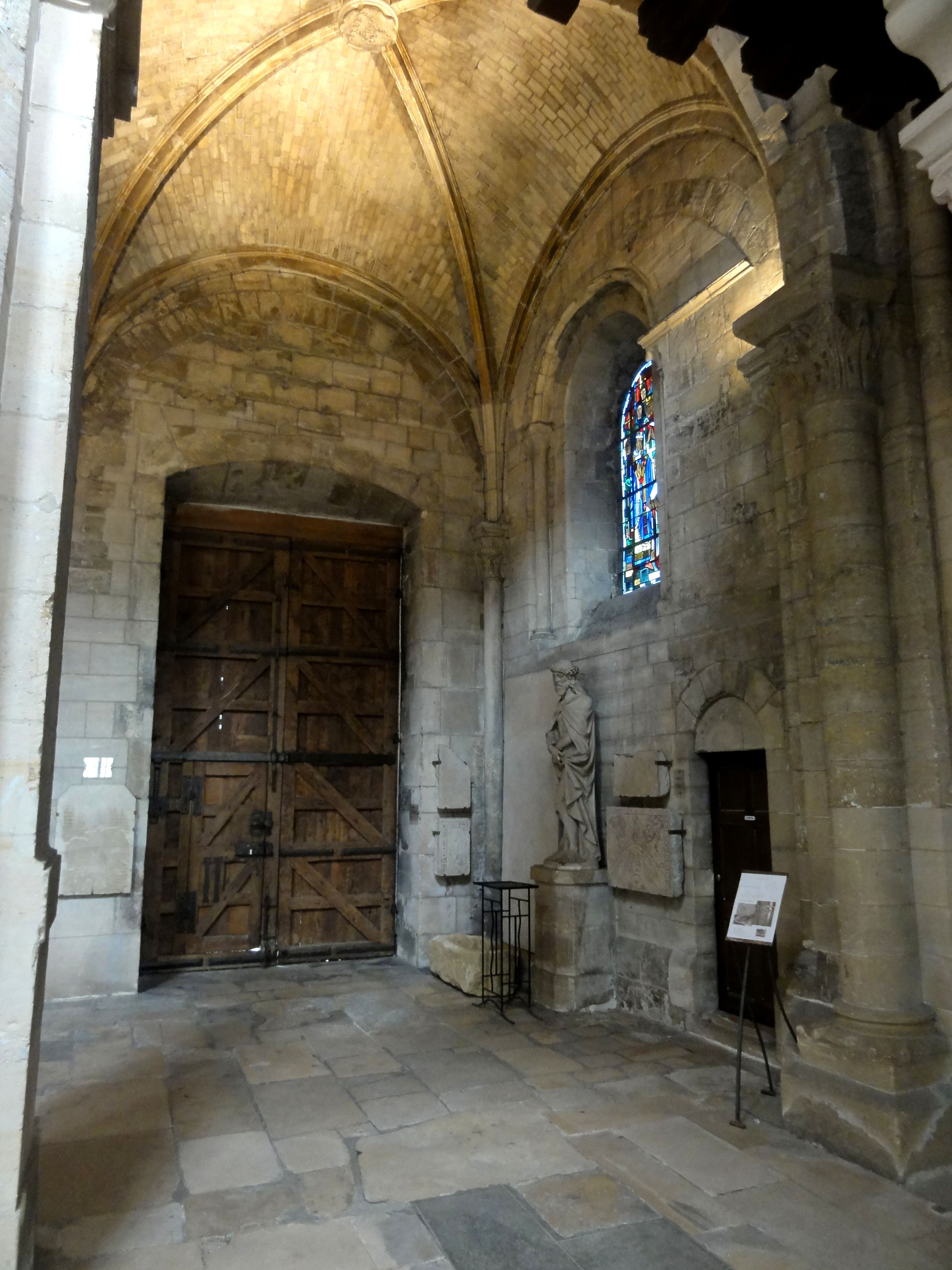
1re travée, à droite, fenêtre du XIIe.
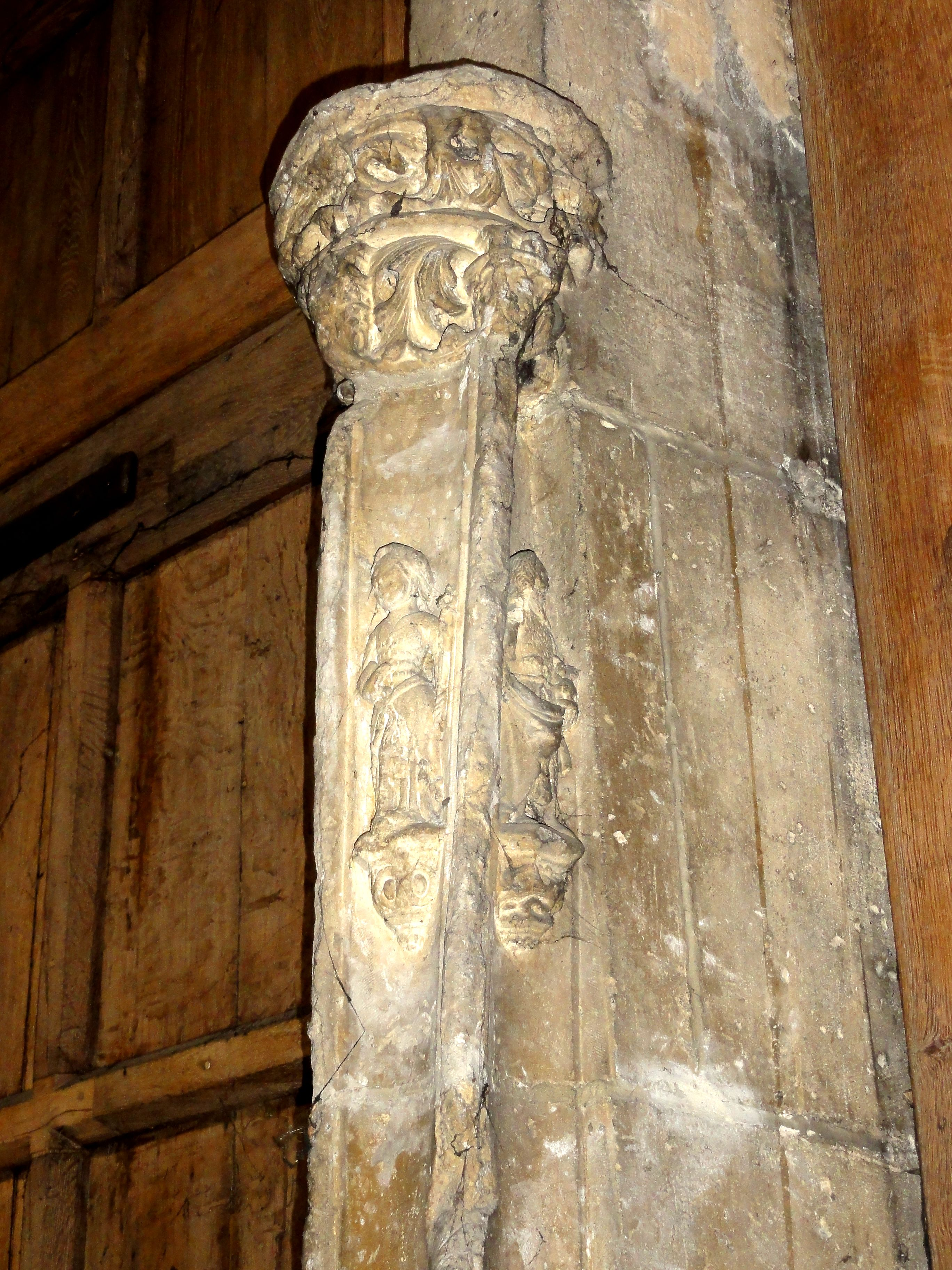
2e travée, trumeau du portail sculpté de personnages.
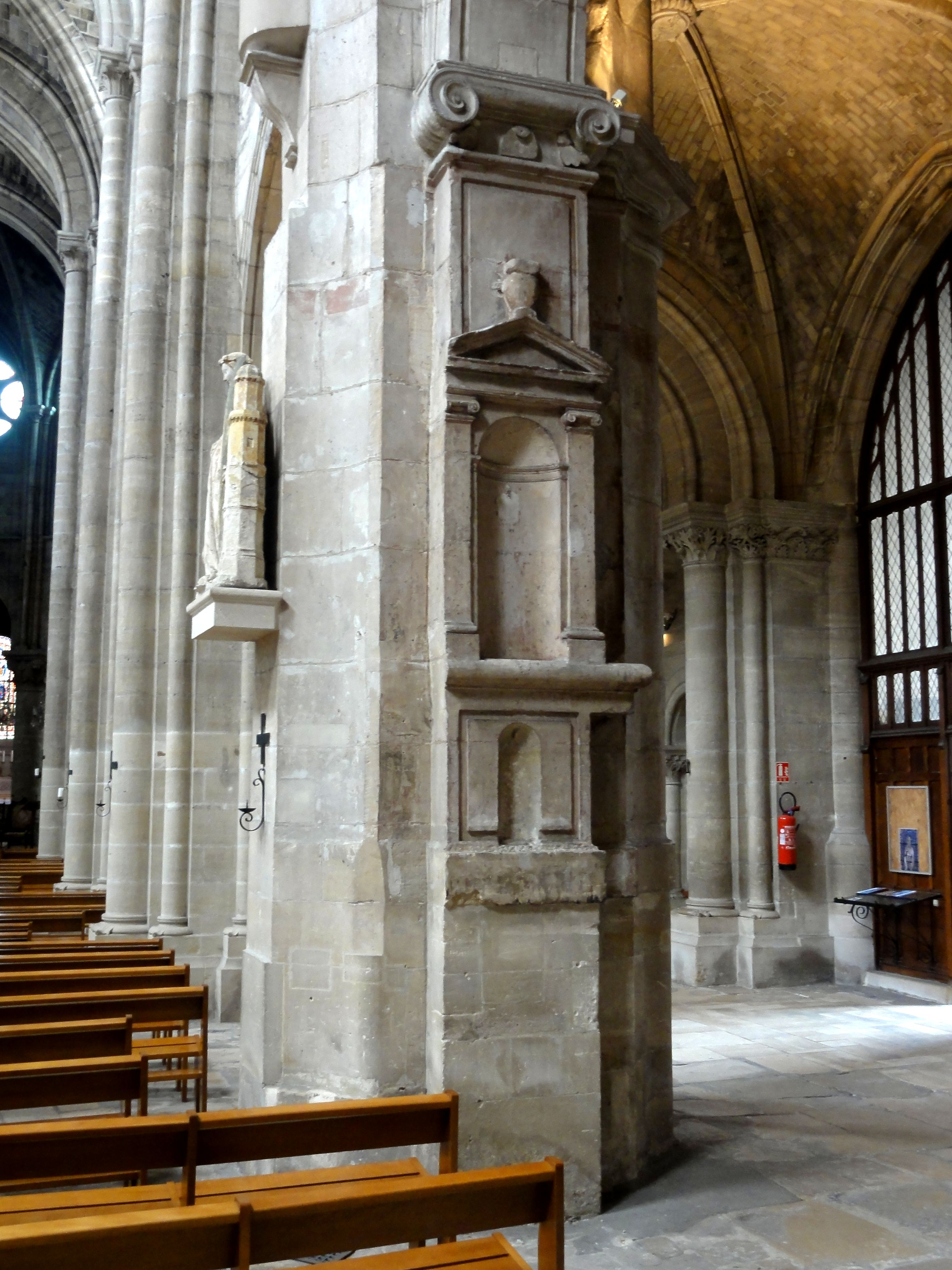
2e travée, niche et pilastre sur la pile de la nef.
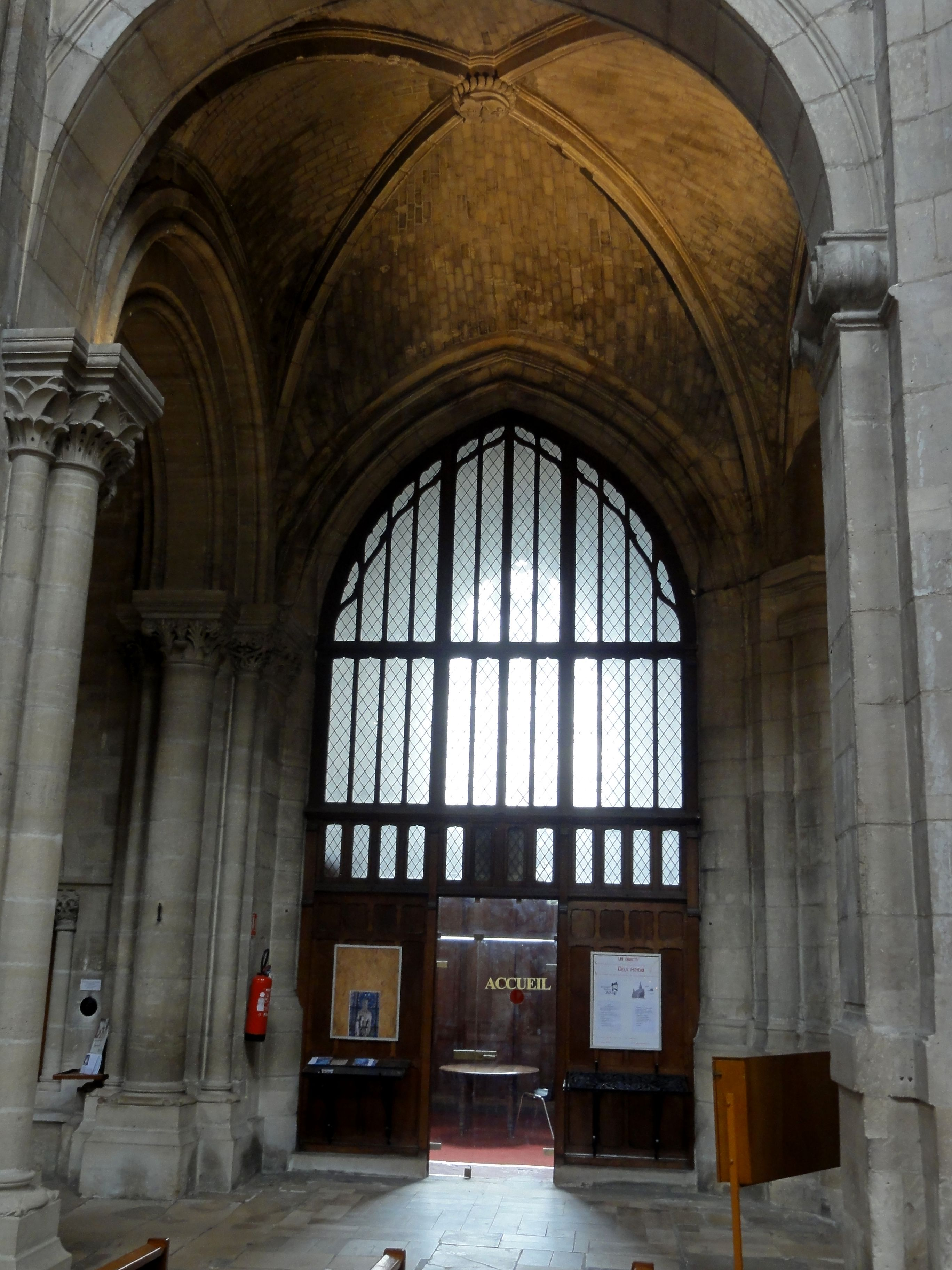
3e travée, arcade vers l'ancienne chapelle du XVIe.
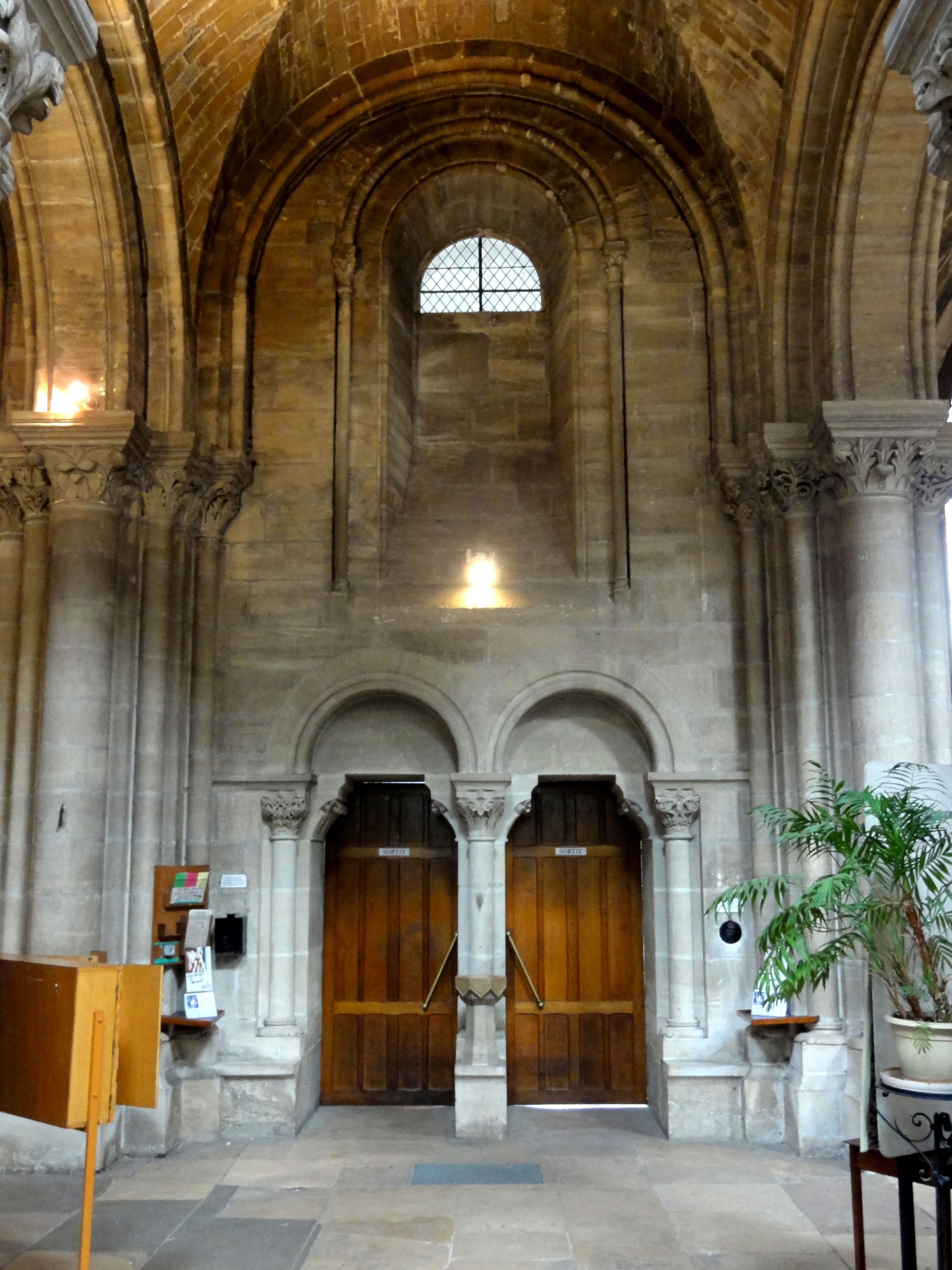
4e travée, portail créé par Viollet-le-Duc.

#### Abside

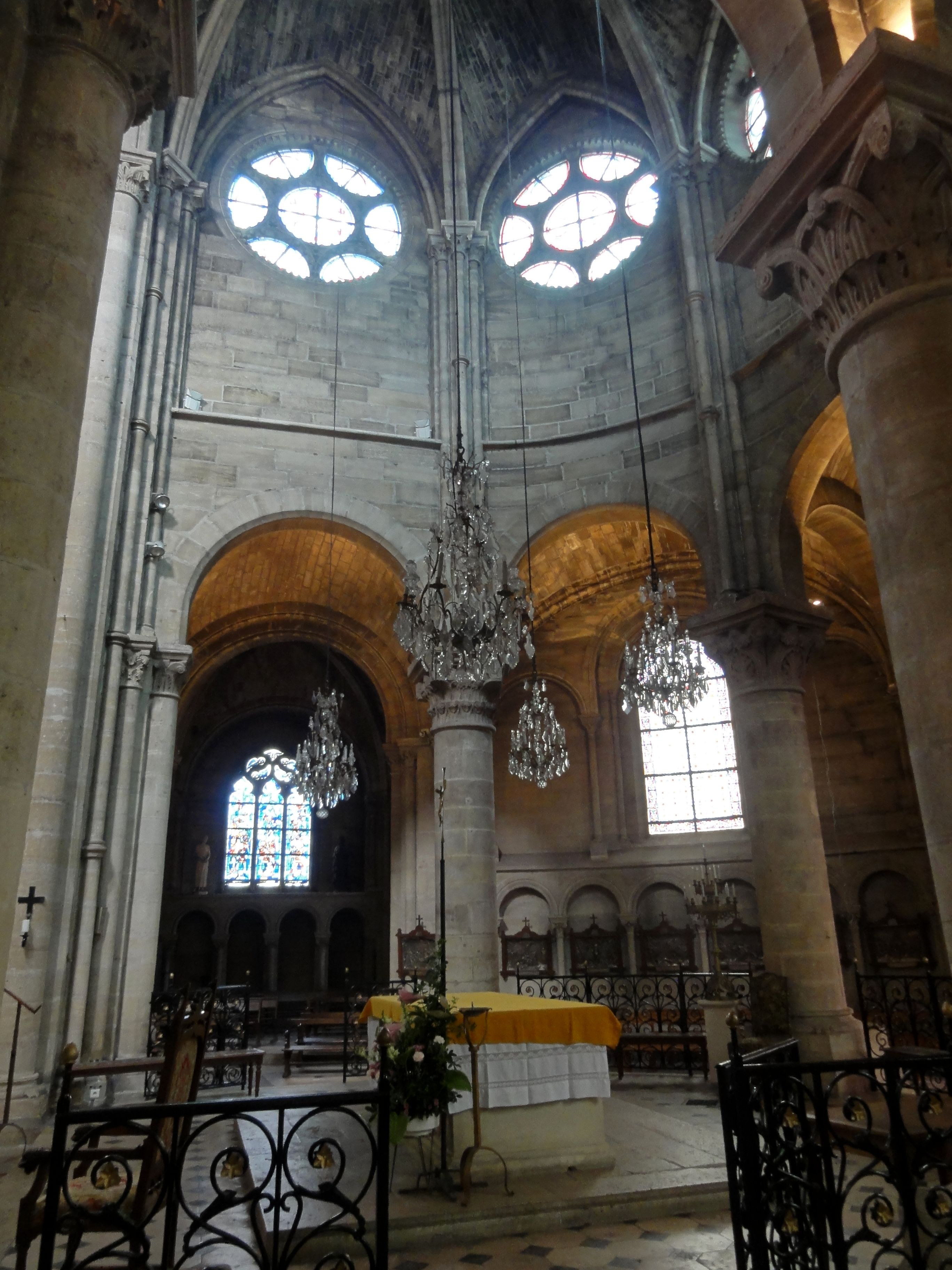
Abside, côté nord.

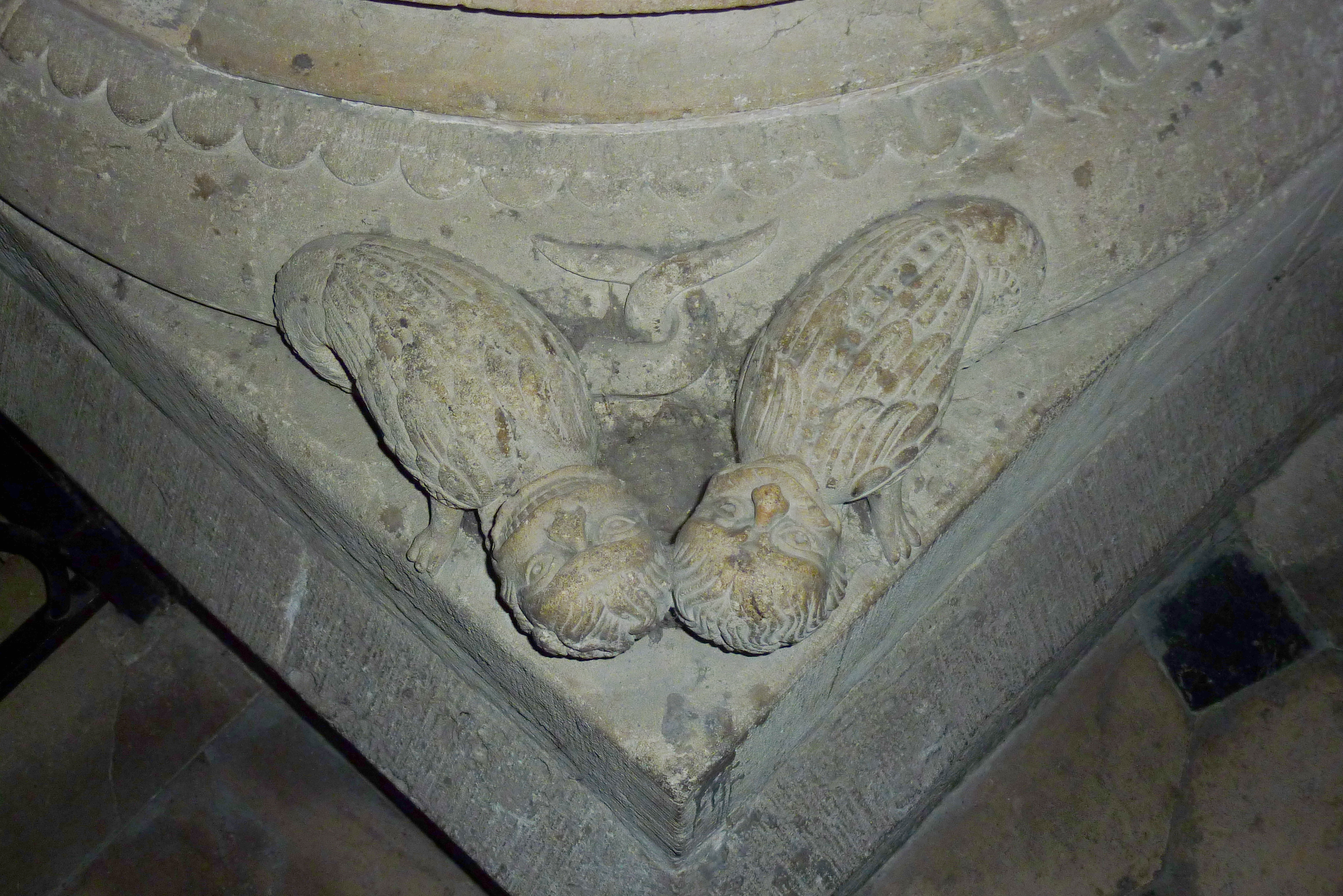
Sirènes d'une base de colonne.

Le chœur, orienté dans la direction du soleil levant le 15 août, n'est pas dans l'axe de la nef. C'est un constat très fréquent que l'on peut faire dans la plupart des églises construites successivement à l'emplacement d'une église plus ancienne. Bien que s'agissant d'une collégiale et donc d'une église ecclésiastique où la liturgie faisait intervenir tout un collège de chanoines, le chœur est de petites dimensions et se réduit à l'abside. En l'absence de transept dont la croisée abrite souvent le maître-autel, l'on doit supposer que les deux dernières travées de la nef étaient initialement rattachées au chœur liturgique, et séparées du reste de la nef par une grille. L'abside comporte deux pans à peu près droits et un chevet en hémicycle, composé de seulement trois pans. Ainsi, l'abside communique avec le déambulatoire par cinq grandes arcades.
Elles sont à simple rouleau, non décorées et simplement chanfreinées, et reposent sur les tailloirs carrés de quatre colonnes monocylindriques appareillées en tambour. Les tailloirs sont suffisamment grands pour recevoir les faisceaux de trois colonnettes correspondant aux ogives et formerets de la voûte. Les colonnettes correspondant aux ogives sont en délit mais baguées à deux niveaux, ce qui diminue l'effet d'élégance et d'élancement. Près de la nef, les arcades retombent sur les tailloirs de chapiteaux engagés plus petits. Ici, les colonnettes des ogives retombent jusqu'au sol ; baguées à quatre niveaux, elles sont également en délit. Les formerets disposent ici de colonnettes à chapiteaux indépendantes, qui jouxtent celles des grandes arcades. Ce premier niveau du chœur se présente encore dans sa forme authentique du milieu du XIIe siècle. Or, seulement la plupart des bases et chapiteaux sont réellement anciens, le reste datant des années 1860. Les bases à griffes sont moulurées d'une gorge entre deux tores. Dans un cas, le tore supérieur s'accompagne d'un cordon de perles. Dans un autre cas, les griffes sont remplacées par des sirènes d'un beau style.
Les parties hautes de l'abside sont une création de toutes pièces de Viollet-le-Duc. Les notes de l'architecte Goy donnent quelques indications sur l'état intérieur, mais Goy connaît mal l'architecture médiévale et fournit des analyses et explications peu concluantes. On peut en déduire qu'un triforium ou des galeries avec des arcatures trilobées existaient dans l'abside, et que le style les signalait comme un remaniement de la période gothique. Les fenêtres hautes avaient apparemment un remplage de style gothique rayonnant, comme jadis au sud de la quatrième et cinquième travée de la nef. Au début du XIXe siècle, seulement deux fenêtres conservaient un remplage à peu près intact. Toute l'abside tombait en ruines, et Goy tenta de la reconstituer dans son état d'origine. Mais ce pari ne réussit pas, et Viollet-le-Duc écrivit qu'il trouva le chœur « hideux... rebâti dans je ne sais quel style ». Les mauvais matériaux employés par Goy et le manque de solidité de l'ensemble obligèrent à tout démolir. En 1844, Viollet-le-Duc avait encore dessiné un projet de reconstitution s'inspirant du style de la nef, avec des fenêtres en plein cintre flanquées de colonnettes. Quand il passa à l'exécution en 1861, il s'était considérablement éloigné de son projet initial, et préféra tout inventer. C'est ainsi qu'il remplaça les fenêtres par des oculi, dont le remplage d'un cercle entouré de six hémicycle est complètement fantaisiste. Les ouvertures sont cernées de cordons de têtes de clous, ce qui est un motif décoratif habituellement réservé à l'extérieur des églises. La voûte est par contre plus proche de celle du XIIe siècle, et ses voûtains sont très bombés comme souvent à l'époque des premiers voûtements d'ogives, mais la clé de voûte a été poussée vers l'ouest. Avant, elle se situait au milieu de l'axe entre la première et la dernière colonne libre. Le baguement des colonnettes est authentique, et on peut dire la même chose du profil des ogives, qui est de deux tores entre un filet.

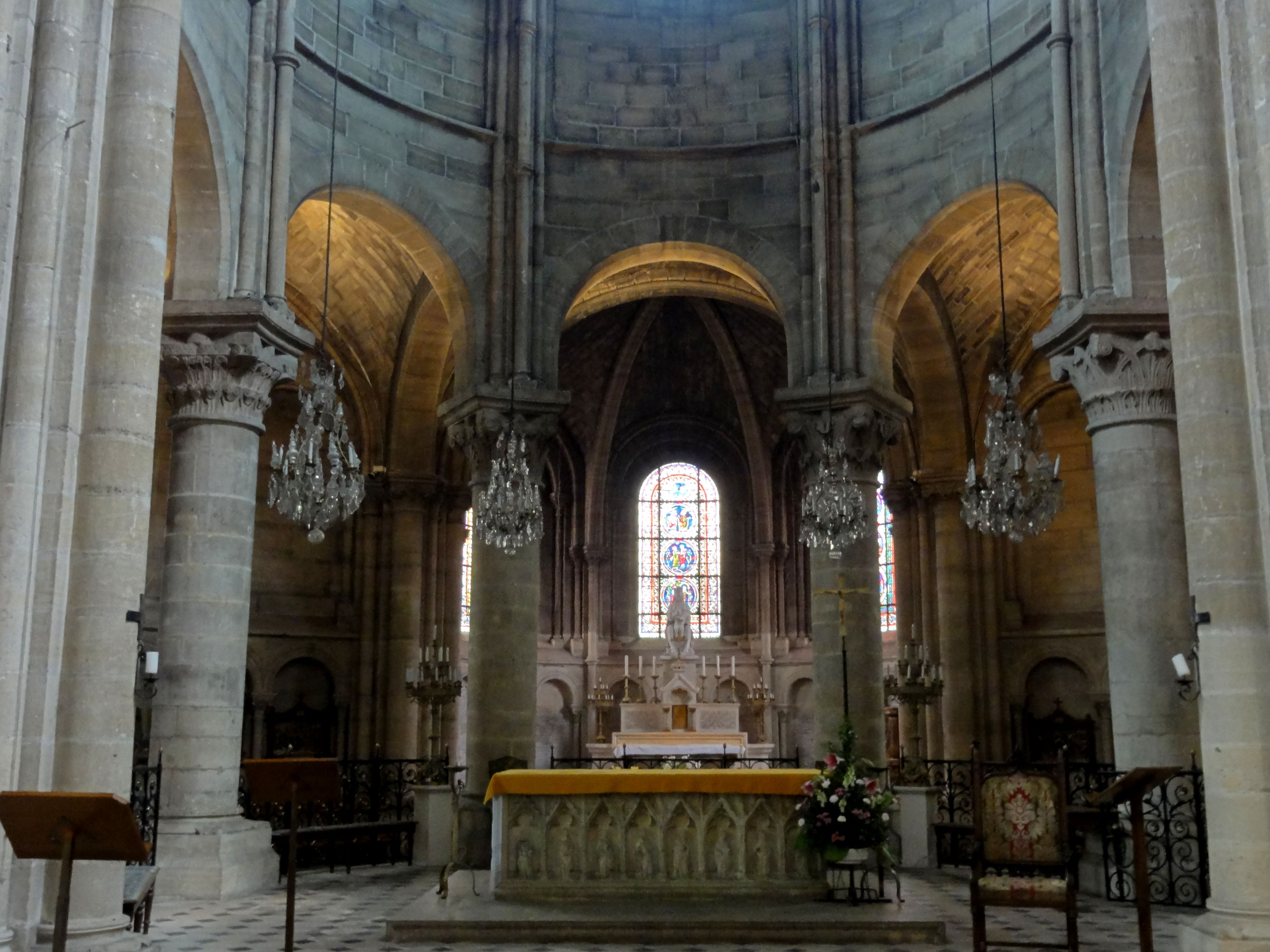
Parties basses.
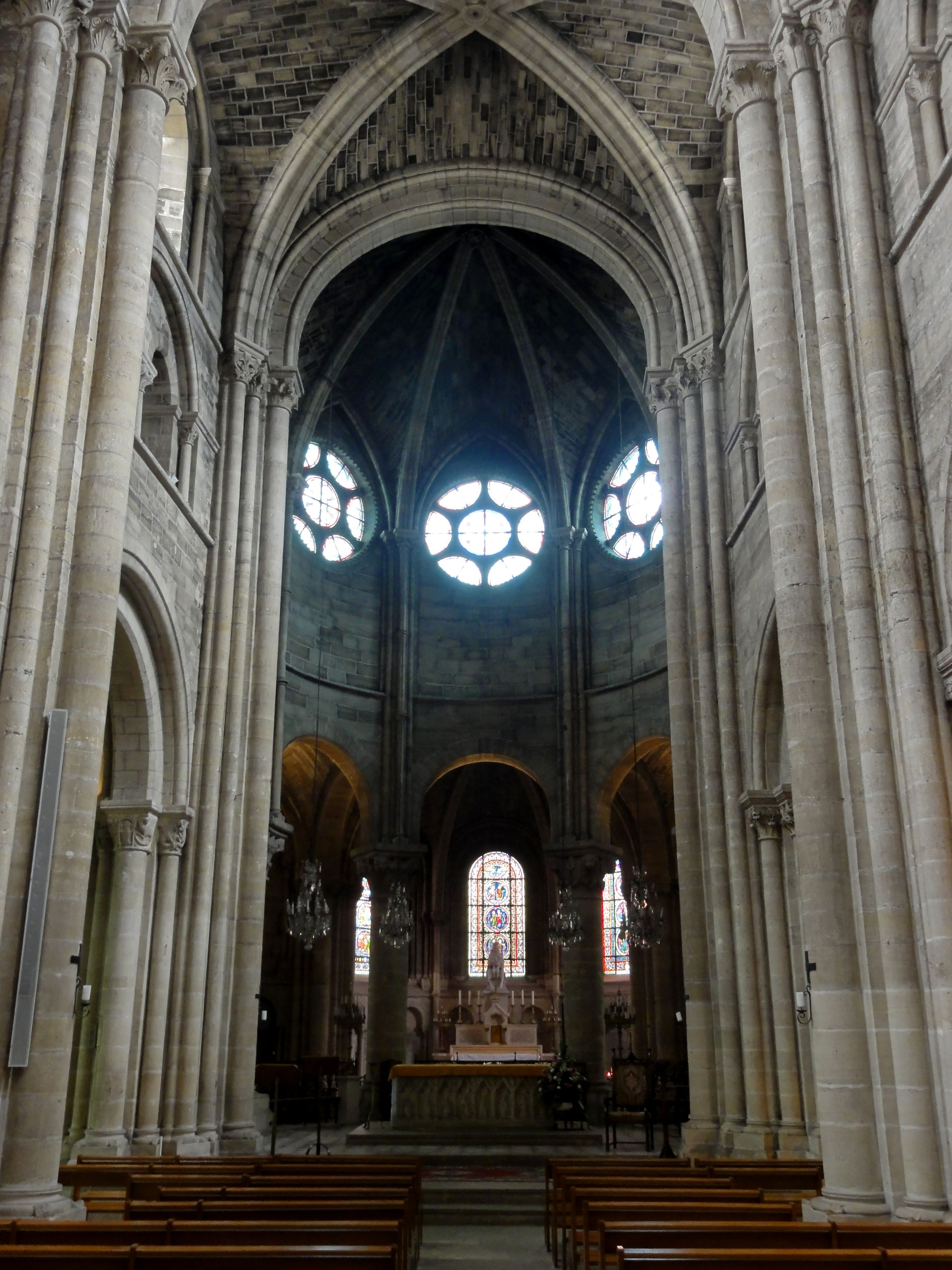
Nef, vue dans l'abside.
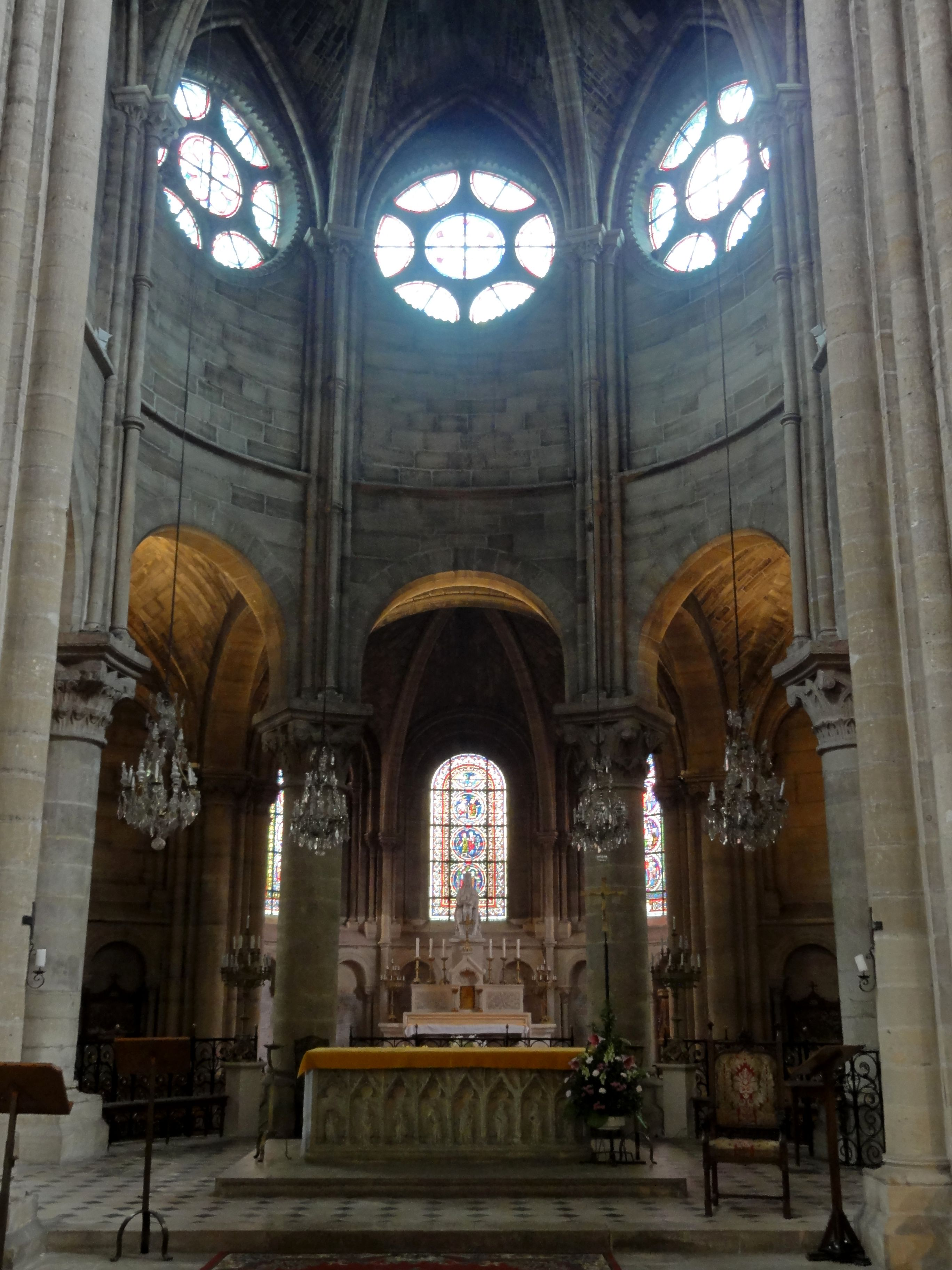
Abside.
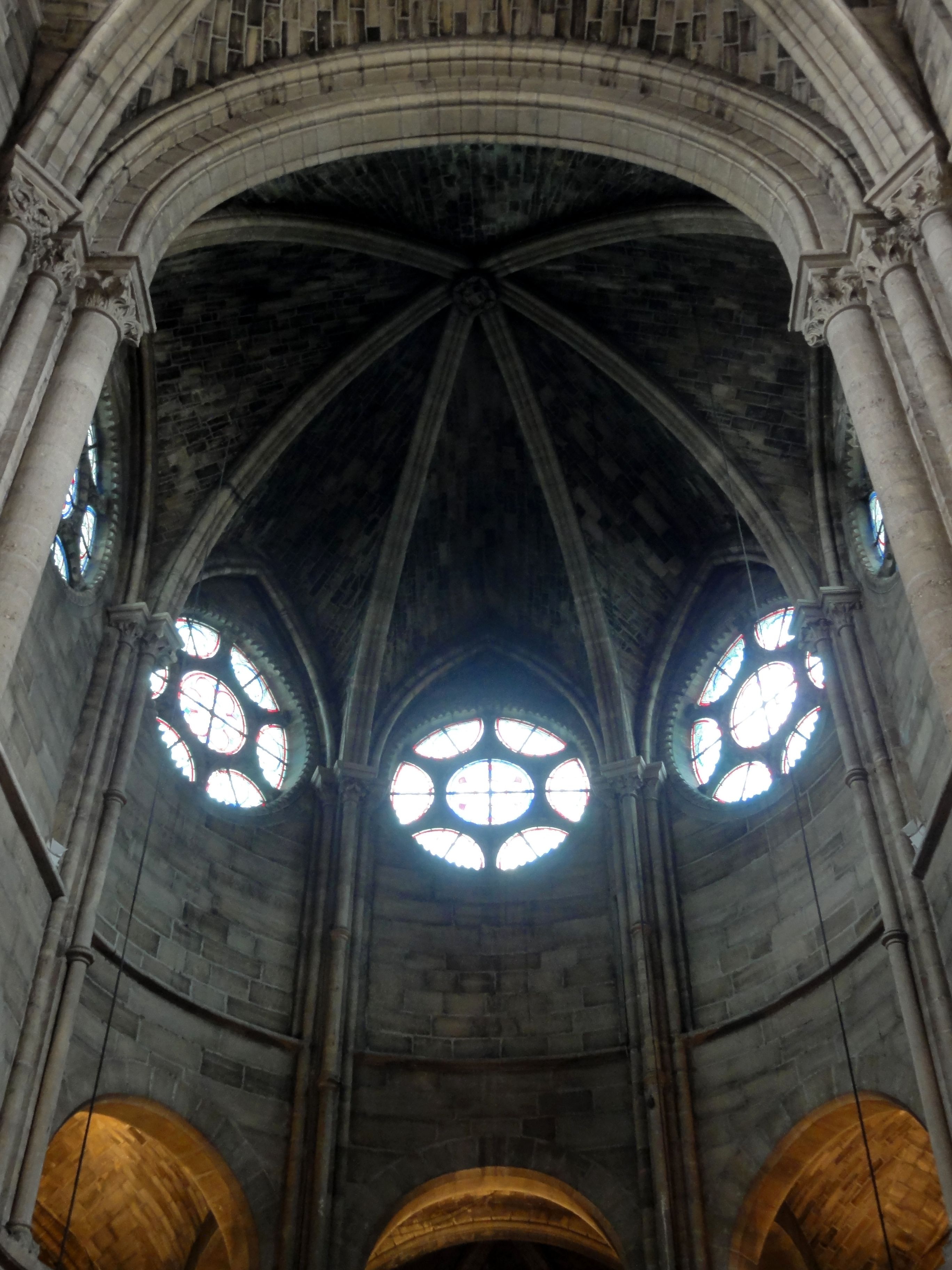
Abside, parties hautes.
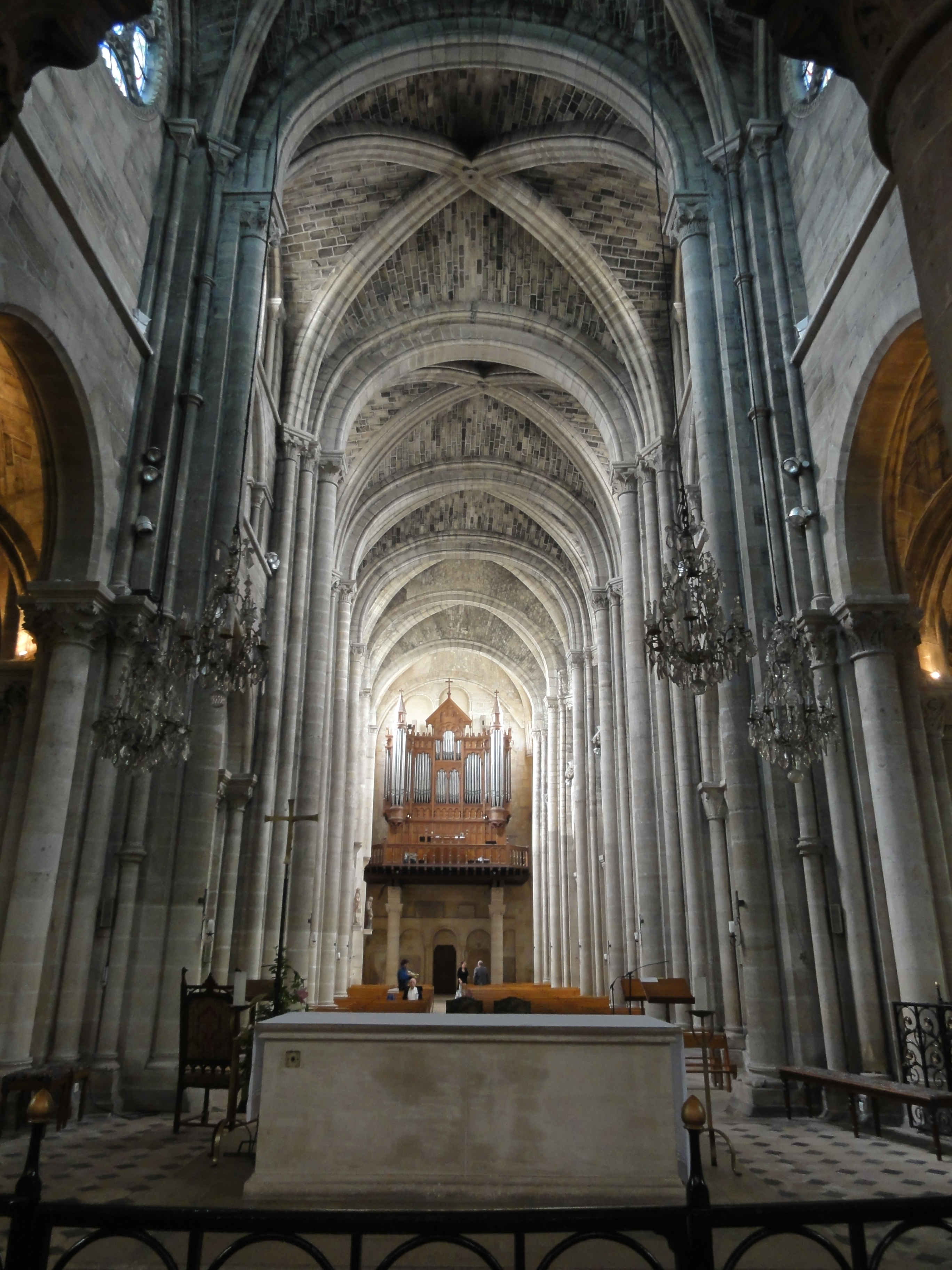
Abside, vue dans la nef.
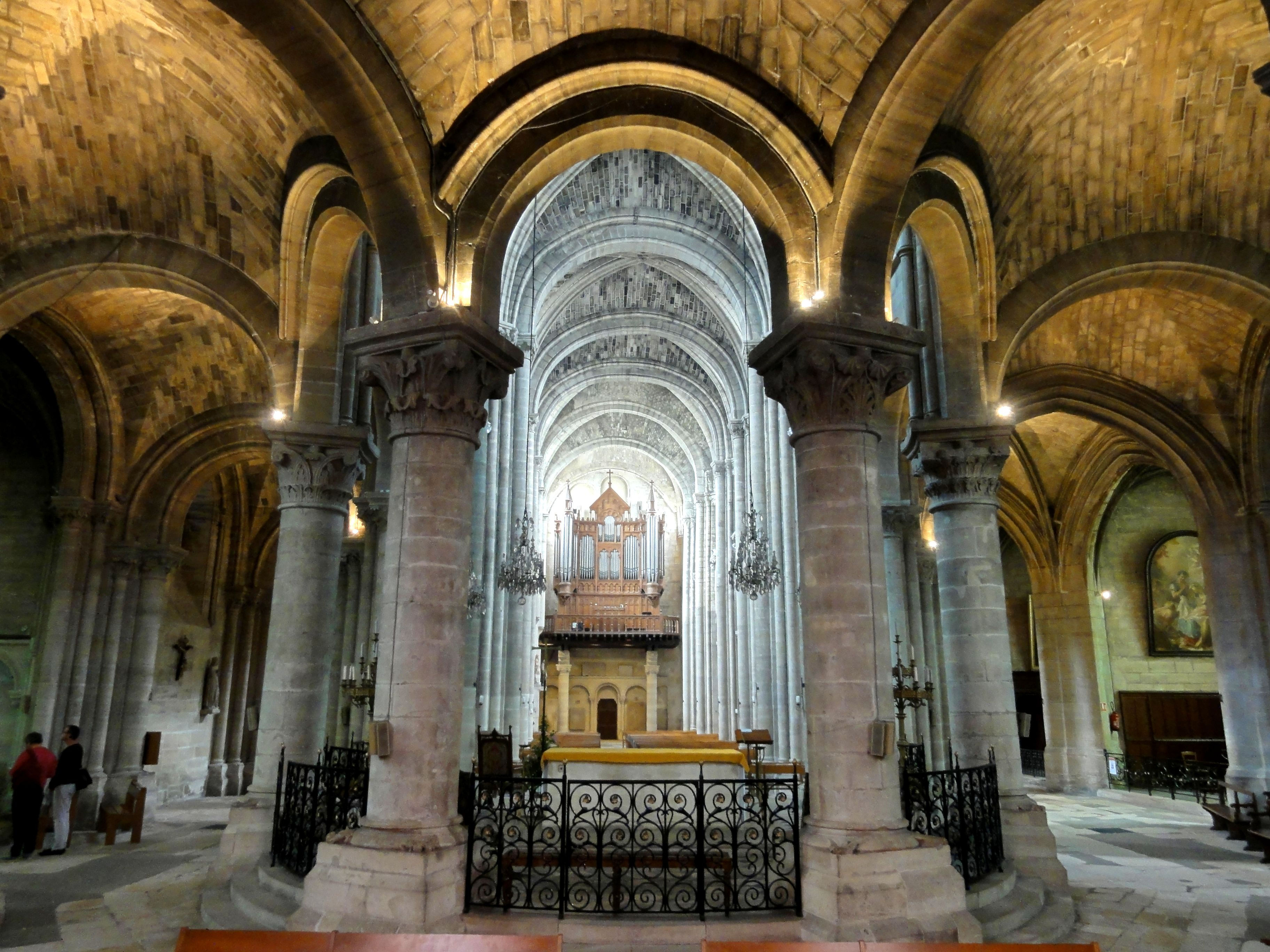
Vue depuis l'est.

#### Déambulatoire et chapelles

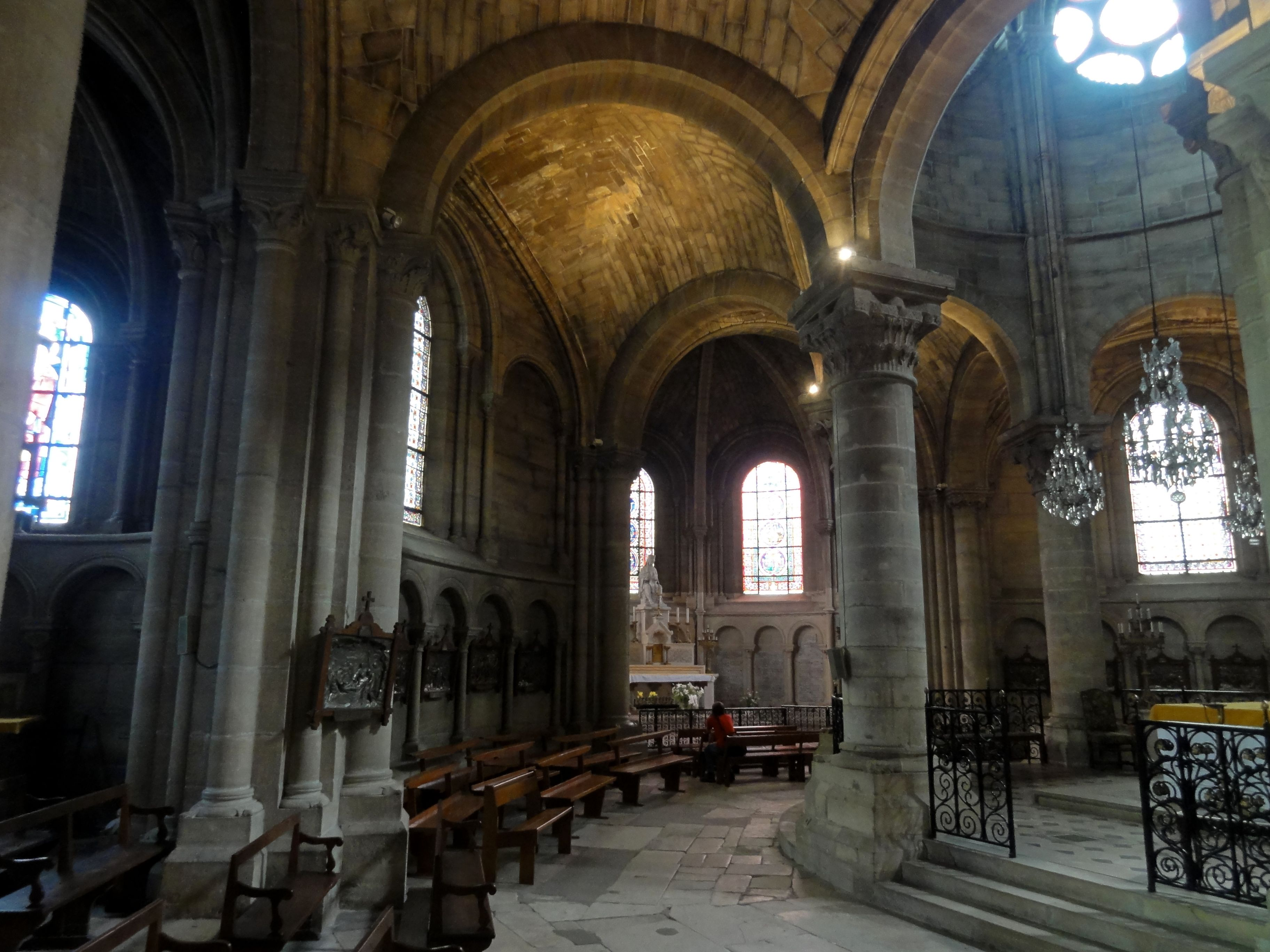
Déambulatoire, côté nord.

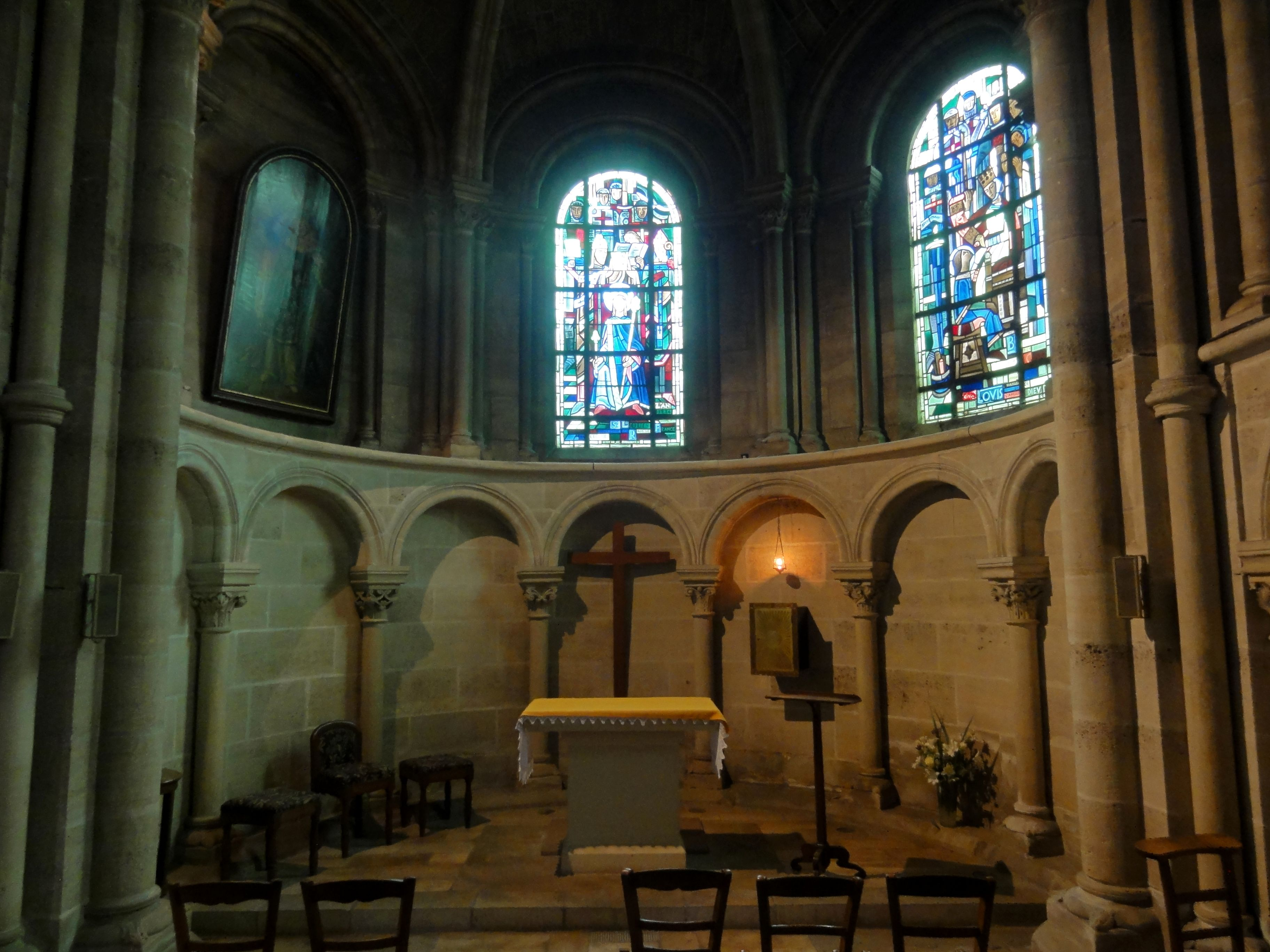
Chapelle Saint-Louis, abside.

Le déambulatoire représente, selon Francis Salet, la partie la plus intéressante de l'église. Ceci vaut pour l'agencement des murs extérieurs, pour le voûtement d'arêtes d'origine et pour le plan très particulier. Il ne comporte pas de chapelles rayonnantes, mais primitivement une alternance entre chapelles carrées, dont la première et la dernière complétées par une abside en hémicycle, et de murs donnant sur l'extérieur. Habituellement, les chapelles orientées et absidioles sont des annexes des croisillons du transept et font souvent suite aux bas-côtés de la nef, comme à Longpont-sur-Orge et Morienval. L'apparition du déambulatoire au cours des années 1140 met généralement fin aux absidioles, qui depuis lors constituent des exceptions. Il est tout à fait rare que des chapelles orientées communiquent uniquement avec un déambulatoire par des arcades au nord ou au sud, et qu'elles font saillie devant la ligne des bas-côtés, comme ce fut le cas avant les remaniements du XVe siècle.
Quant aux voûtes d'arêtes, en l'occurrence très bombées, elles sont effectivement employées occasionnellement par l'architecture romane tardive de la région, comme dans les déambulatoires de Domont ou de Saint-Martin-des-Champs, à Paris. Seule la première voûte au nord n'est pas d'origine. Elle avait été remplacée par une voûte d'ogives à la période flamboyante, que Viollet-le-Duc respecta dans un premier temps, avant de se décider de la supprimer au cours des années 1860. Il oublia de reconstituer l'archivolte ou formeret devant la chapelle, dont les colonnettes subsistent sans emploi. En effet, des formerets moulurés retombant sur des colonnettes à chapiteaux existent vers l'extérieur, alors que les doubleaux sont à simple rouleau et simplement chanfreinés.
Des formerets d'un type différent existent au-dessus des arcades du rond-point de l'abside. Pour venir aux murs donnant directement sur l'extérieur, dans la seconde et dans la quatrième travée, ils sont scandés horizontalement par un glacis. En dessous, le mur est animé par six arcatures plaquées en plein cintre, garnies d'un tore et retombant sur un ensemble de sept colonnettes en délit à chapiteaux. Au-dessus, l'on trouve trois arcatures, dont celle au centre est à la fois plus large et plus haute que les autres, et contient une fenêtre analogue aux autres baies du XIIe siècle qui subsistent dans l'église : Elle est surmontée d'une archivolte torique retombant sur deux colonnettes à chapiteaux, qui s'ajoute à l'arcature mentionnée et au formeret, ce qui donne une superposition très décorative de trois arcs.
La chapelle orientée du nord avait été rebâtie à la période flamboyante et dotée d'une voûte aux nervures prismatiques. Comme déjà signalé, la travée adjacente du déambulatoire avait été refaite à la même période. Pour des raisons que l'on ignore, la limite entre ces deux parties a été modifiée, et une ligne biaise a remplacé la ligne droite. Viollet-le-Duc a annulé tous les apports de la période flamboyante à l'exception d'une fenêtre côté nord, et il a tout restitué dans l'état d'origine en s'inspirant de l'autre chapelle au sud, mais il a maintenu l'irrégularité de plan. L'absidiole de la chapelle est en grande partie authentique. Assez spacieuse, elle présente une décoration conforme à celle du déambulatoire.
Le soubassement du mur extérieur est agrémenté d'arcatures plaquées, mais il n'y a pas de glacis. Au-dessus, l'on trouve trois arcatures comme dans le déambulatoire, mais elles sont toutes les trois de dimensions identiques, et servent en même temps de formerets. Deux parmi elles contiennent une fenêtre, surmontées d'une archivolte torique et bordée par deux colonnettes à chapiteaux. La voûte d'ogives est à quatre branches, et le profil semble authentique : c'est le même que dans l'abside, à savoir un filet entre deux tores. La chapelle orientée du sud, dédiée à Saint-Louis, n'a jamais été modifiée, et son plan est tout à fait régulier. L'on avait seulement remplacé la voûte de l'absidiole par une voûte en cul-de-four à une période indéterminée, remaniement révoqué par Viollet-le-Duc. Quant à la chapelle d'axe, dédiée à la Vierge, ce fut jadis une admirable construction de la seconde moitié du XIIIe siècle ou du début du XIVe siècle, dans un style rayonnant évoquant la Sainte-Chapelle. Ce fut « une élégante construction carrée, éclairée sur chacune de ses trois faces libres par une grande fenêtre que de fines colonnettes divisaient en six formes élancées, surmontées deux à deux d'un petit trilobe et sommées de trois trèfles de plus grandes dimensions ».
À l'instar des autres apports de cette période, à savoir les parties hautes de l'abside et les fenêtres hautes au sud de la quatrième et de la cinquième travée de la nef, Viollet-le-Duc a tout anéanti au cours des années 1860. La démolition de la chapelle est regrettable, d'autant plus qu'elle n'était pas nuisible à l'homogénéité de l'église, et que son état aurait permis une restauration, encore envisagée par Viollet-le-Duc en 1844. La chapelle actuelle est inspirée par les absidioles, mais plus grande, avec cinq pans et trois fenêtres.

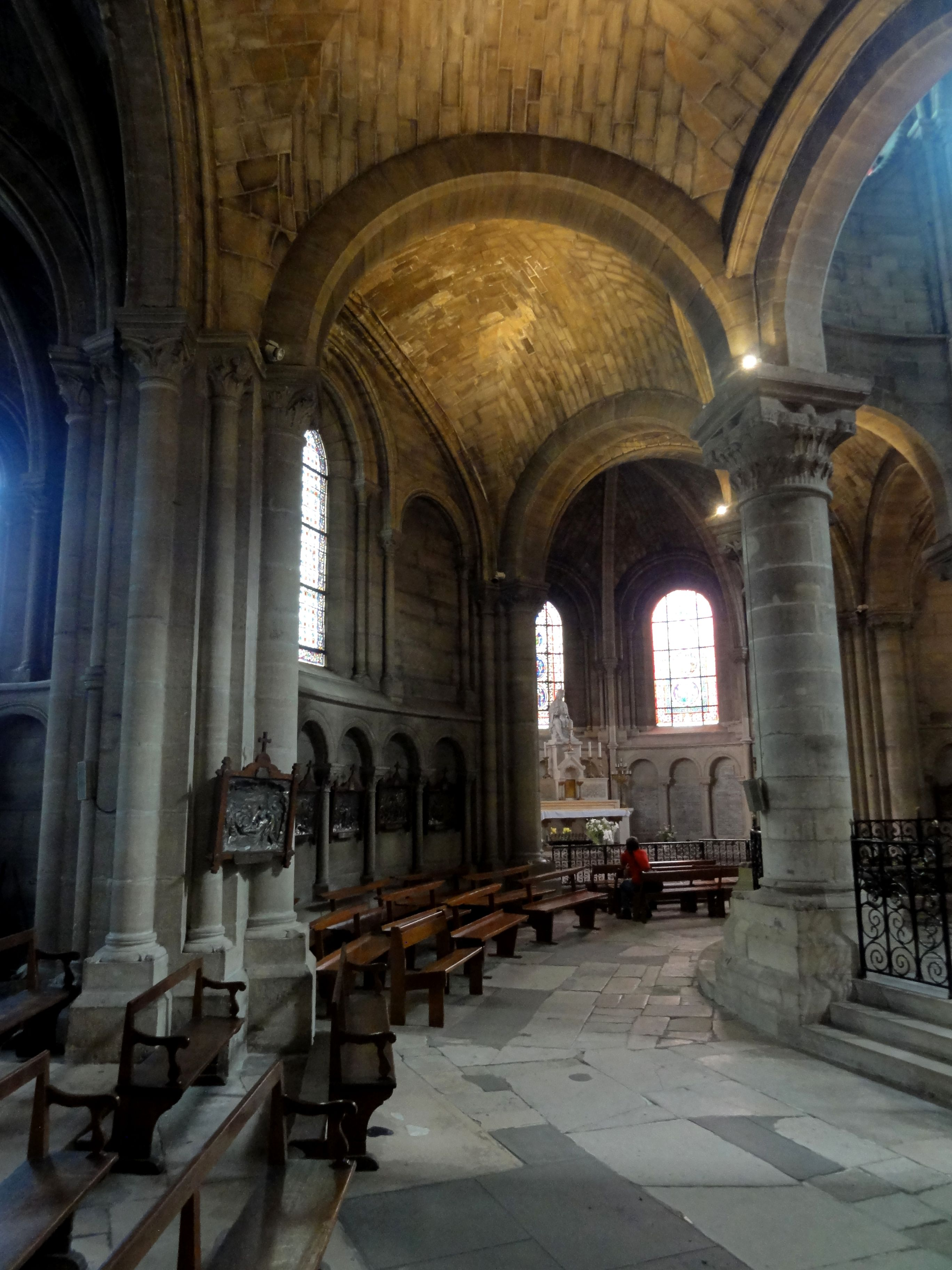
Déambulatoire, côté nord.
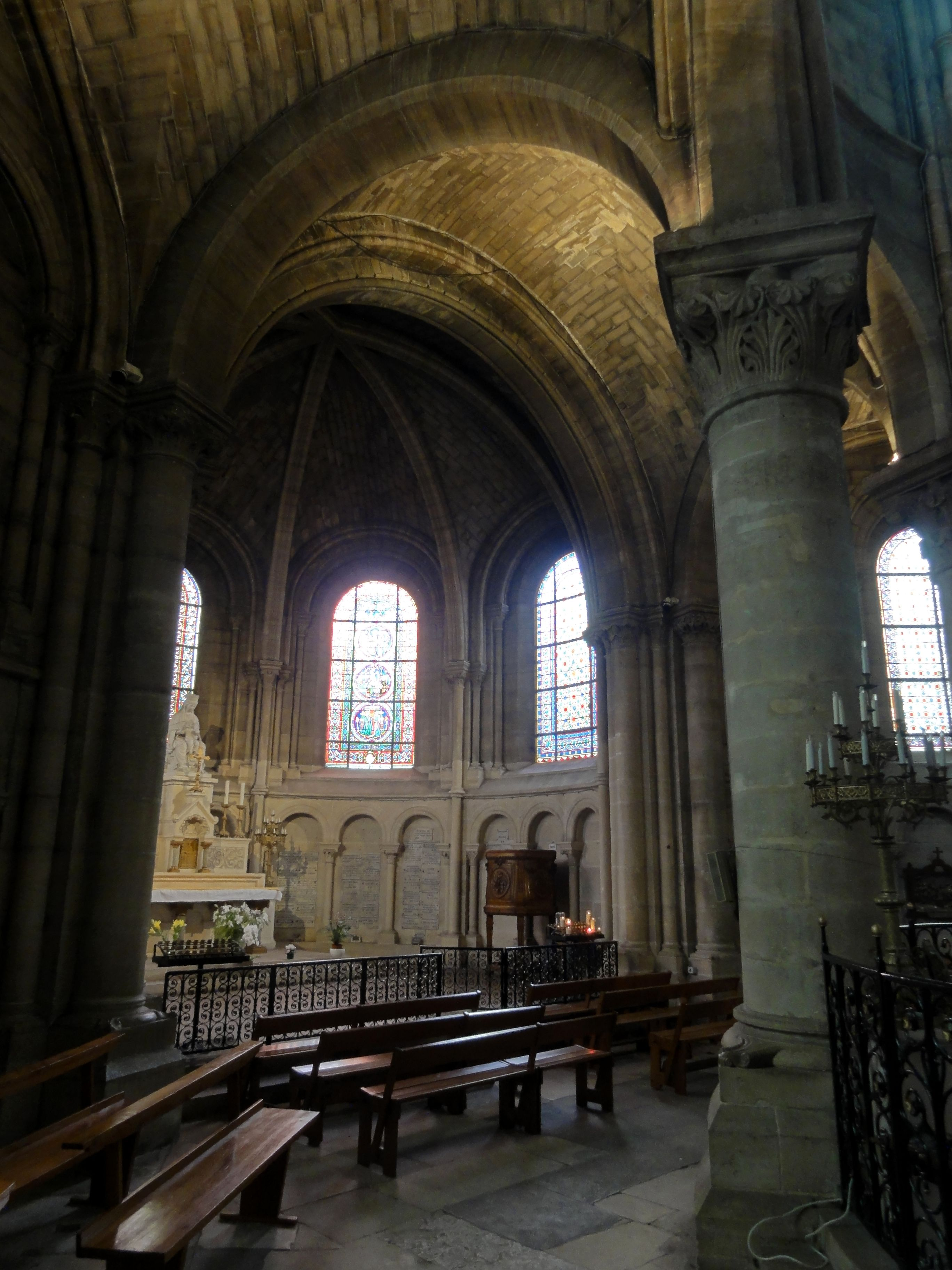
Déambulatoire, côté nord.
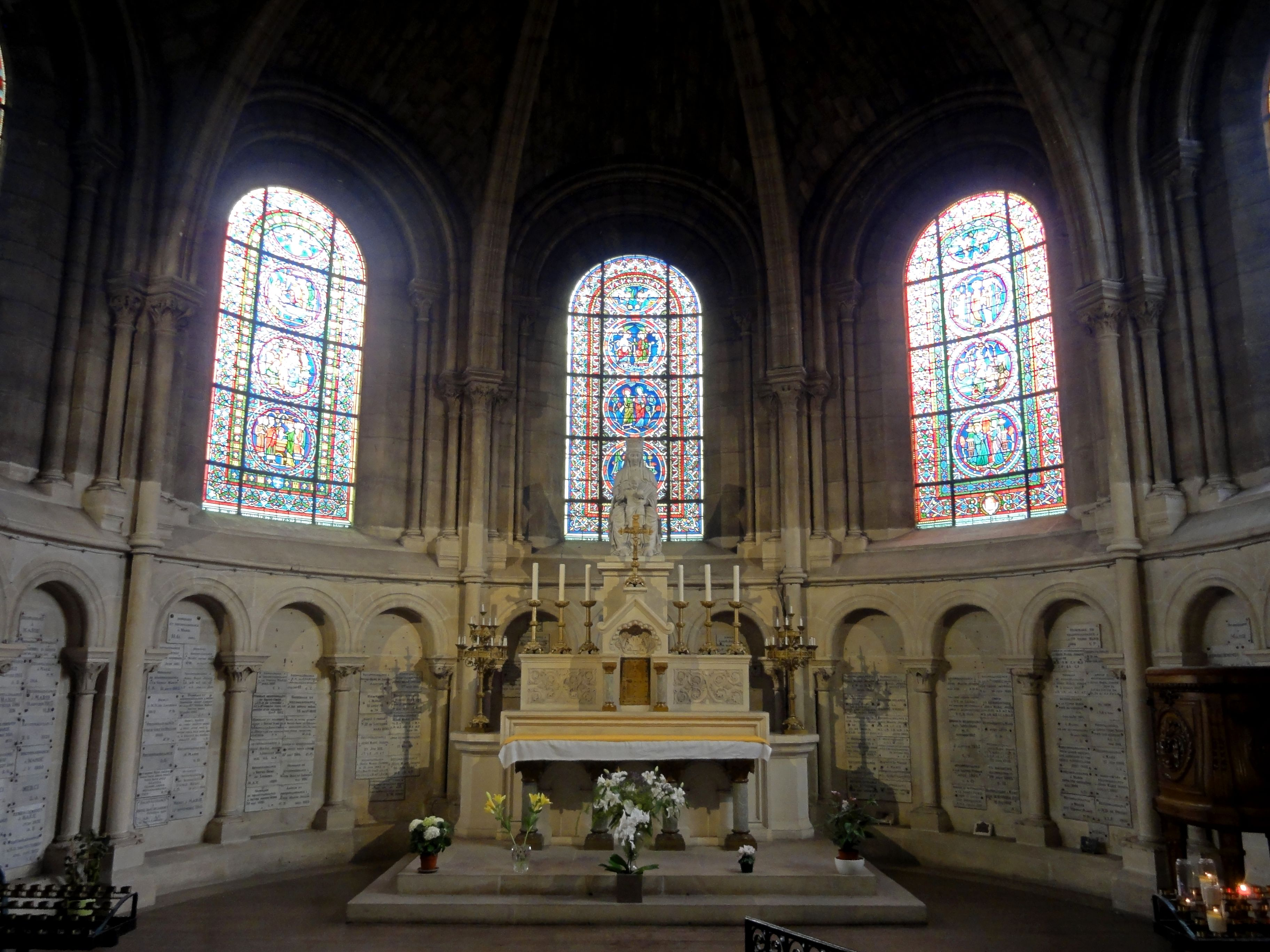
Chapelle de la Vierge.
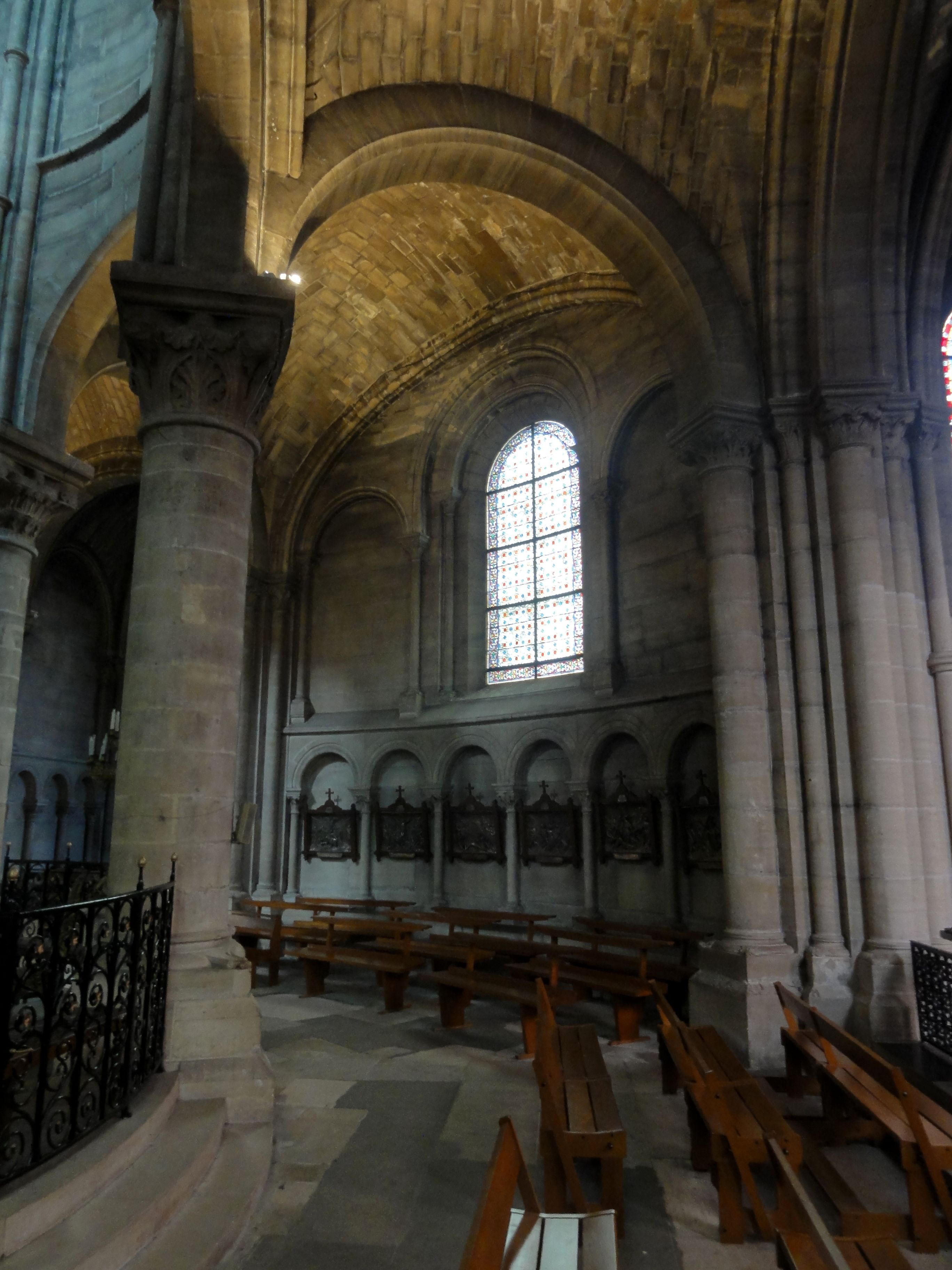
Déambulatoire, côté sud.
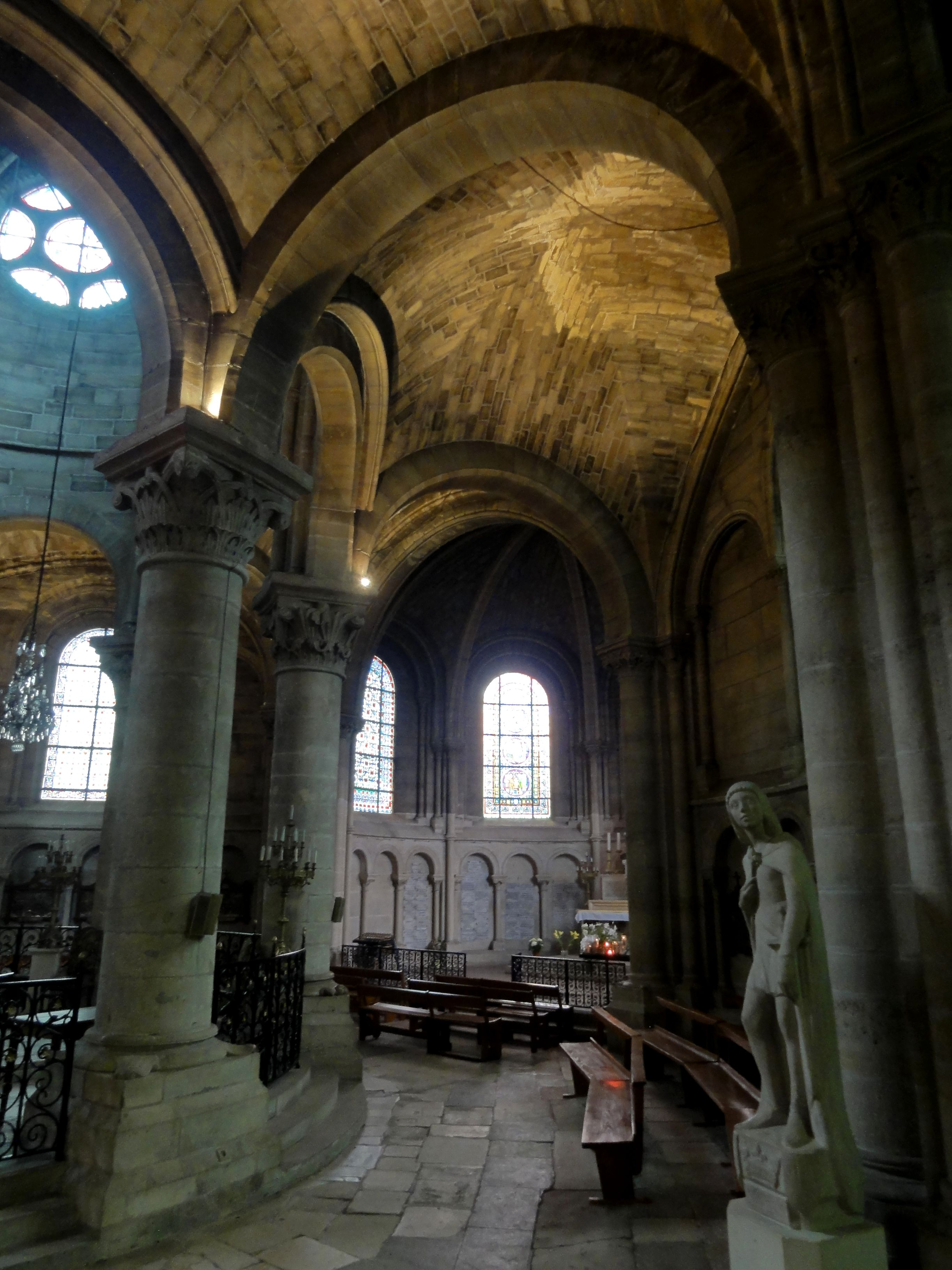
Déambulatoire, côté sud.

#### Chapiteaux

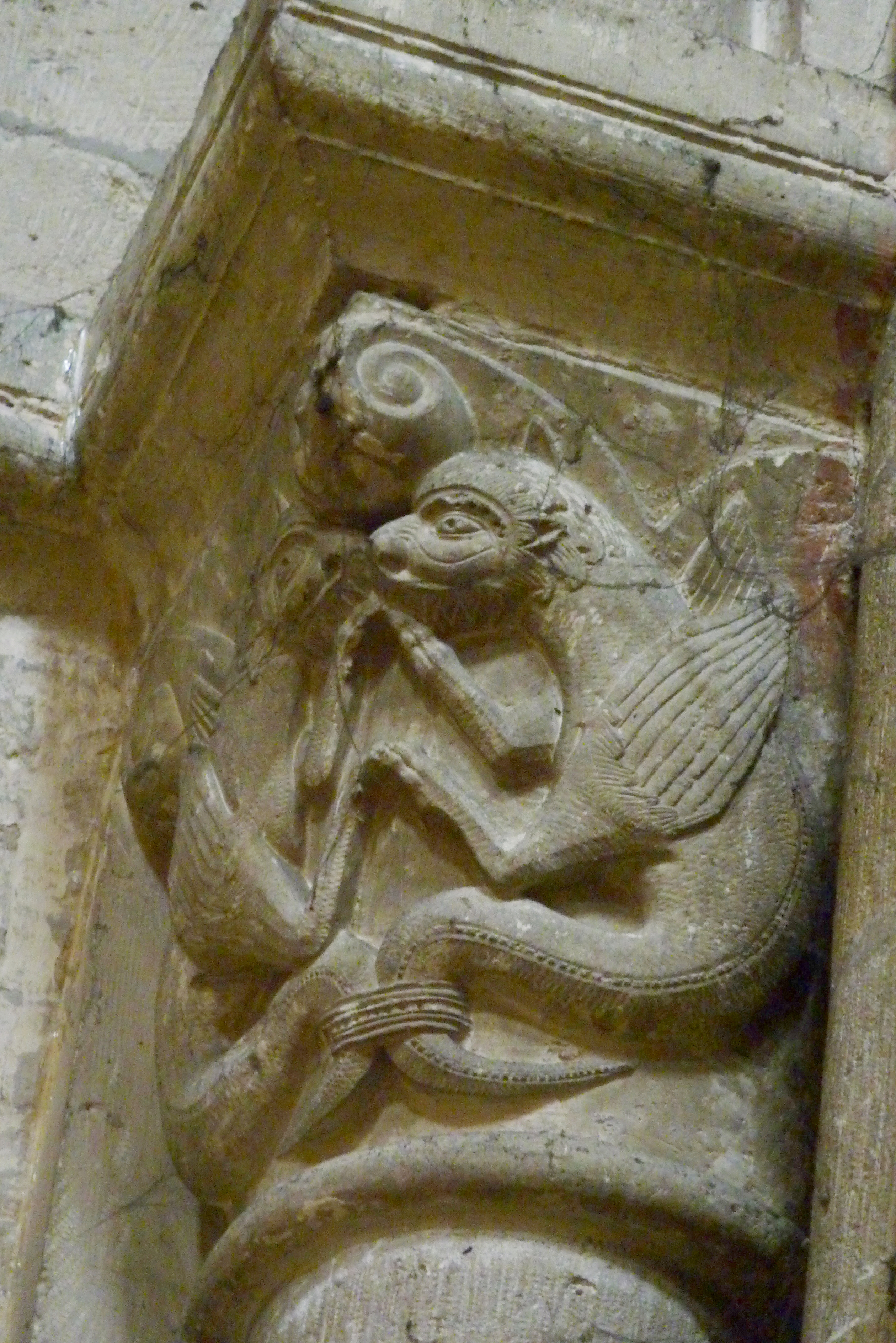
Nef, 6e pilier du nord, chapiteau à monstres du début du XIIe siècle.

Les chapiteaux les plus anciens se trouvent naturellement dans la base du clocher occidental, qui remonte à la fin du XIe siècle, et plus particulièrement du côté est. En effet, le clocher s'était fendu en deux, et toute sa moitié occidentale a dû être rebâtie au début du XVIe siècle. Le rez-de-chaussée n'est aujourd'hui plus un porche, mais une salle habituellement fermée au public. Ces chapiteaux sont décorés de feuillages striés, ou de larges feuilles plates très simples, dont les extrémités sont recourbées en volutes d'angle. Le style évoque des influences normandes ; en effet, l'archidiocèse de Rouen commençait sur la rive opposée de la Seine face à Poissy. Dans la nef, l'on trouve curieusement des chapiteaux à peine plus récents sous la cinquième et la sixième grande arcade du nord. On peut les dater du début du XIIe siècle, alors que la construction de la nef progressa d'ouest en est, et que les dernières travées ne sont entamées qu'autour de 1130. Vraisemblablement, on avait sculpté des chapiteaux en avance au début du chantier. En face au sud, les chapiteaux sont plus avancés et renvoient effectivement vers les années 1130, ce qui exclut l'hypothèse que les supports des deux dernières travées avaient été mis en place précocement. Certes, presque tous les chapiteaux du sud ont été refaits après 1844, mais à cette période, Viollet-le-Duc était encore respectueux de l'authenticité du monument, et n'inventa pas des éléments de sculpture. À l'ouest de la cinquième grande arcade, les chapiteaux sont intéressants mais malheureusement abîmés. L'on reconnaît des feuillages et des animaux fantastiques. En face, à l'est de la cinquième grande, les corbeilles des trois chapiteaux présentent des tiges entrelacées. Sur le même pilier (soit le cinquième), les trois chapiteaux du doubleau sont garnis de tiges feuillues, et toujours sur le cinquième pilier, à l'ouest de la sixième grande arcade, l'on aperçoit de larges feuilles et des entrelacs. En Normandie, par exemple à Caen, l'on trouve des chapiteaux très semblables au XIe siècle. Puis à l'est de la sixième grande arcade, le chapiteau central montre un genre de crapaud dressant les pattes en l'air entre deux griffons. Les chapiteaux à gauche et à droite affichent des monstres affrontés et des feuillages. Toujours sur le même pilier, dans l'extrémité sud-est du bas-côté nord, les chapiteaux sont de style normand, et font apparaître une collerette de feuillages combinée avec des volutes d'angle, ainsi que des entrelacs.
Au revers de la façade, au début des grandes arcades du sud, apparaît le premier chapiteau d'un deuxième type, évoquant, comme par ailleurs le chevet dans les grosses lignes, la cathédrale Saint-Étienne de Sens. Il est à peine plus jeune que le clocher-porche et garni de feuilles d'acanthe très finement traités. Les chapiteaux des trois premières piles de la nef au nord appartiennent à la même famille, mais sont plus récents. Les motifs sont des feuilles d'acanthe à fines côtes, presque identiques à des chapiteaux senonois de la même période, vers 1130. Encore plus d'affinités existent avec les chapiteaux de la tour occidentale de la cathédrale de Chartres et du massif occidental de la basilique Saint-Denis, ce qui donnerait une date proche de 1140. Les supports du second ordre sont également anciens côté nord. Les culs-de-lampe sont reliés aux chapiteaux, et le mur extérieur est placé légèrement en retrait pour leur laisser de la place, ce qui souligne que le voûtement d'ogives était prévu dès le départ. En plus, l'appareil ancien subsiste en dessous des culs-de-lampe, et l'on aperçoit la différence avec l'appareil de la reconstruction flamboyante, plus lisse et plus régulier. Les culs-de-lampe représentent des têtes de monstres, des feuilles, et dans un cas, encore un crapaud, considéré comme symbole de la dynastie mérovingienne. Dans l'abside, les seuls chapiteaux qui n'ont pas été refaits au XIXe siècle sont ceux à l'est de la sixième pile du nord, ainsi que ceux des quatre colonnes libres du rond-point de l'abside. La sculpture de leurs grandes corbeilles est remarquable, et ils sont décorés de deux registres de feuilles côtelées, de palmettes d'un large dessin, de longues tiges liées deux par deux au centre ou sous les angles du tailloir. Le dessin et la composition sont d'une grande originalité, et le style est d'une vigueur peu communes. Les chapiteaux de baies du clocher central sont également remarquables et encore un peu plus jeunes. On peut les rapprocher de certains exemplaires de la collégiale Saint-Quiriace de Provins, qui datent d'autour de 1160,.

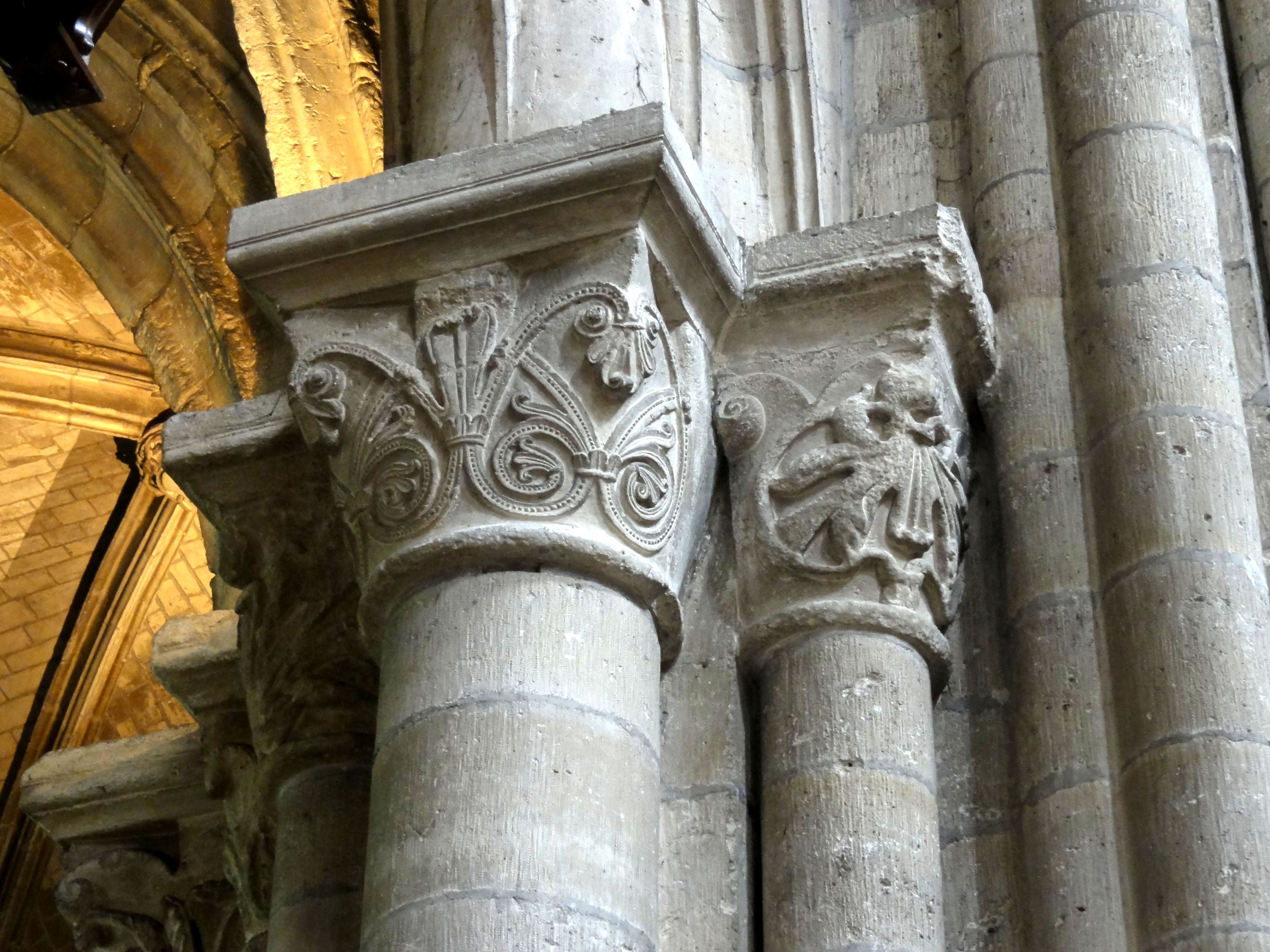
Nef, 5e pilier du nord, chapiteaux côté ouest.
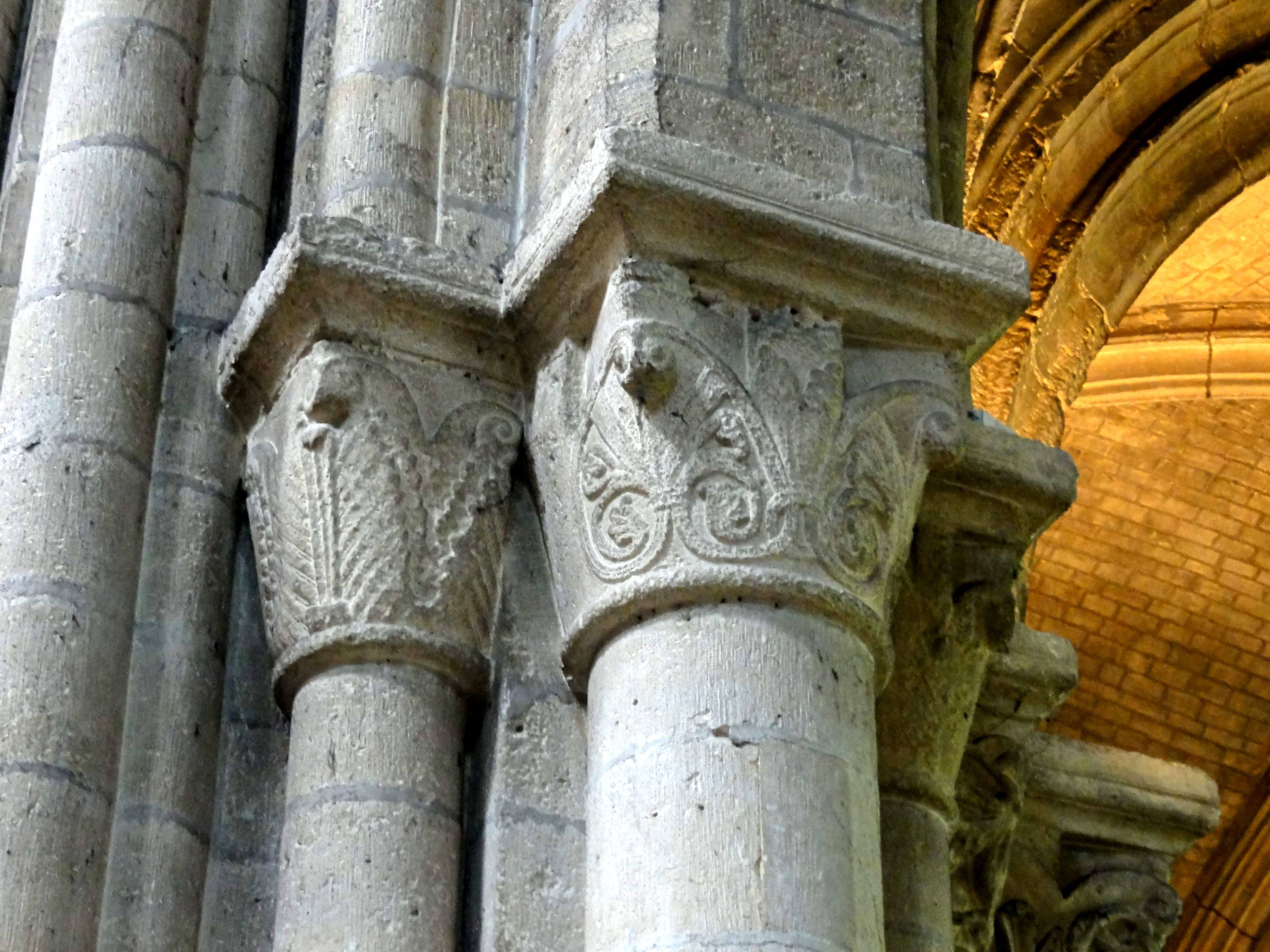
Nef, 5e pilier du nord, chapiteaux côté est.
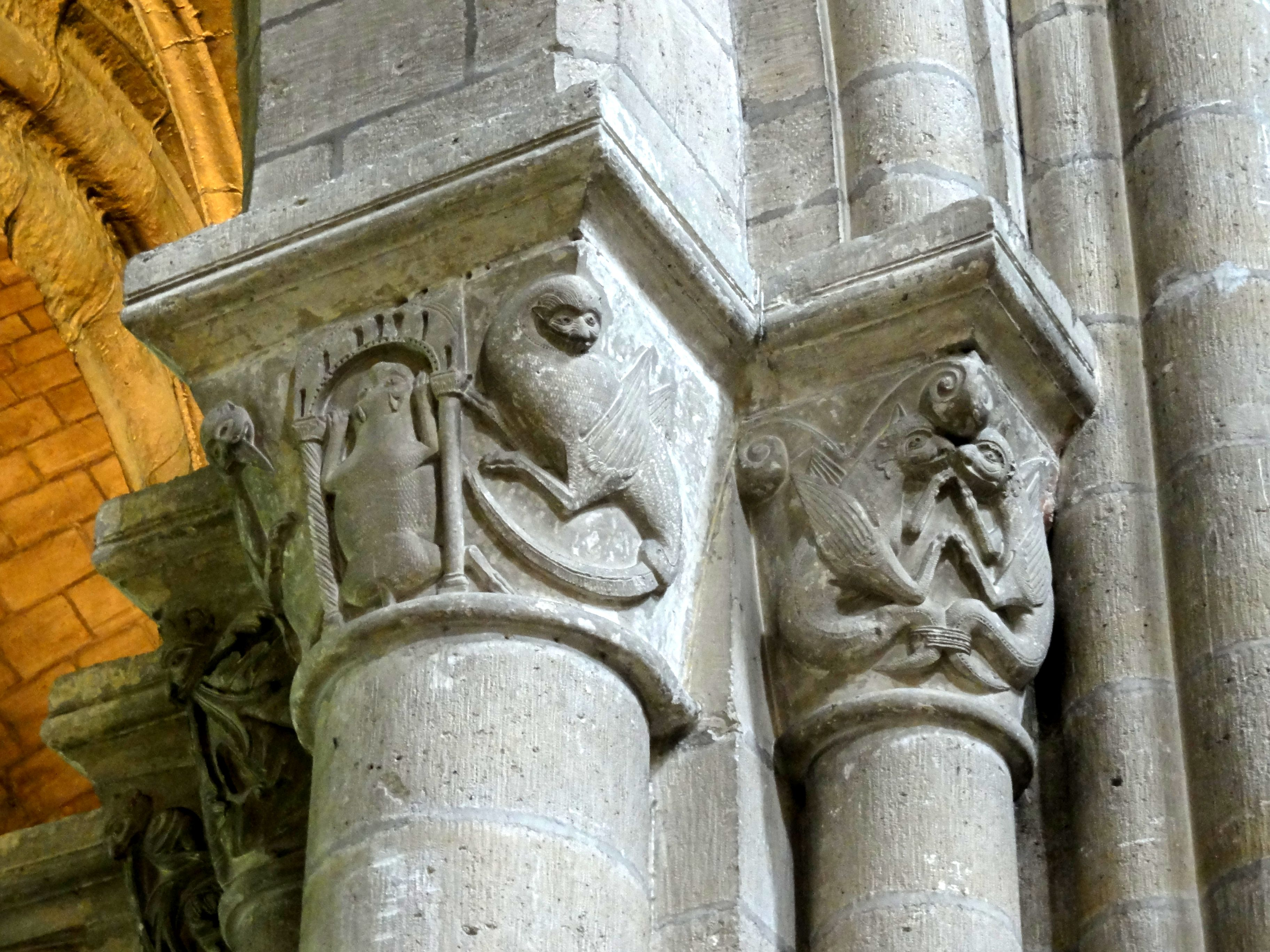
Nef, 6e pilier du nord, chapiteaux côté ouest.
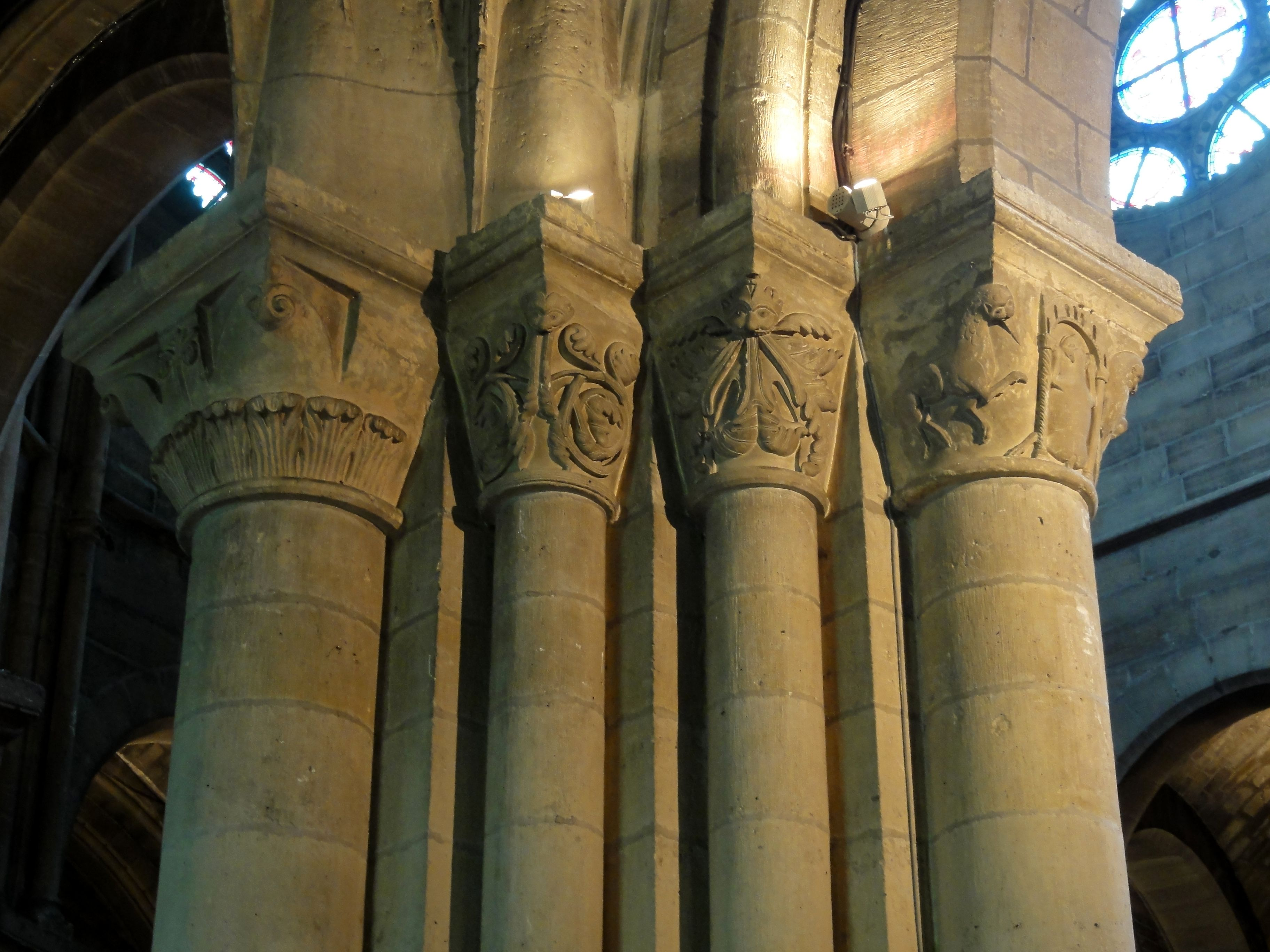
Nef, 6e pilier du nord, chapiteaux côté nord-ouest.
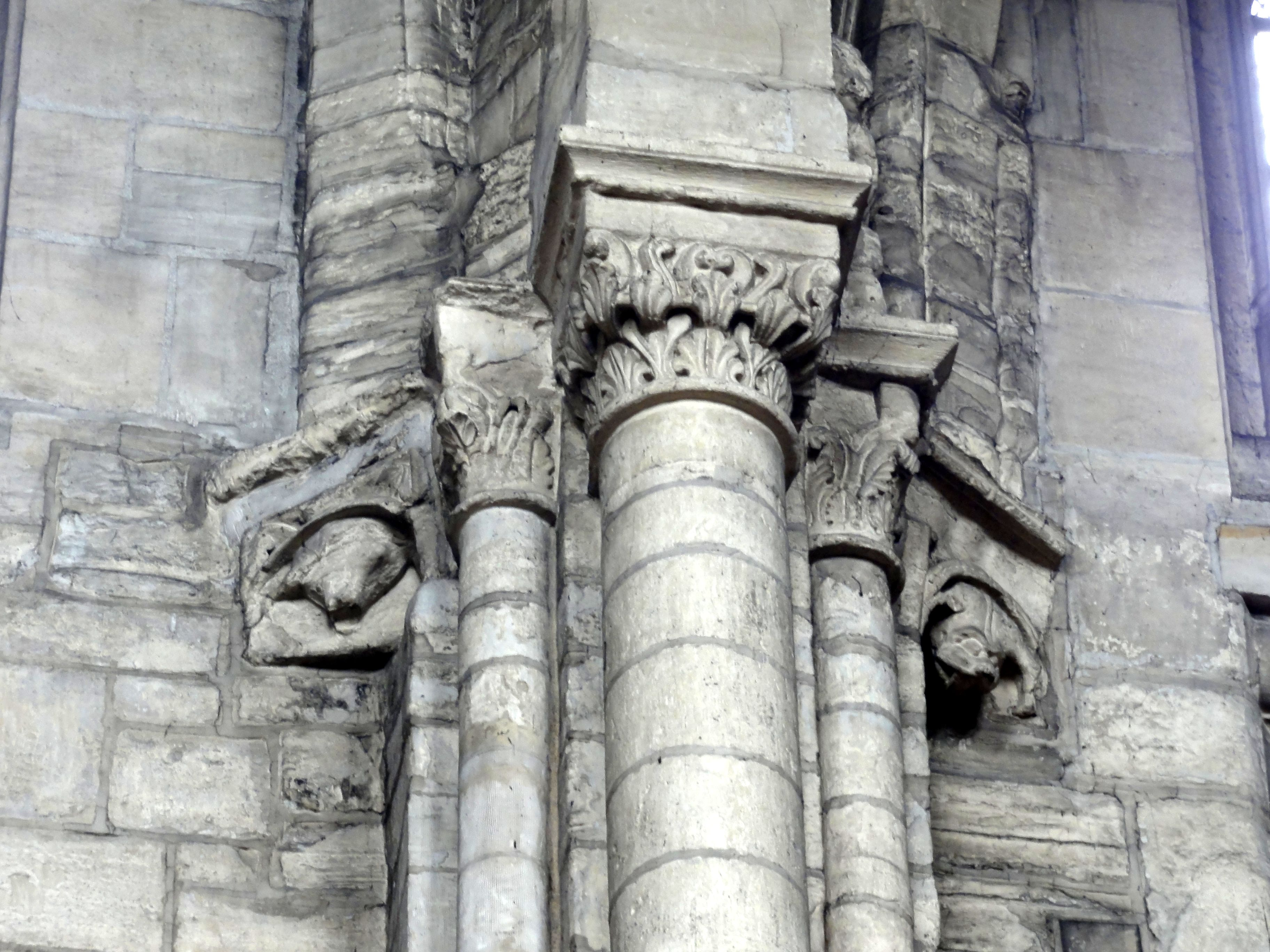
Nef, chapiteaux et culs-de-lampe du 2e ordre.
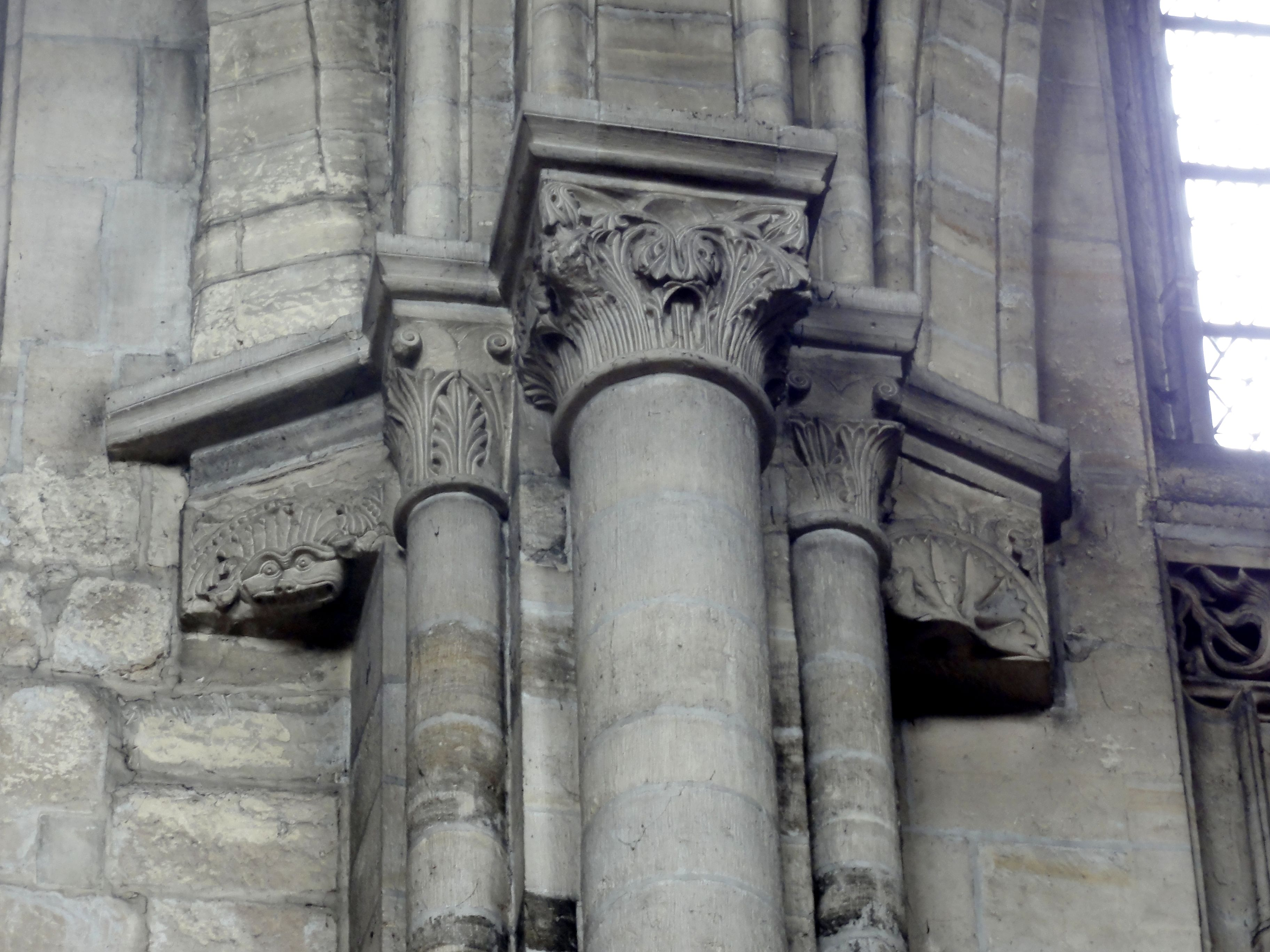
Nef, chapiteaux et culs-de-lampe du 2e ordre.

### Extérieur

#### Clocher-porche occidental

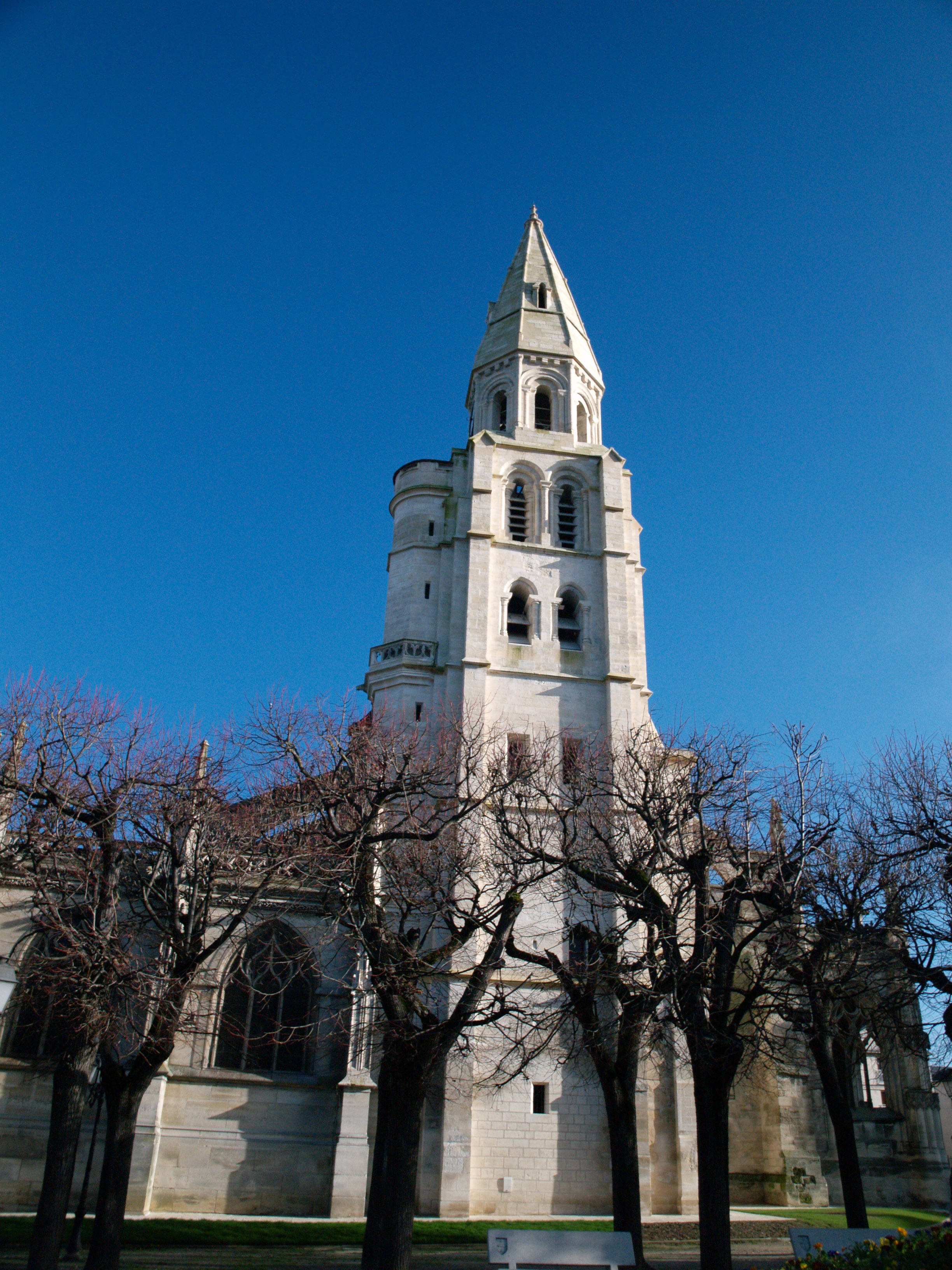
Clocher-porche occidental.

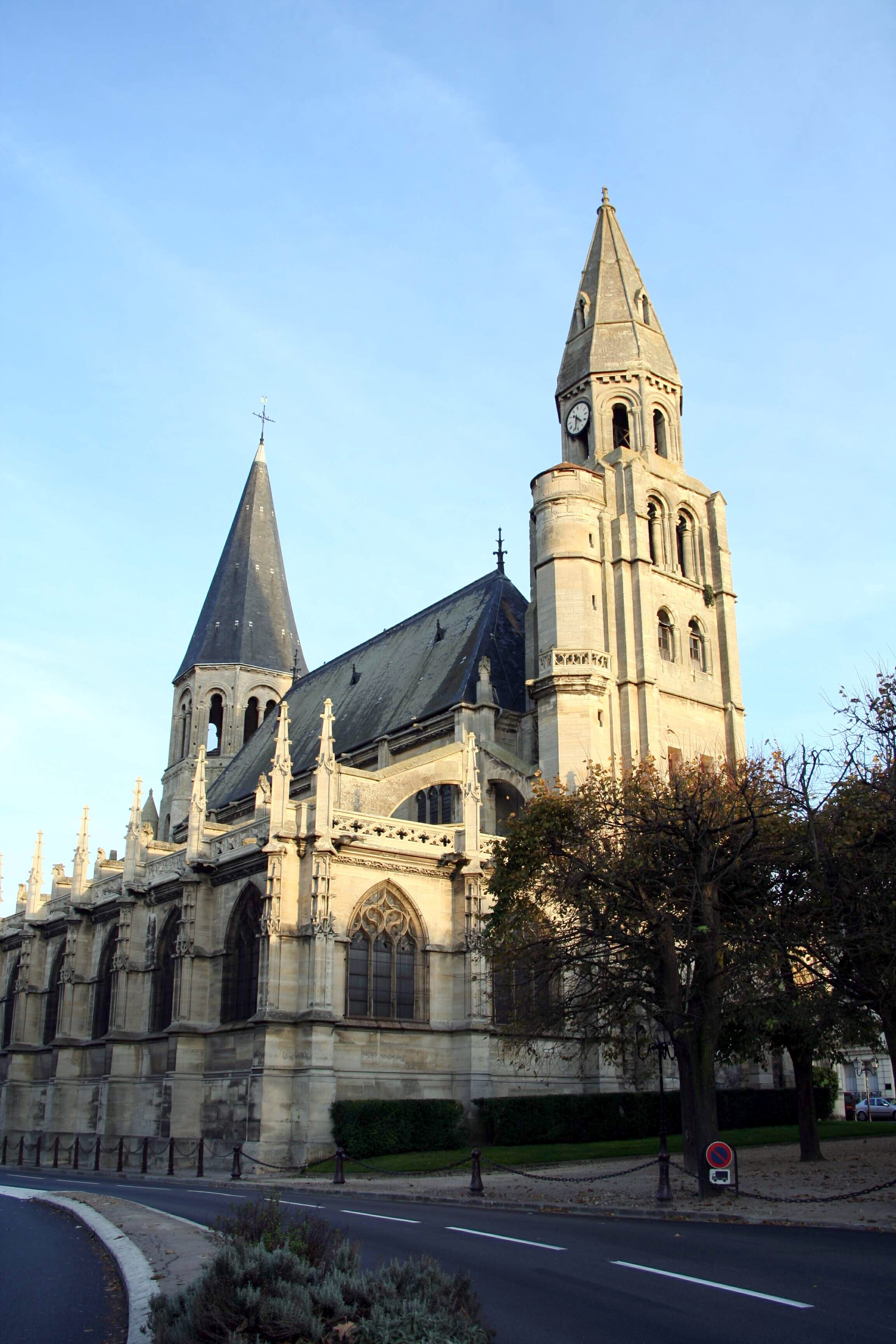
Vue depuis le nord-ouest.

Le clocher occidental, initialement clocher-porche, est l'un des clochers les plus anciens de la région parmi ceux d'une certaine envergure. Celui de Saint-Germain-des-Prés est toutefois d'un siècle plus ancien. Comme déjà mentionné, le clocher occidental représente la partie la plus ancienne de l'église actuelle, et était la partie la plus récente de l'église précédente fondée par Robert le Pieux. Il date de la fin du XIe siècle et paraît tout à fait homogène, ce qui n'est en réalité qu'une illusion : au début du XVIe siècle, le clocher s'était fendu en son milieu, et toute la moitié occidentale s'était écroulé.
Elle a ensuite été remontée, et on peut dire que son style d'origine a été mieux respecté que celui du chœur par Viollet-le-Duc au cours des années 1860. En effet, les larmiers séparant les étages ont été reconstitués, et des fenêtres des mêmes formes ont été créées à leurs emplacements primitifs. Même le dernier étage octogonal a été reconstitué. Au sud, l'appareil paraît tellement homogène qu'il est impossible de voir la limite entre la partie ancienne et la partie reconstruite. On ne la constate qu'à l'intérieur, ainsi qu'extérieurement du côté nord. Mais les seules indices quant à l'époque de la reconstruction sont les bases et chapiteaux des colonnettes des fenêtres, qui se rencontrent au niveau des trois derniers étages. Sur la moitié orientale, tous les chapiteaux d'origine ont été laissés en place, et les restaurations du XIXe siècle ont peu touché le clocher-porche, à l'exception notable de la flèche en pierre qui a été bâtie à neuf par Jean Camille Formigé en 1896, tout en reproduisant fidèlement les dispositions d'origine.
Le clocher est de plan carré et flanqué de deux contreforts orthogonaux à chaque angle, qui sont strictement verticaux et scandés par les mêmes larmiers présents sur les murs. Entre deux contreforts, les angles saillants du clocher restent libres, ce qui est peu courant. Le rez-de-chaussée ne présente plus que de petites ouvertures rectangulaires, et le premier étage se fait également très discret, avec une unique fenêtre rectangulaire désaxée, côté ouest. Le second étage se situe au même niveau que l'étage des fenêtres hautes de la nef, et devait posséder initialement deux baies rectangulaires régulièrement réparties sur les trois faces libres. Au nord et au sud, elles sont en partie bouchées par les deux tourelles d'escalier. Celui du nord monte jusqu'au sommet du dernier étage carré ; il est à pans coupés et date de la période flamboyante. Des meurtrières suffisent pour l'éclairage. Au niveau du troisième étage, une balustrade à jour rompt la monotonie.
La tourelle du sud ne monte que jusqu'au second étage, où elle est sommée d'une fine flèche en pierre. Elle est de plan carré et contemporaine de la nef. Le passage vers le second étage fait saillie extérieurement, mais ce que l'on remarque surtout est le passage vers le premier étage. Pour une raison obscure, l'architecte a voulu placer l'accès à l'étage à une certaine distance de la tourelle, ce qui a motivé la construction d'un couloir s'appuyant sur une profonde arcade en plein cintre. Contrairement à ce qui a parfois été avancé, ce n'est pas l'arcade d'entrée du porche, qui au contraire a été partiellement obstruée par l'arcade du couloir. — L'on compte trois étages de beffroi, ce qui donne six niveaux au total. Le premier étage de beffroi est percé de deux baies gémellées en arc brisé sur chaque face. Les arcs sont à double rouleau et non mouluré, et retombent sur des tailloirs qui ne présentent qu'un chanfrein qu'à l'intérieur des baies. Celles-ci sont cantonnées de deux colonnettes.
Le second étage de beffroi possède deux fenêtres en plein cintre plus hautes sur chaque face, mais en même temps plus étroites, car s'ouvrant sous des arcs à triple rouleau et entre deux groupes de trois colonnettes. Le troisième étage de beffroi est octogonal, et le passage vers le plan octogonal s'opère par des trompes à l'intérieur. Chaque angle est agrémenté d'une colonnette, et chaque face est ajouré d'une baie en plein cintre, qui possède une double archivolte torique. Par manque de place, seulement l'archivolte inférieure retombe sur des colonnettes à chapiteaux. La flèche prend appui sur une corniche de corbeaux. Ses arêtes sont garnies de tores, et un tore horizontal subdivise les faces. Une face sur deux présente une étroite lucarne.

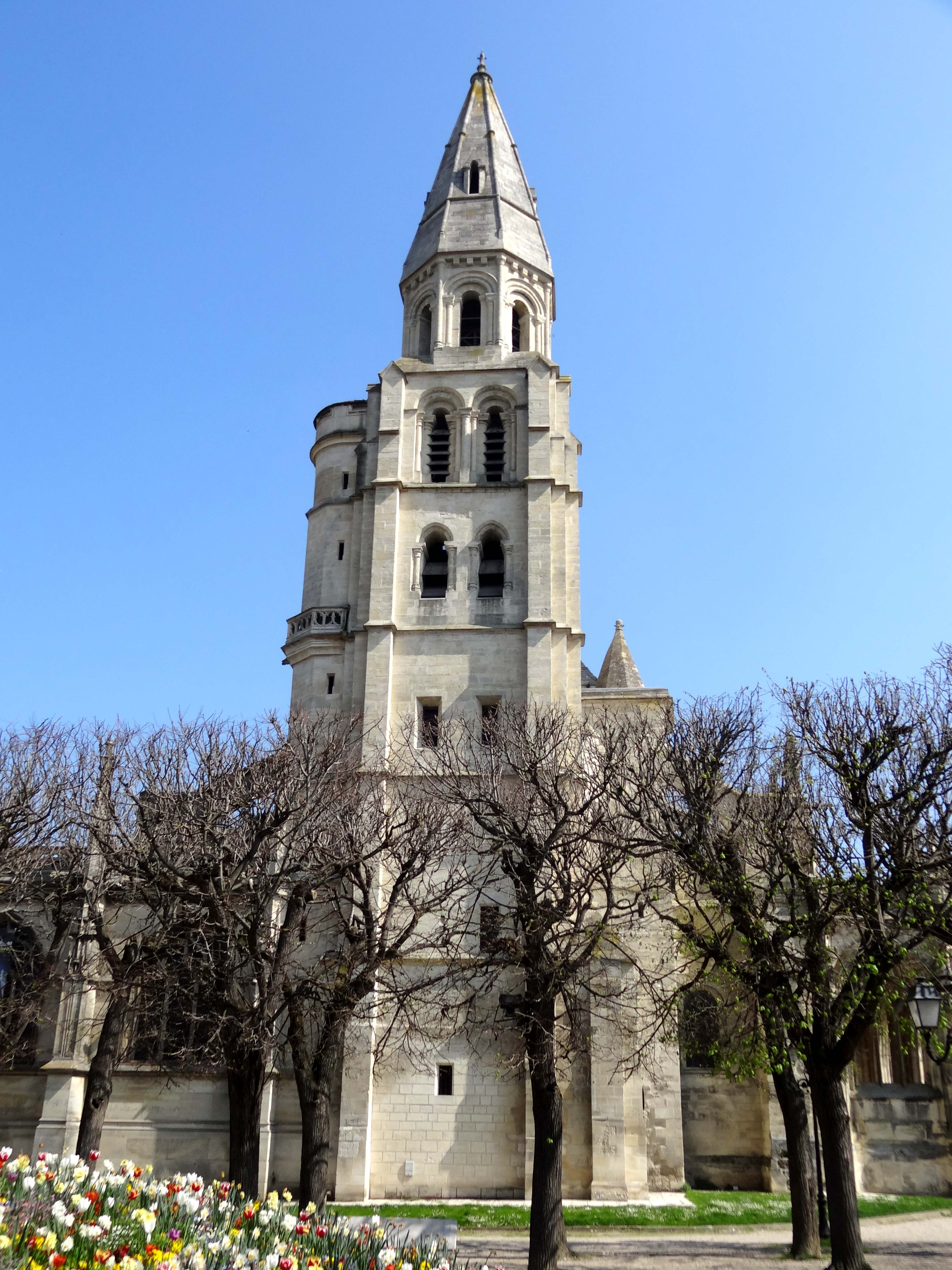
Vue générale depuis l'ouest.
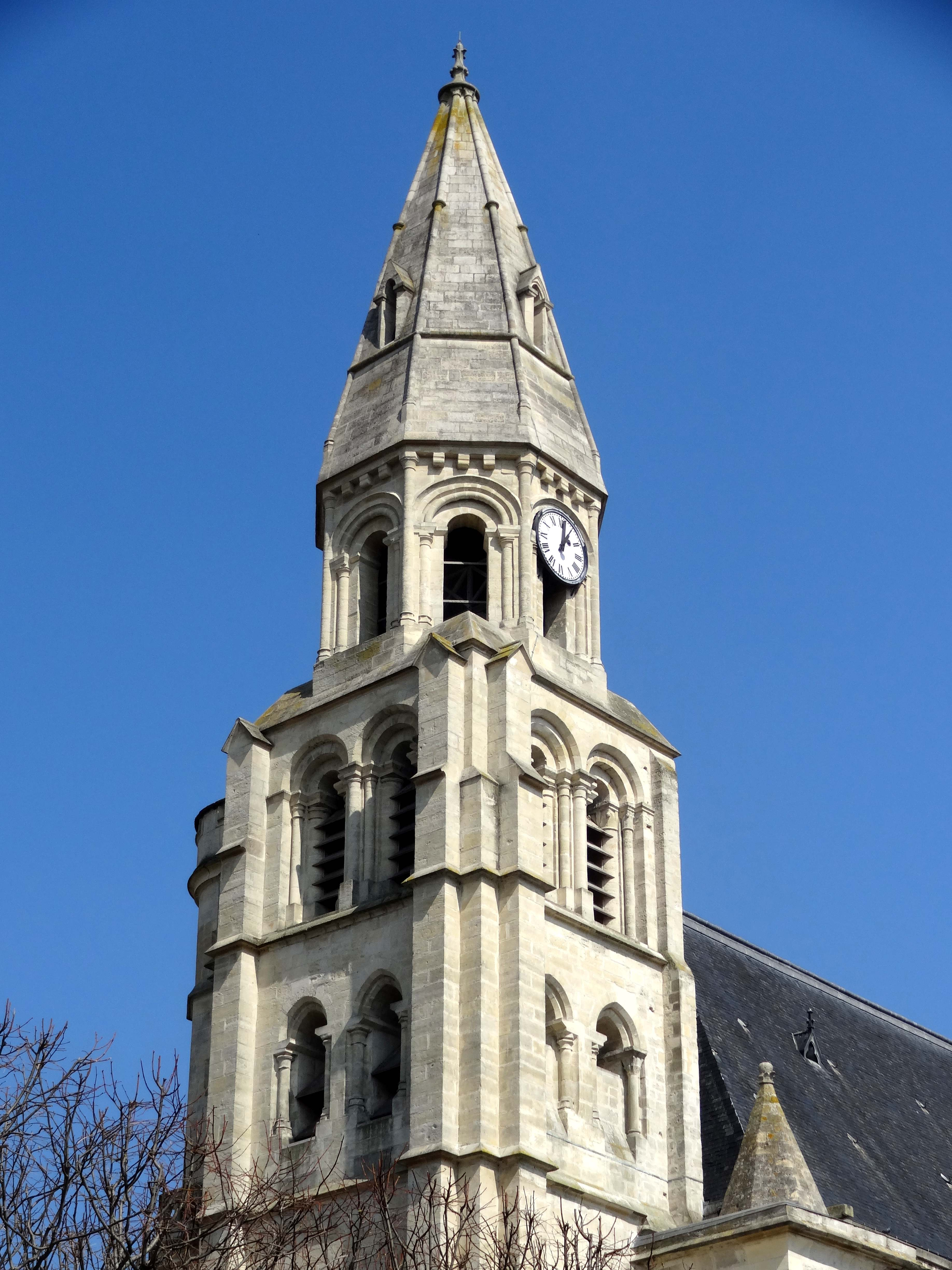
Parties hautes, vue depuis le sud-ouest.
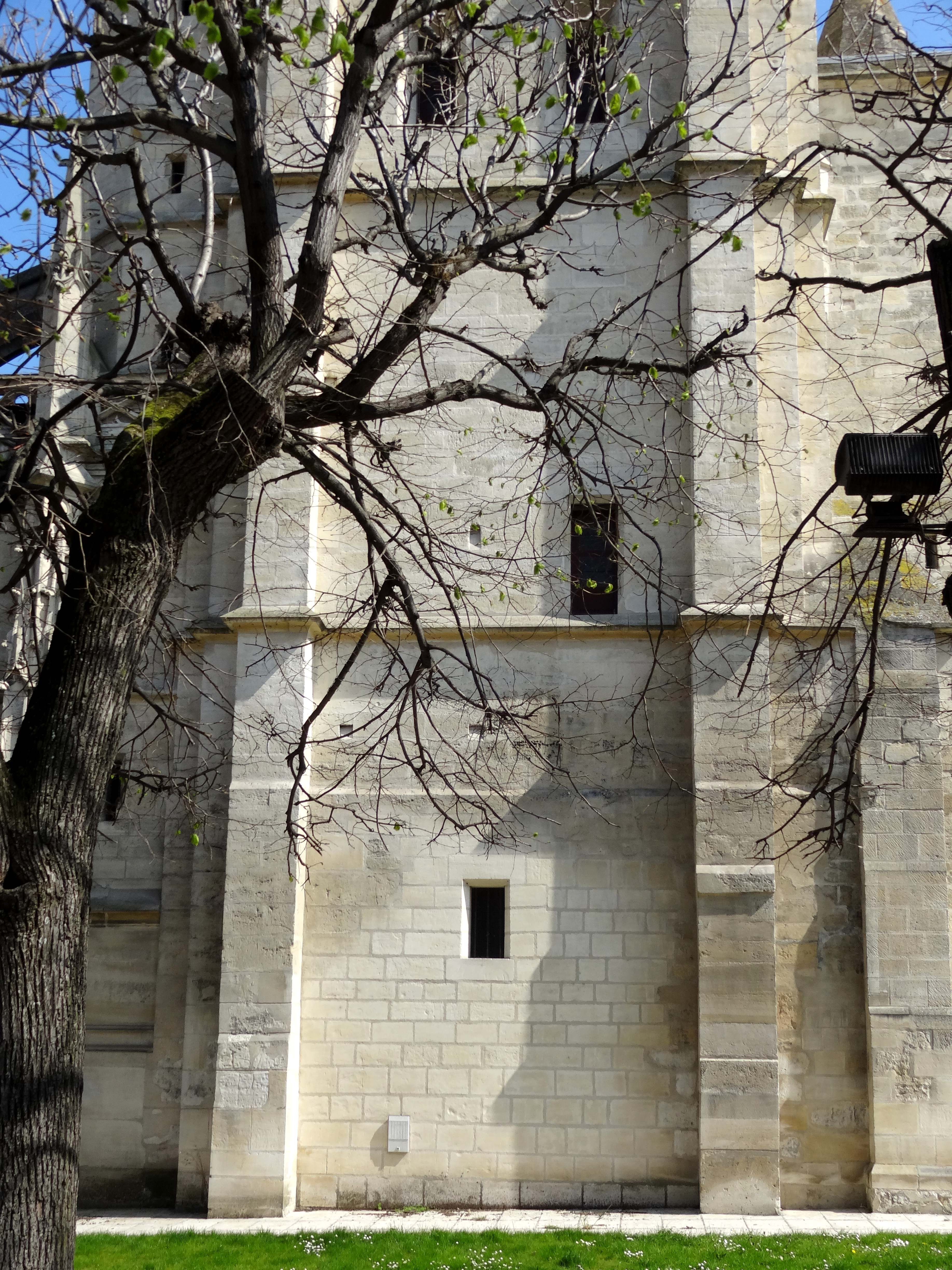
Parties basses, côté ouest.
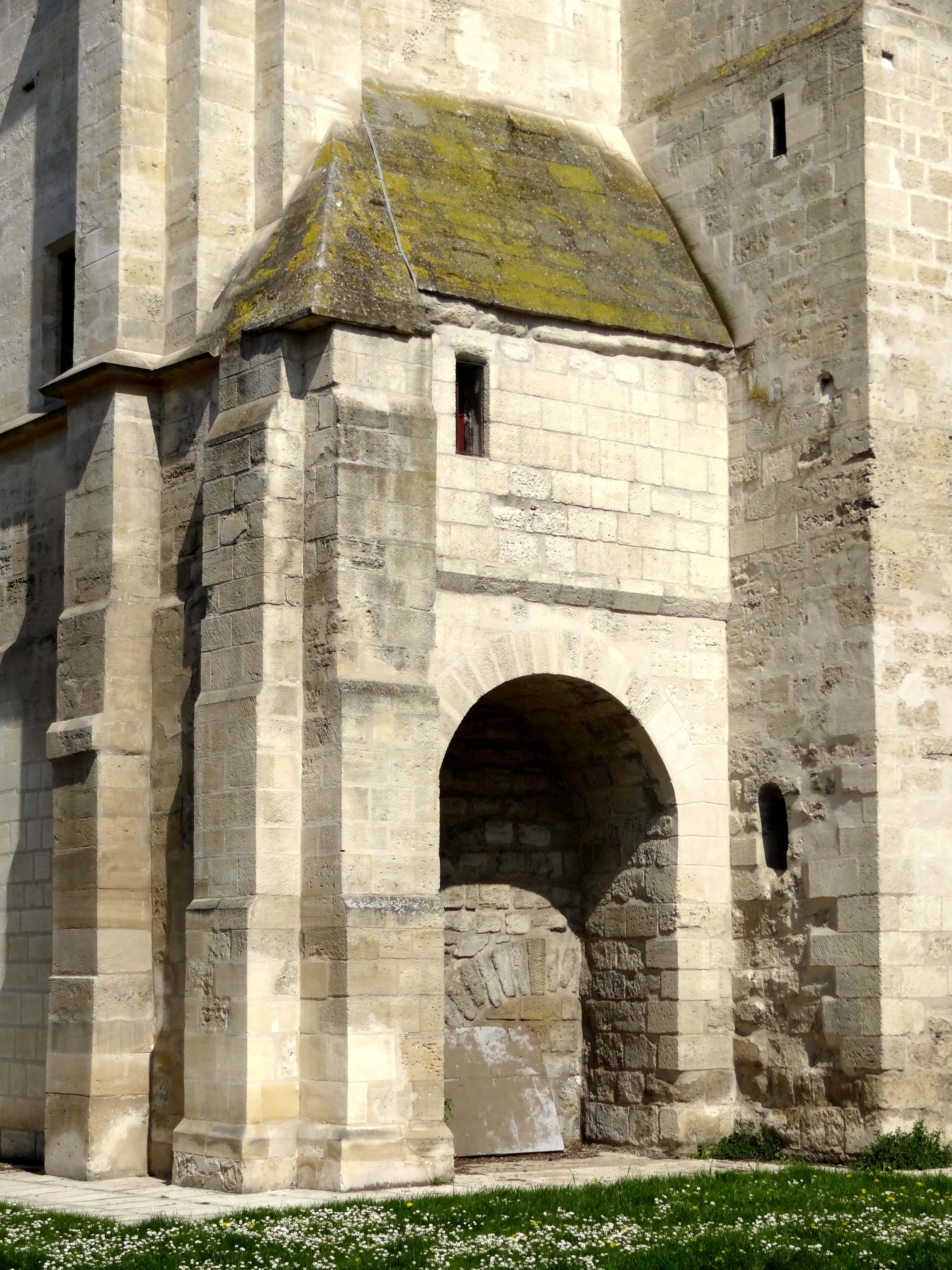
Parties basses, côté sud.
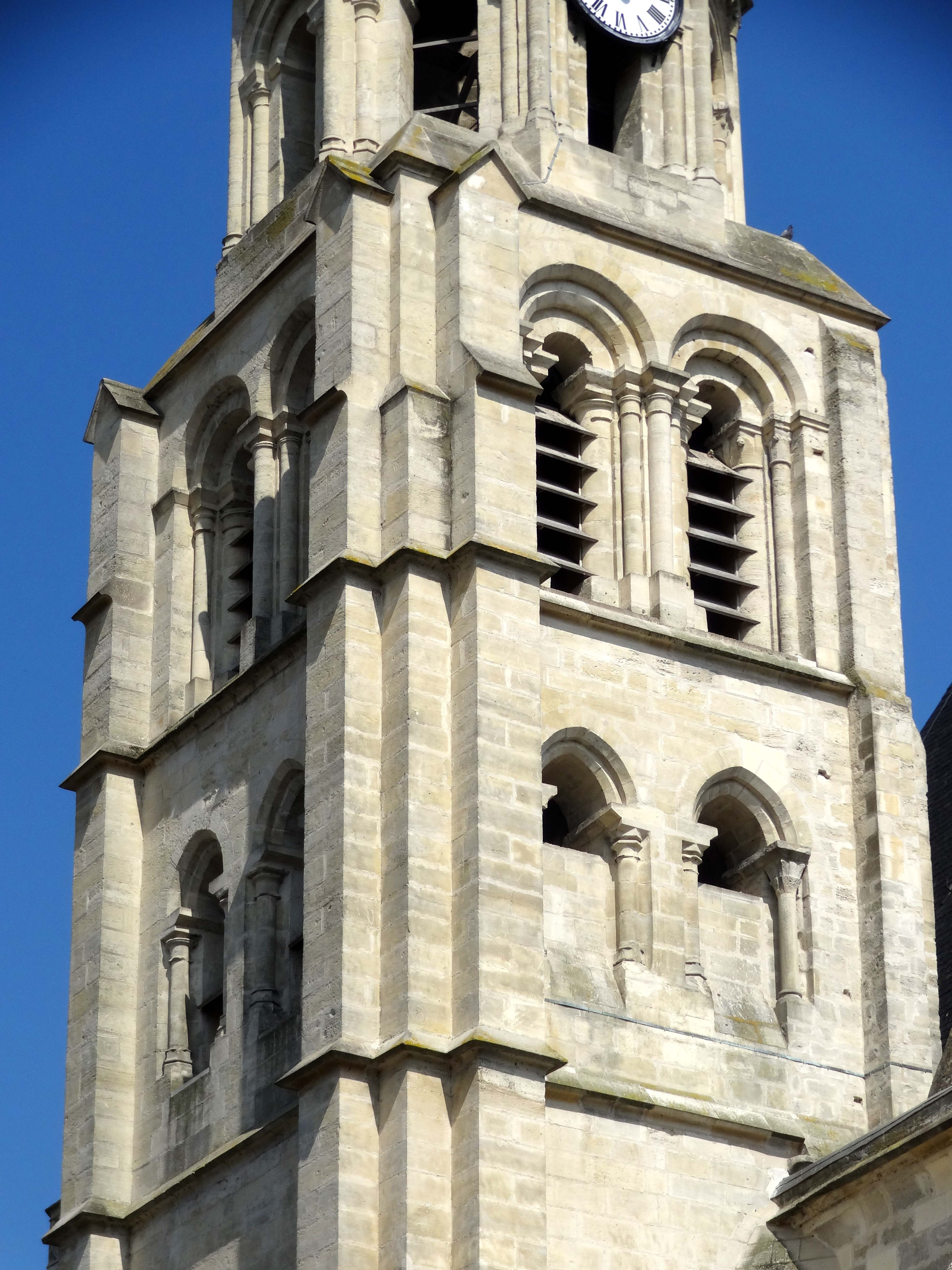
1er et 2e étage de beffroi, vue depuis le sud-ouest.
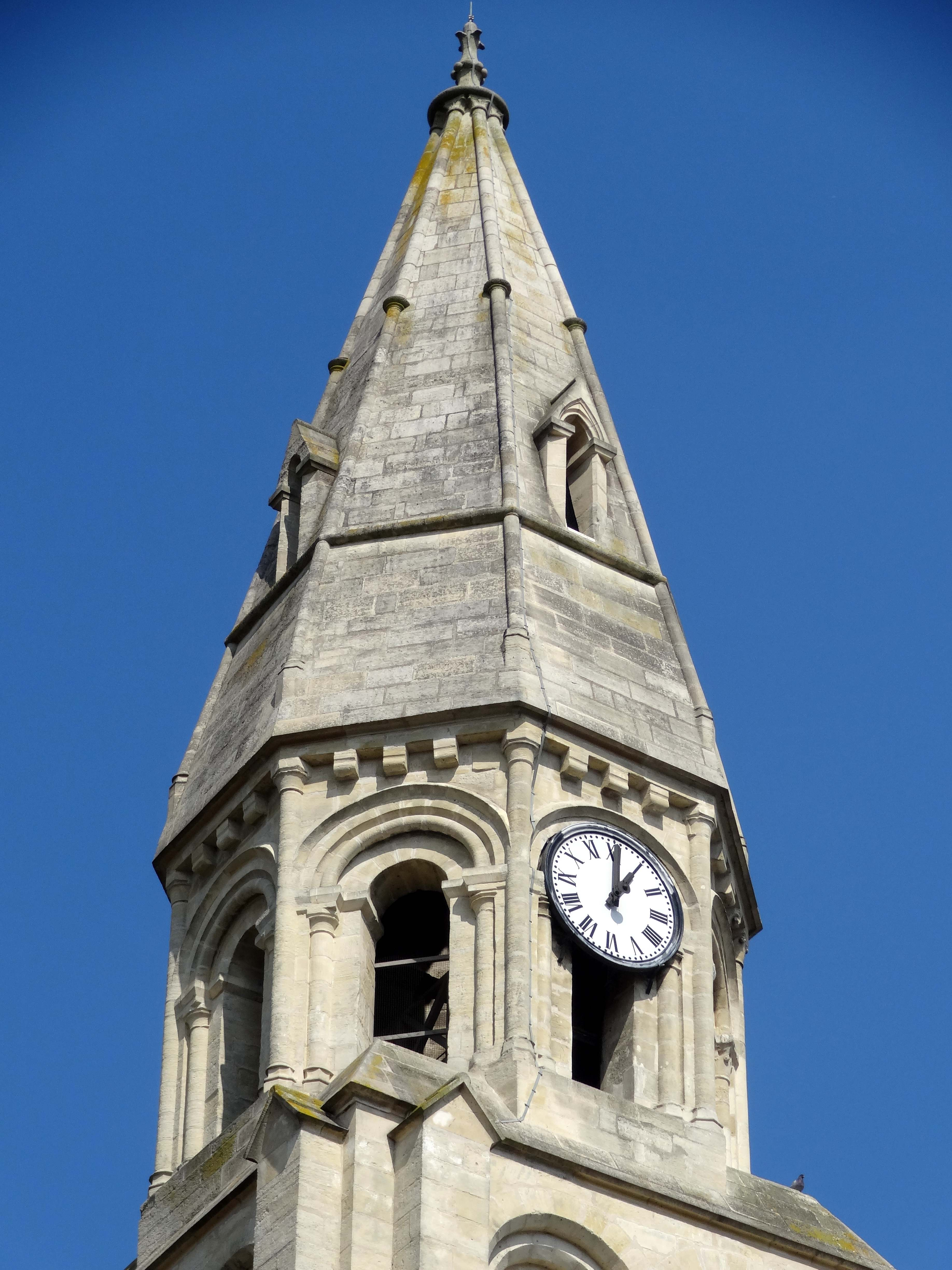
3e étage de beffroi et flèche, côté sud-ouest.

#### Élévations latérales et porche destyle LouisXII

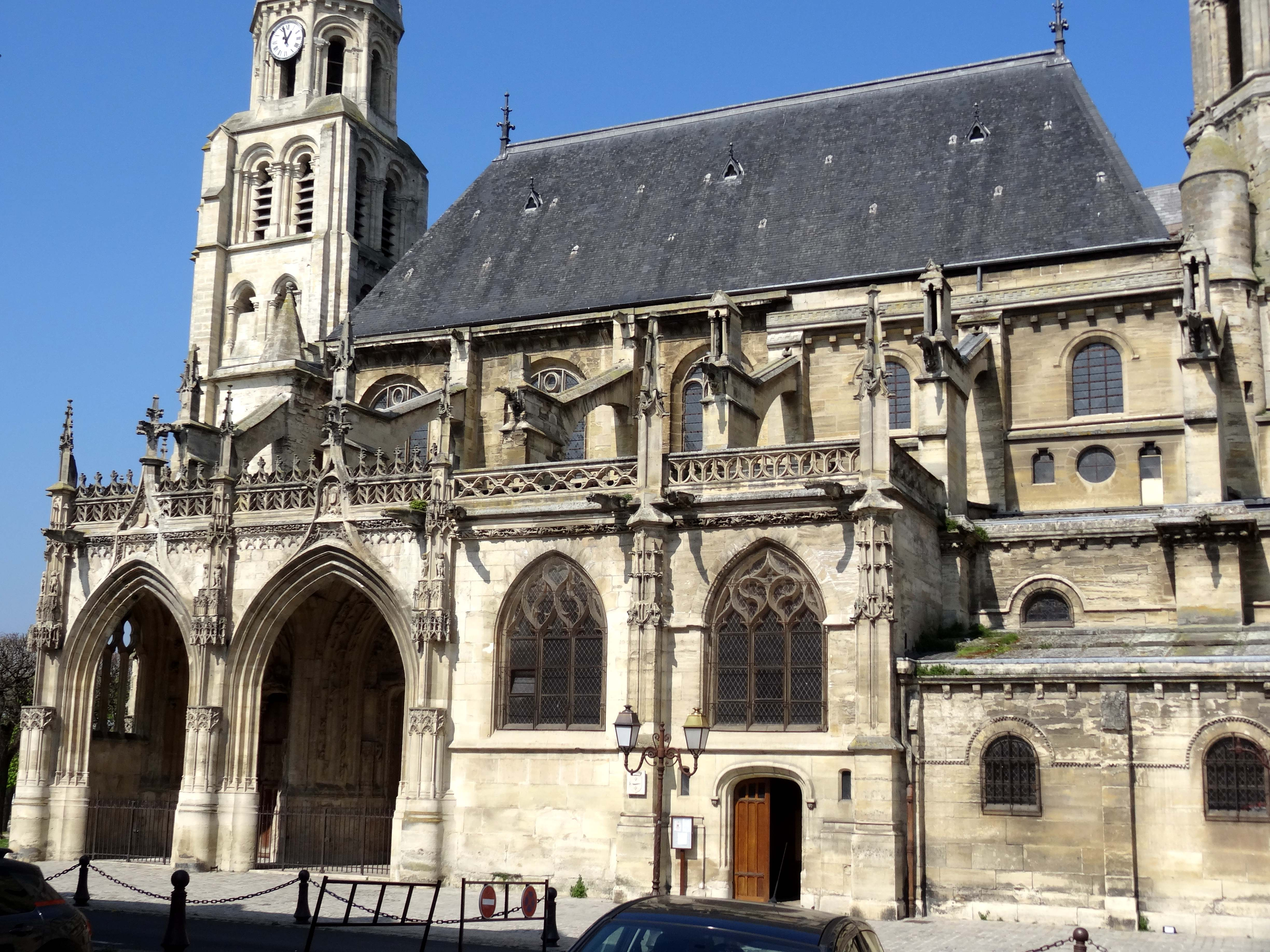
Nef et double bas-côté sud, vue depuis le sud-est.

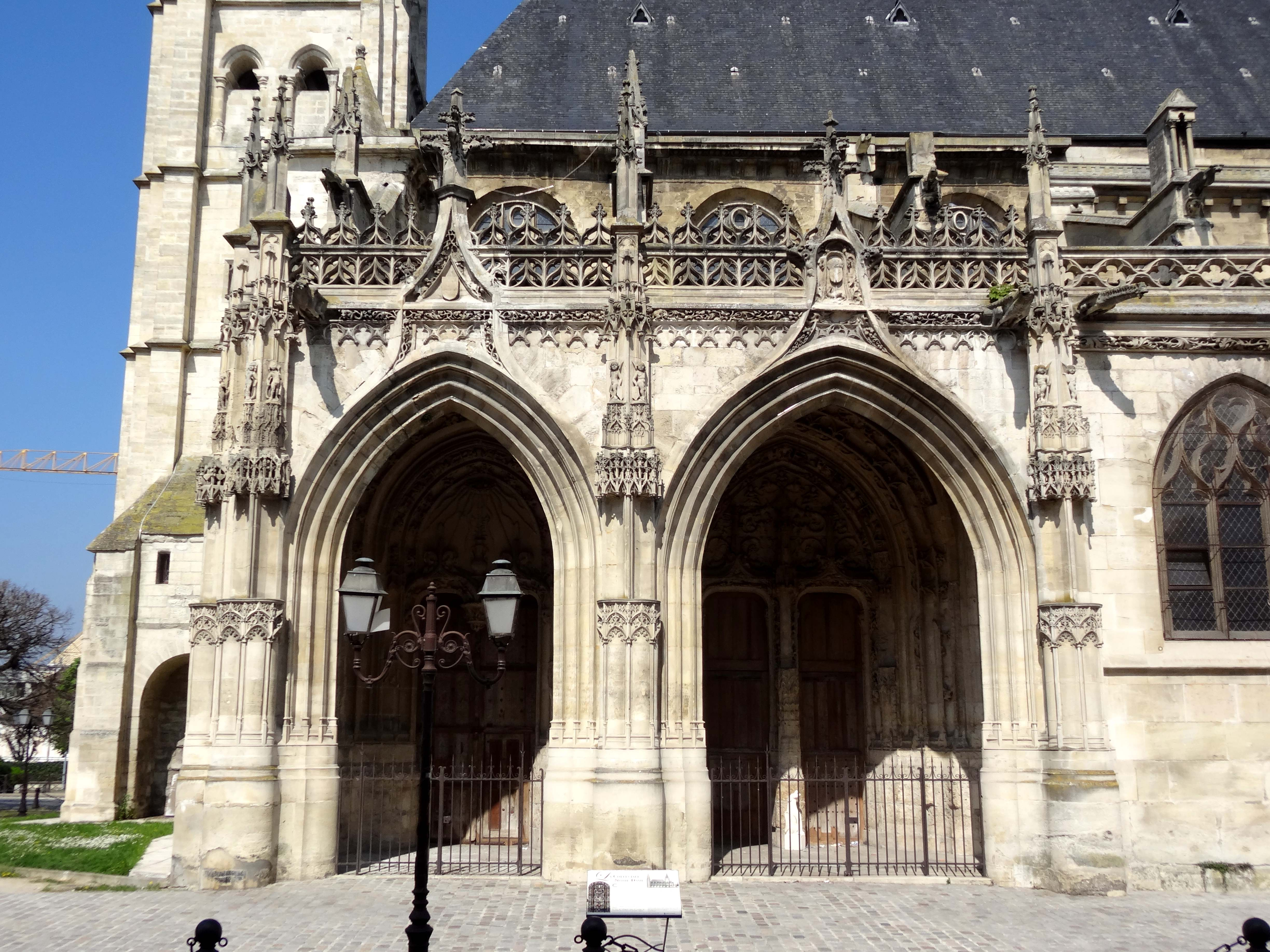
Sur le porche de, situé sur le côté sud, les gables se développent en contre-courbes brisées et en cloche.

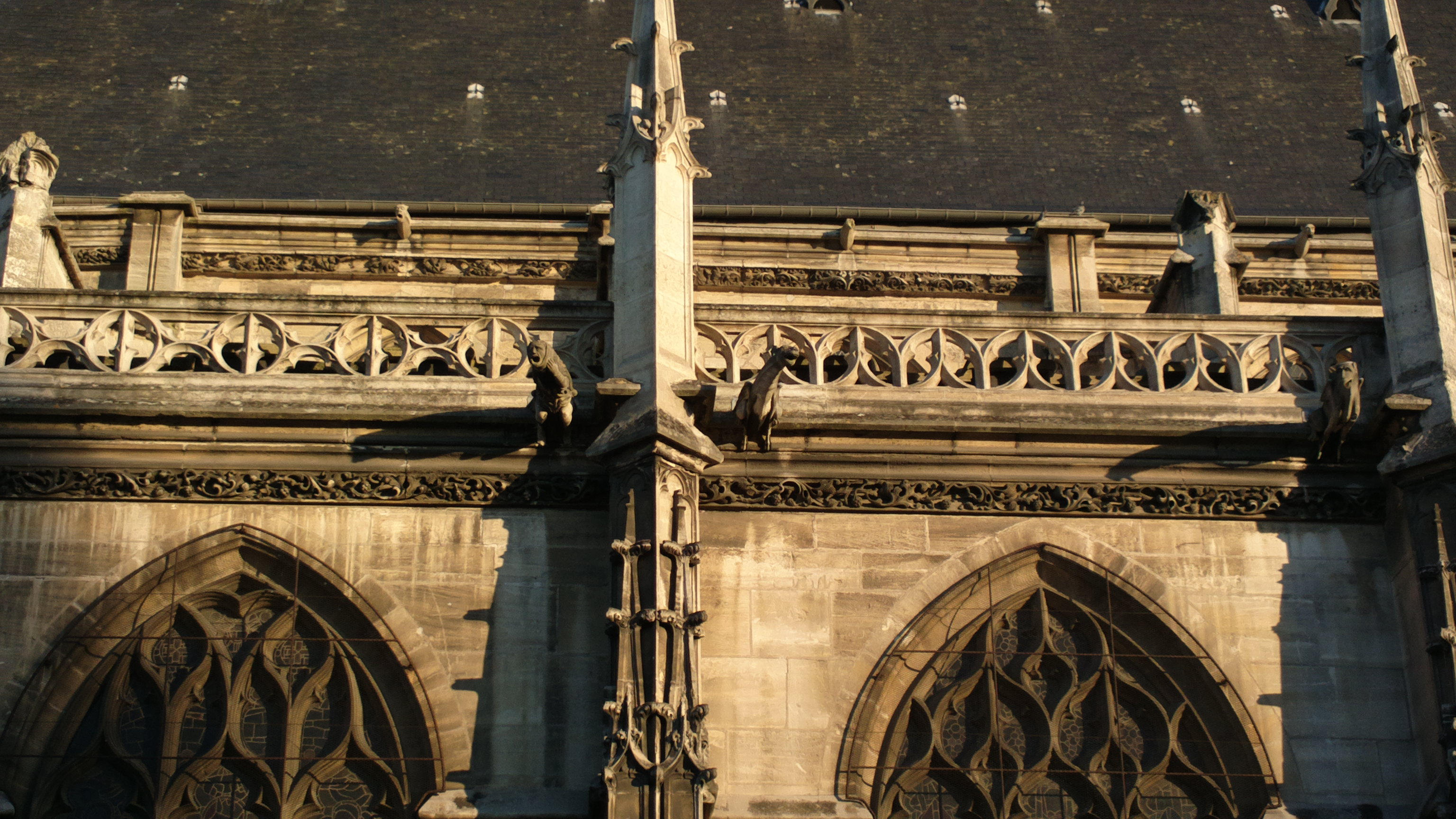
Bas-côté sud, balustrade.

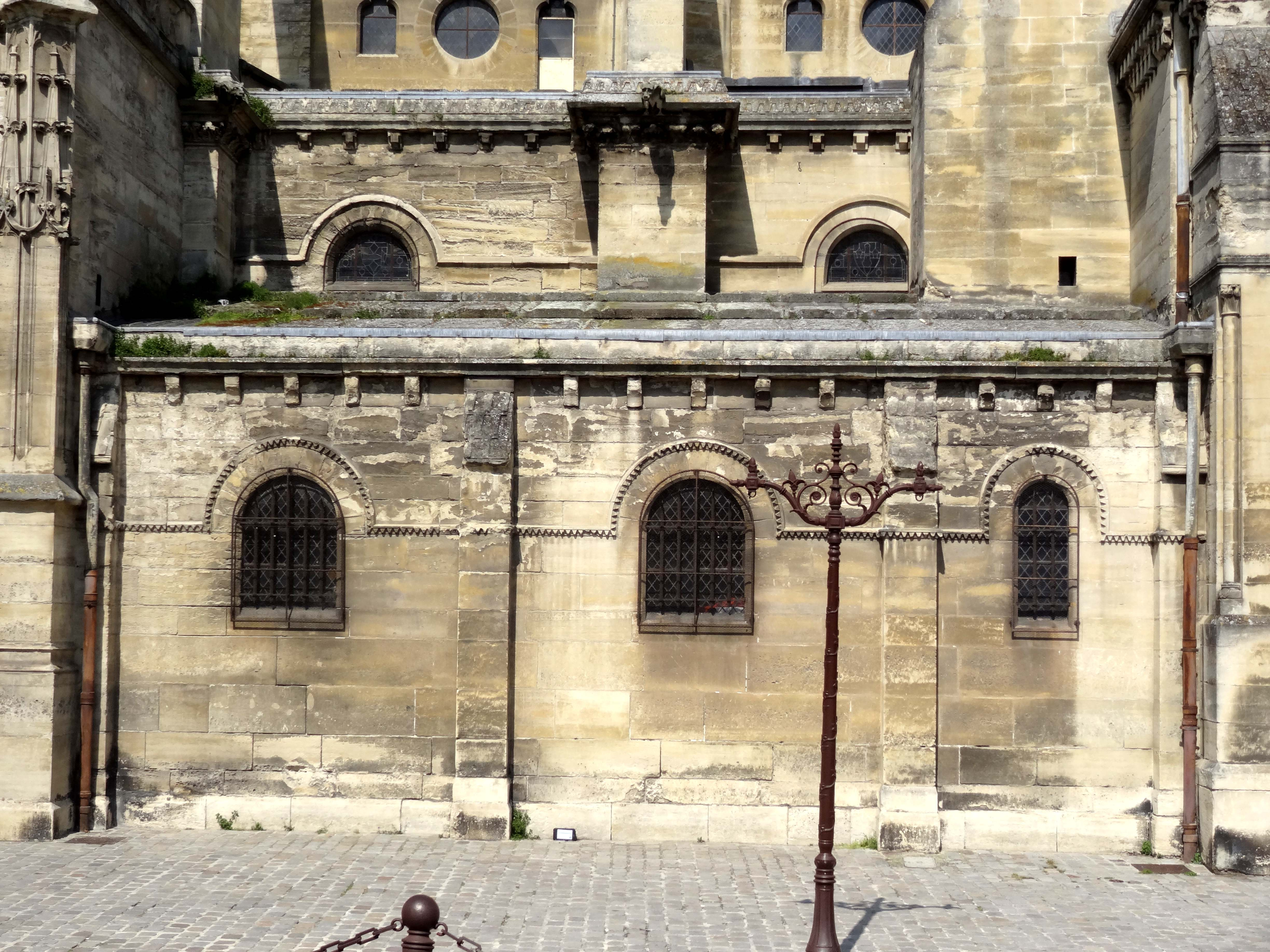
Sacristie, vue depuis le sud.

Une nef à trois niveaux d'élévation nécessite des arcs-boutants, qui n'étaient toutefois pas encore mis au point à la fin de la période romane, et n'apparaissent qu'au milieu du XIIe siècle à Sens et Saint-Germain-des-Prés. L'on ignore quel était le système de contrebutement initial de la nef. Sans doute, il n'y avait que des contreforts, comme encore aujourd'hui à Longpont-sur-Orge et Saint-Étienne de Beauvais : ceci explique la nécessité de reconstruire cinq des six travées de la nef entre la fin du XIIIe et le milieu du XVIe siècle, et de remplacer la moitié des voûtes au XVIe et l'autre moitié au XIXe siècle. Tous les arcs-boutants qui étaient en place au début du XIXe siècle étaient flamboyants. Viollet-le-Duc ne les a respecté qu'au niveau des trois premières travées côté sud.
Ils sont à simple volée et munis d'un chéneau, alimenté par une petite gargouille en haut des contreforts de section carrée de la nef. Les culées sont assez hauts et amorties par des pinacles garnies de crochets. Les fenêtres flamboyantes sont entourées d'une gorge. Au nord, le mur de la nef se termine par une frise de feuillages analogue à celle que l'on trouve à l'intérieur, sous une corniche formée par une succession de moulures prismatiques. Au sud, les trois premières travées ont reçu une nouvelle corniche à la période classique. Elle présente un rang de rais de cœur prenant appui sur des corbeaux décorés de deux rainures dans le sens vertical. Au début de la quatrième travée, la corniche inventée par Viollet-le-Duc commence de façon abrupte, sans la moindre transition. Les culées des arcs-boutants sont sommés de clochetons évoquant le XIIIe siècle, et le triforium a reçu une claire-voie, bien que le triforium ajouré n'existait pas encore au moment de la construction de la collégiale.
À l'extérieur, l'authenticité des différents éléments n'est donc pas davantage assurée qu'à l'intérieur, et ceci vaut également pour l'architecture flamboyante des chapelles du bas-côté nord et la sacristie devant les deux dernières travées du bas-côté sud. Si l'intérieur de la sacristie s'inspire des vestiges du XVIIe siècle que Viollet-le-Duc avait apparemment trouvé sur place, il a modifié la position du porche et imaginé un agencement extérieur fondé sur aucune réalité. L'extérieur de la sacristie et du porche suggère en effet le style gothique primitif avec de petites fenêtres en plein cintre, un cordon de têtes de clous et une corniche de modillons sculptés en masque, ce qui ne concorde pas avec l'architecture intérieure, ni avec l'état antérieur.
La sacristie et le porche étaient de style classique, et l'on ignore ce que l'on trouvait à leur emplacement avant leur construction. — L'extérieur des chapelles du nord se caractérise par des contreforts décorés de pinacles plaqués et amortis de grêles pinacles à l'instar de ceux des culées des arcs-boutants ; par une corniche identique à celle que l'on trouve en haut de la nef ; et par une balustrade à jour, dont le dessin est basée sur des arcatures plein cintre superposées à des arcatures renversées de la même forme. L'on trouve également de nombreuses gargouilles sous la forme de chimères, chères à Viollet-le-Duc. Par contre l'architecte a renoncé à une décoration des fenêtres, dont les voussures étaient susceptibles d'être garnies de crochets et de petits animaux fantastiques, et il a également fait l'économie des niches à statues et des réseaux plaquées qui ornent généralement les murs des grandes églises flamboyantes, au moins en partie. Ainsi Francis Salet a été amené à dire que « l'extérieur, entièrement neuf, ne se fait remarquer que par une correction ennuyeuse et froide. [...] La seule partie véritablement belle que nous ait laissée le XVIe siècle est le double porche qui s'étend devant les deux premières travées du sud ». En fait Salet fait surtout référence aux portails. Ces portails et la double chapelle qui lui suit à l'est sont les seules parties authentiques des élévations latérales au niveau du rez-de-chaussée.
Encore, le porche proprement dit a-t-il été restauré par Goy, Rouhault et Formigé, et perdu largement son intérêt. Plus grande chose n'est ancienne, et les nervures des ogives ainsi que les lourdes clés de voûte pendantes sont restées épannelées. La baie occidentale a été peu restaurée, mais est en revanche mal conservée. Son archivolte est orné de feuillages, comme on les aurait également attendues du côté nord, et les dais des niches à statues vides sont d'une sculpture très délicate. En haut des dais, subsistent même de petites statuettes encore intactes, qui rappellent celles visibles à l'intérieur du trumeau. La baie et les arcades ouvrant dans le porche sont surmontées d'accolades qui s'achèvent en fleurons transperçant la corniche. Au-dessus des arcades, les branches des accolades s'écartent pour laisser la place à de petits gâbles contenant des armoiries martelées.
Mais tout est moderne du côté sud, et le décor ainsi que la balustrade n'ont été achevés qu'en 1984-1985. Les portails et leur décor somptueux n'ont tout au contraire pas été touchés par les restaurations, et datent d'une période déjà avancée du XVIe siècle, vers 1530-1540 environ. Le premier portail est assez étroit, et son linteau forme une double anse de panier, qui au centre retombent sur un cul-de-lampe pendu dans le vide. Il tient probablement grâce à une tige de fer à l'intérieur de l'appareil. Les voussures sont agrémentées de feuilles découpées, de feuilles de choux et des anges musiciens assis sous des dais, mais les piédroits sont simplement moulurés et comportent des niches à statues vides. Deux statues d'anges subsistaient pourtant en 1805. Le tympan présente une iconographie très rare. Au sommet, Dieu le Père (décapité à la Révolution) émerge d'un nuage tenant un globe dans une main. Des rayons de lumière en descendent de tous les côtés, et atteignent un vase à deux anses, d'où jaillit une longue tige feuillue qui porte trois fleurs de lys. Une colombe au milieu des rayons illustre l'Esprit Saint, et les rayons eux-mêmes sont la grâce de Dieu qu'il envoie du haut du Ciel. La fleur qui en est la destinataire est une allégorie de la pureté et de la virginité, et symbolise la Vierge Marie. L'ensemble est donc une représentation symbolique de l'Annonciation,.
Le second portail de style Louis XII est plus large et comporte deux portes en anse de panier séparés d'un trumeau dont les feuillages déchiquetés et les monstres de style flamboyant, se mêlent déjà sur les jambages de l'intrados, à des pilastres italianisants annonçant la Première Renaissance. Trois niches à statues flanquent les portes, et abritaient encore la Vierge et deux anges en 1805. Elles furent repeintes en cette année, mais ont néanmoins disparu depuis. Les dais qui les protégeaient ainsi que les socles sont une dentelle de pierre d'une extrême finesse. La voussure inférieure de l'archivolte comporte quelques choux frisés. La voussure suivante contient des statuettes féminines assises sous des dais, représentant probablement les Vertus, d'une facture grossière, et toutes décapitées sauf une. Au milieu, se tient le Christ debout, le torse nu pour montrer ses plaies.
Cette statue est elle aussi disgracieuse. Suit une voussure vide, puis le décor des voussures suivantes comporte une tige végétale noueuse, entourée d'un ruban qui s'enroule autour en hélice ; des arcatures trilobées, pour la plupart mutilées et incomplètes ; et des choux frisés alternant avec des personnages. Le tympan est précédé par le dais du trumeau et les épis du sommet des accolades des deux portes. Il est couvert d'un bas-relief d'inspiration païenne du goût de la Renaissance. Trois chérubins nus, que l'on voit en haut, tiennent par des rubans des monstres marins dont le corps se transforment successivement en rinceaux de feuillages. S'y ajoutent d'autres rinceaux, et tout cet ensemble décoratif de ligne courbes est parfaitement organisé, sans le moindre désordre. Il ne faut pas y chercher de message caché, le but de l'artiste n'ayant été que de meubler l'espace par un décor agréable à l'œil.

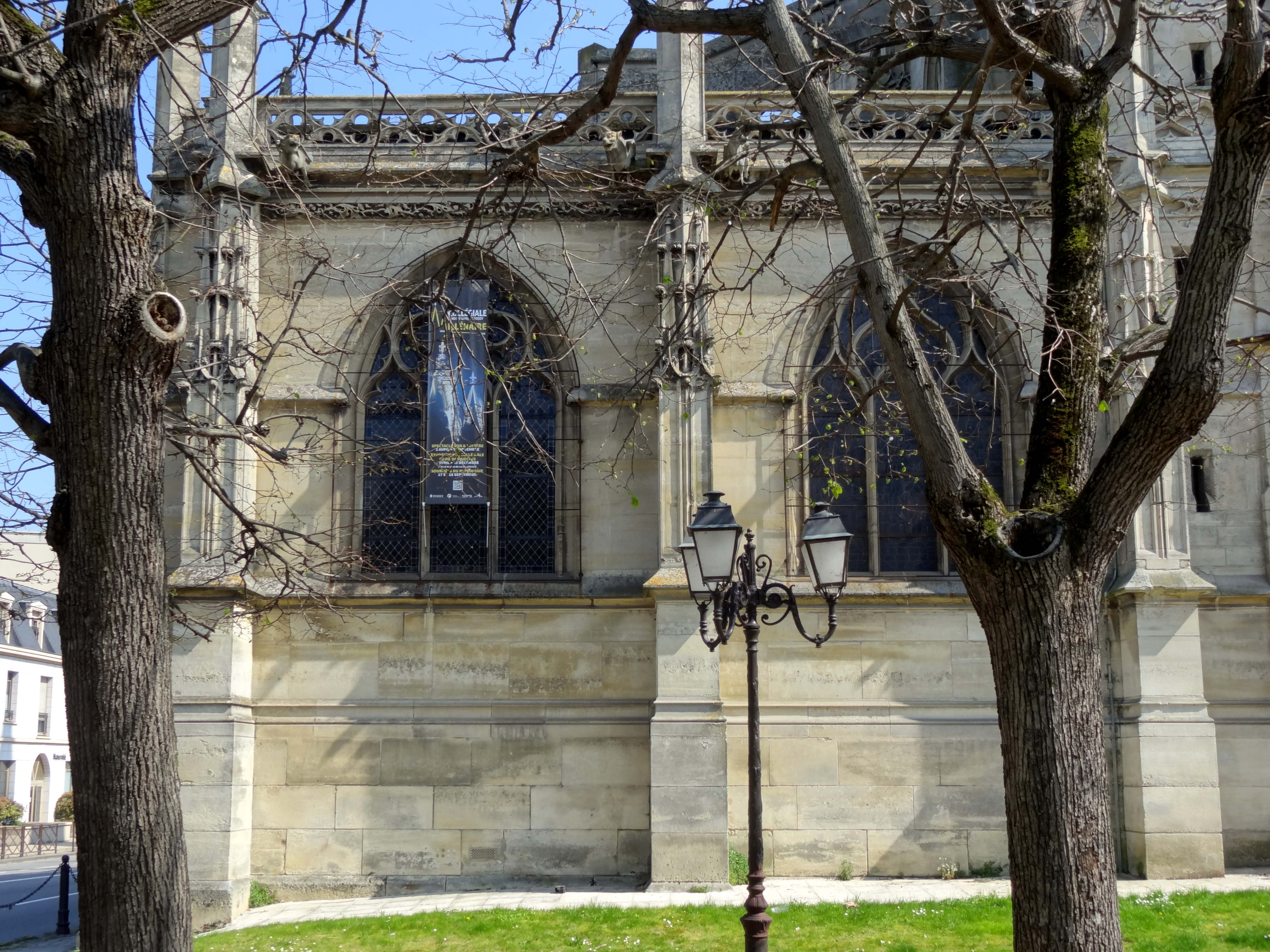
Façade ouest du double bas-côté nord.
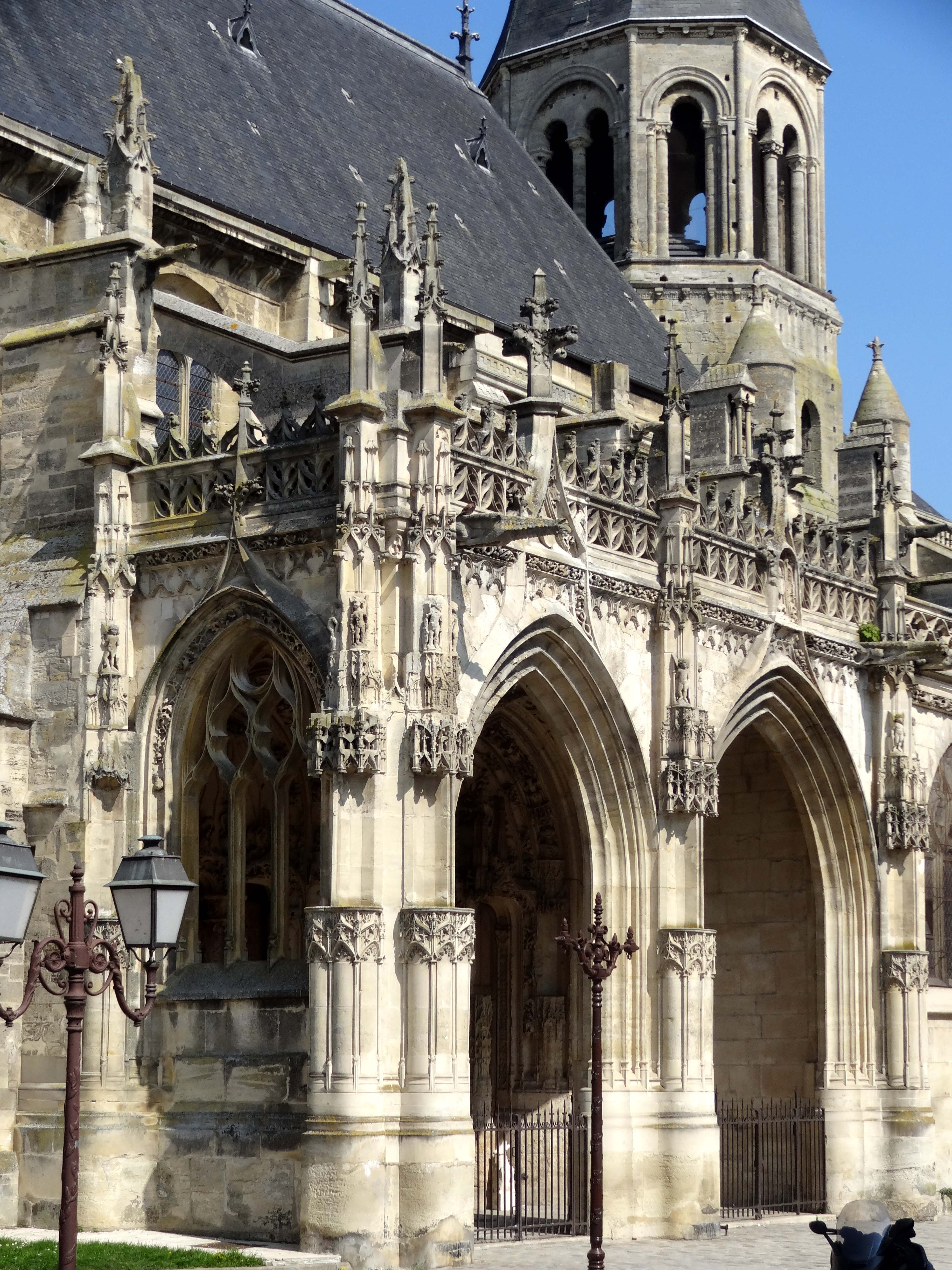
Porche de style Louis XII, côté sud-ouest.
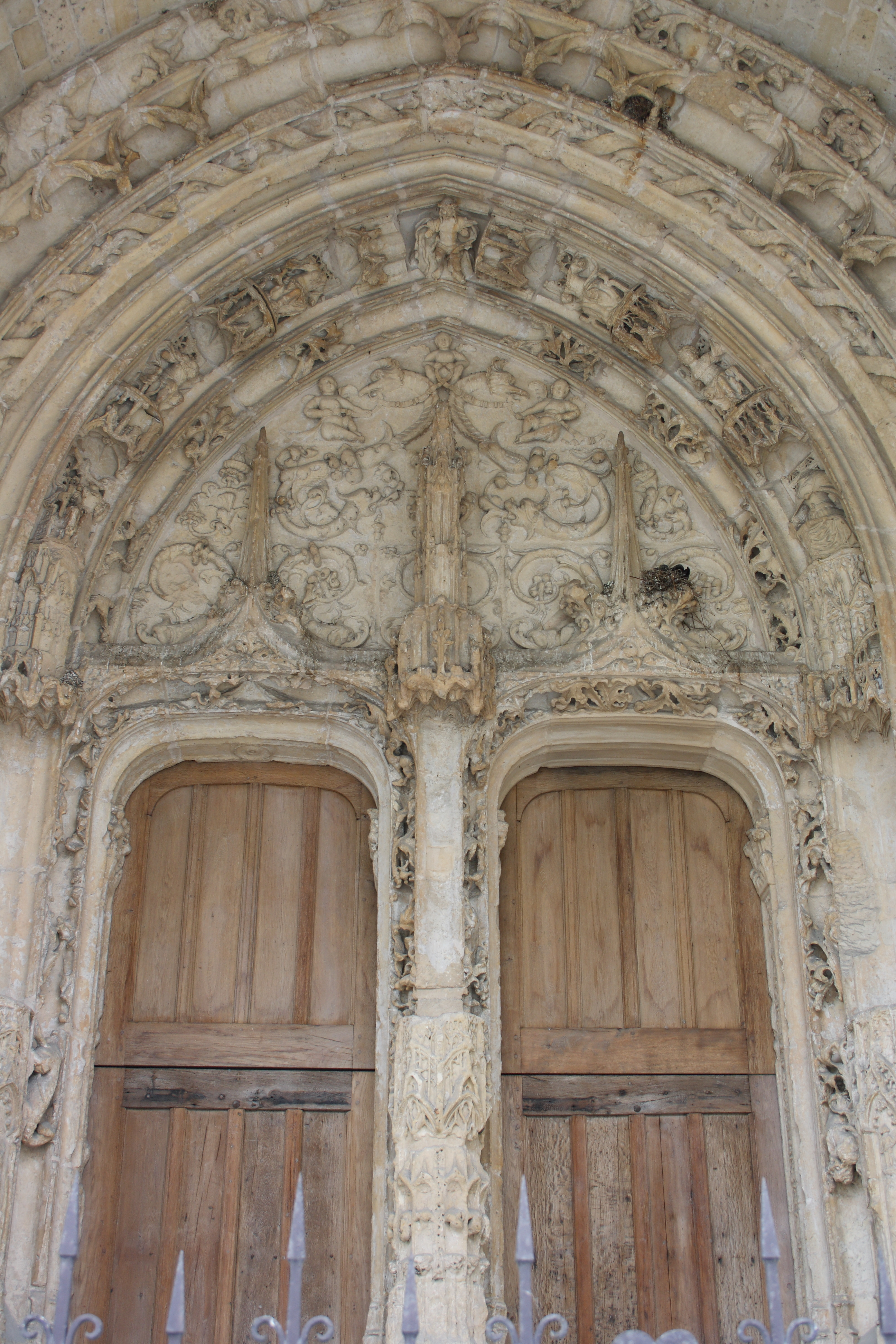
Porte de la 2e travée du Porche de style Louis XII.
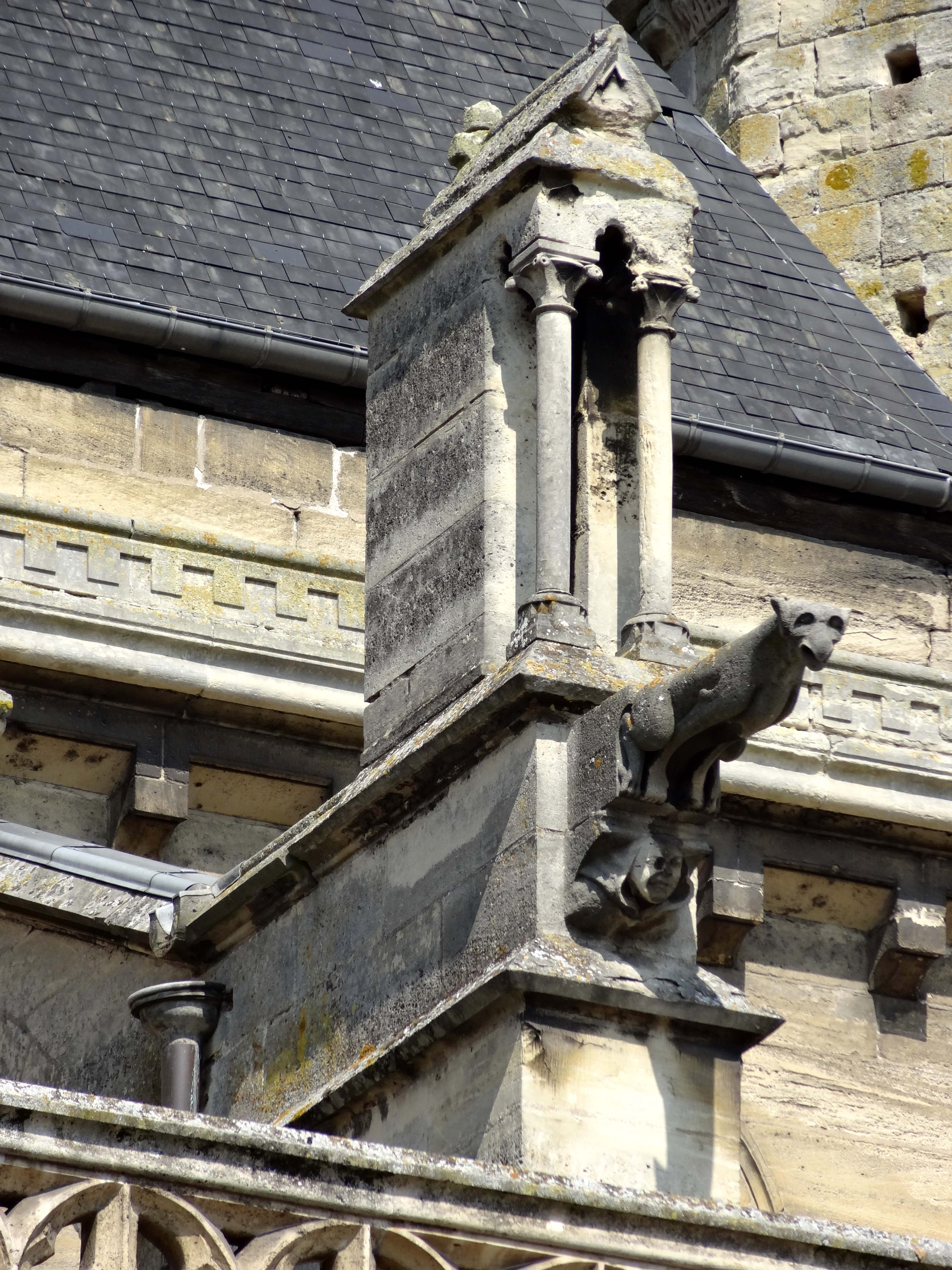
Nef, culée d'un arc-boutant côté sud.
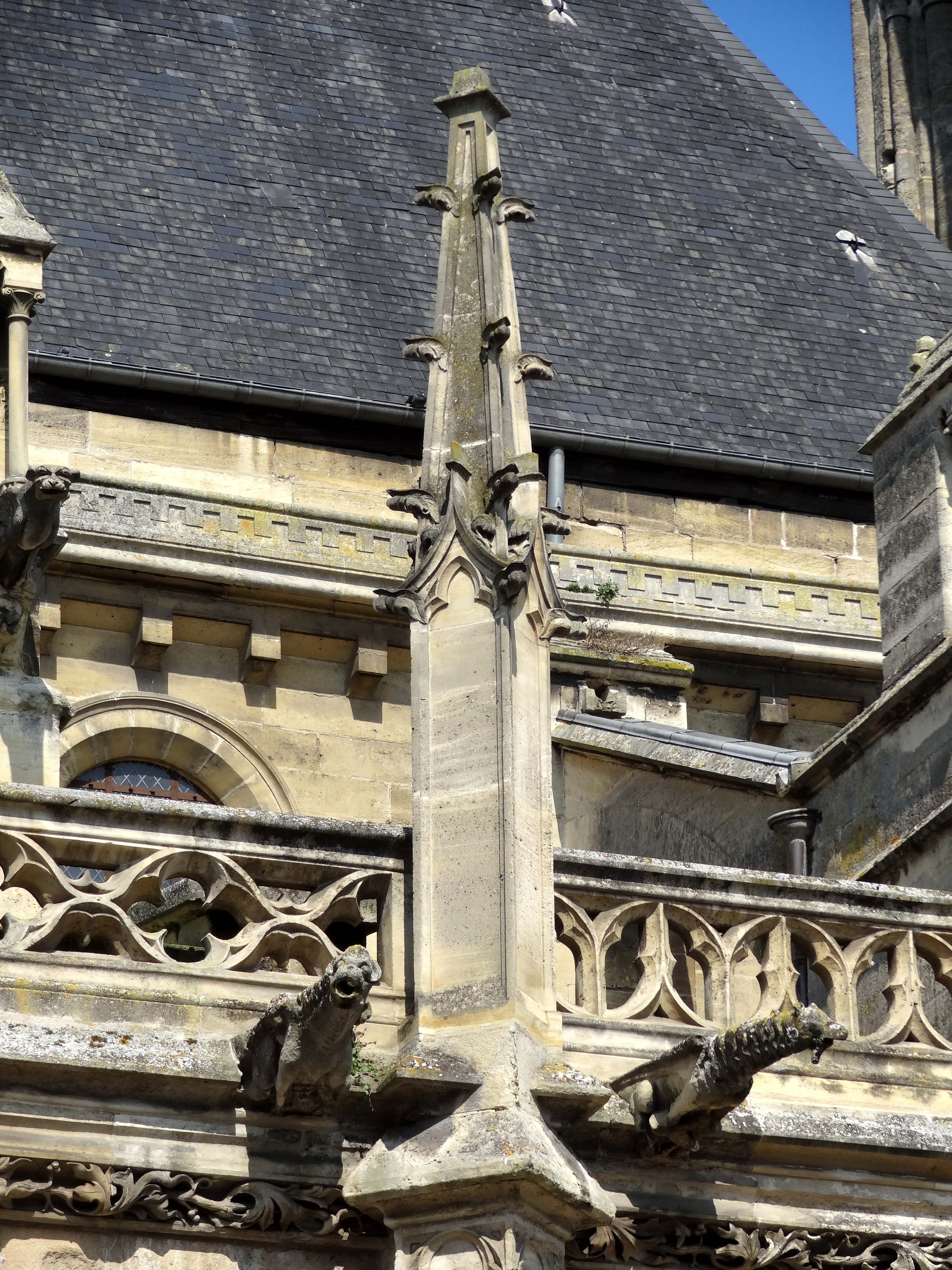
Bas-côté sud, pinacle et gargouilles.
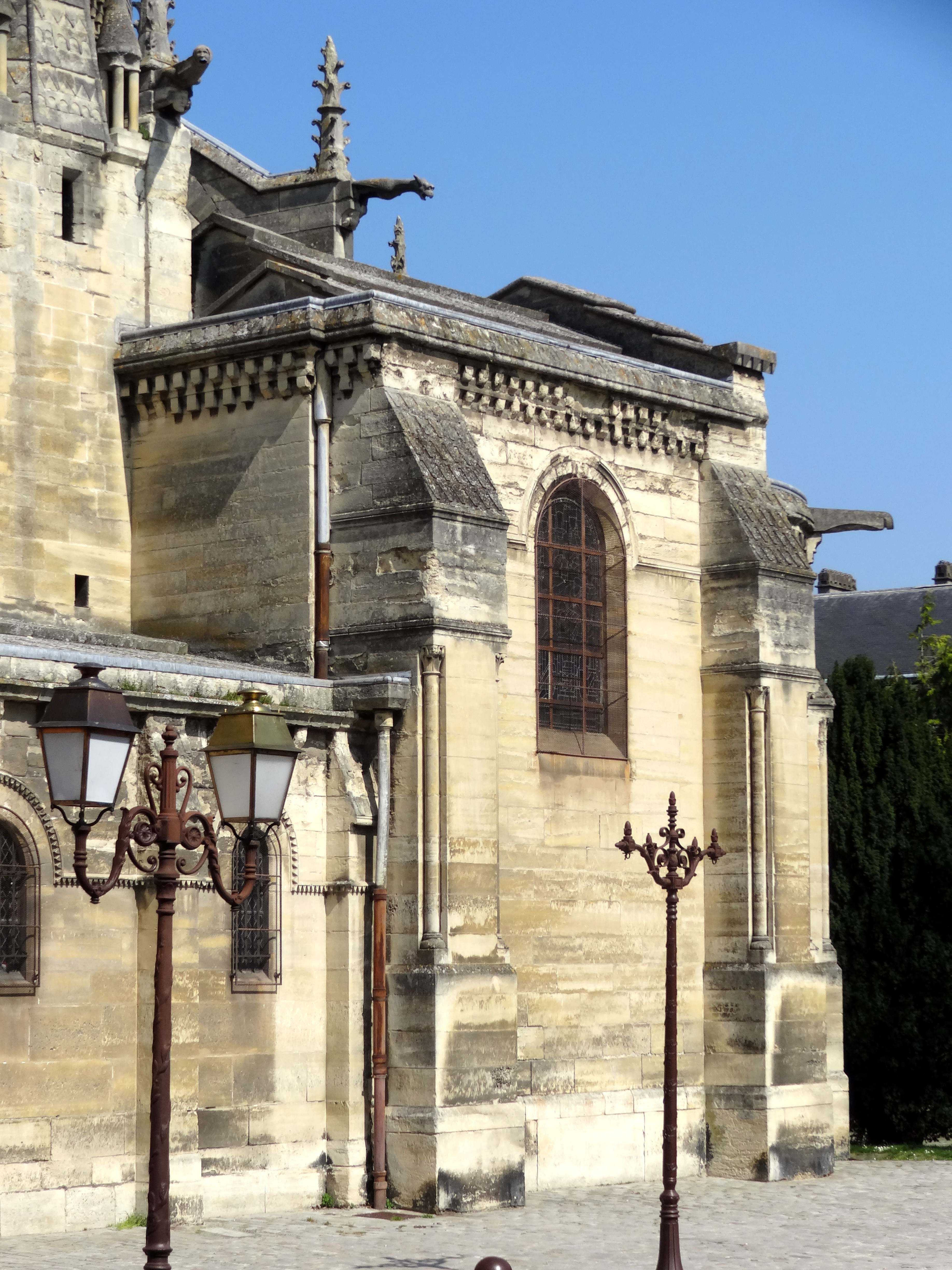
Croisillon sud, côté sud-ouest.

#### Clocher central

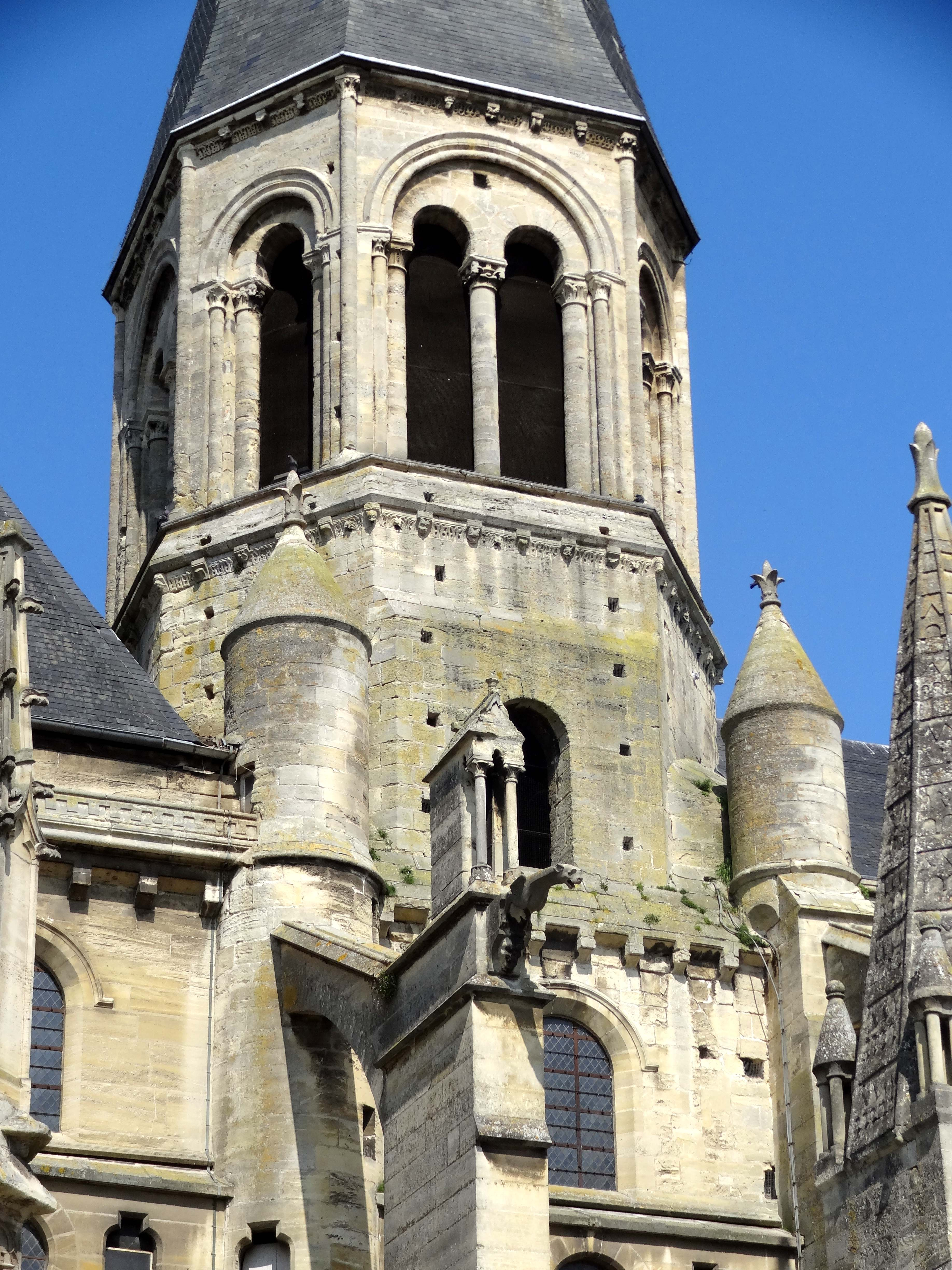
Vue depuis le sud-ouest.

Le clocher central est, selon Francis Salet, « sans contredit l'élément le plus beau de l'architecture de Poissy. » Sa souche a été reprise par Viollet-le-Duc, et sa face nord a été remontée par le même architecte, cette fois-ci dans le respect de l'authenticité du monument, comme entre 1844 et 1850 lors de la restauration des grandes arcades. La souche octogonale du clocher est percée d'une seule fenêtre en plein cintre non décorée au nord et au sud, qui intérieurement s'ouvre sous un arc de décharge brisé. De nombreux trous de boulins subsistent dans les murs. L'étage prend directement appui sur la sixième travée de la nef, qui est de plan barlong comme les autres. La transition vers le plan octogonal s'effectue grâce à des trompes à gradins, qui ne sont pas visibles depuis la nef. Extérieurement, quatre clochetons sont censés racheter visuellement le passage vers l'octogonal. Celui du sud-est contient une tourelle d'escalier.
Contrairement aux autres clochers octogonaux de la région, les clochetons présentent une section cylindrique et ne se réduisent pas aux cônes qui les coiffent. En haut, la souche se retraite par un fruit au nord et au sud, puis se termine par une corniche de modillons sculptés de masques. Entre deux modillons, apparaît un décor de palmettes en bas-relief. Deux assises plus haut, s'ouvrent les baies de l'étage de beffroi. Elles sont en plein cintre et au nombre de deux sur les faces orientées vers les points cardinaux. Les autres faces sont plus étroites et ne laissent de la place que pour une seule baie. Dans tous les cas, les baies sont cantonnées de colonnettes à chapiteaux (une seule colonnette délimitant deux baies contiguës), et surmontées d'archivoltes toriques retombant sur deux autres colonnettes à chapiteaux. S'y ajoutent d'autres colonnettes qui occupent les angles entre deux faces. Toutes ces colonnettes sont appareillées. Leurs bases disparaissent derrière les deux assises mentionnées, sauf à l'ouest. Une corniche semblable à la précédente termine l'étage de beffroi. La flèche est en charpente et d'une forme élancée. Elle a été refaite sous Formigé en 1884, mais figure telle qu'elle sur tous les dessins antérieurs.

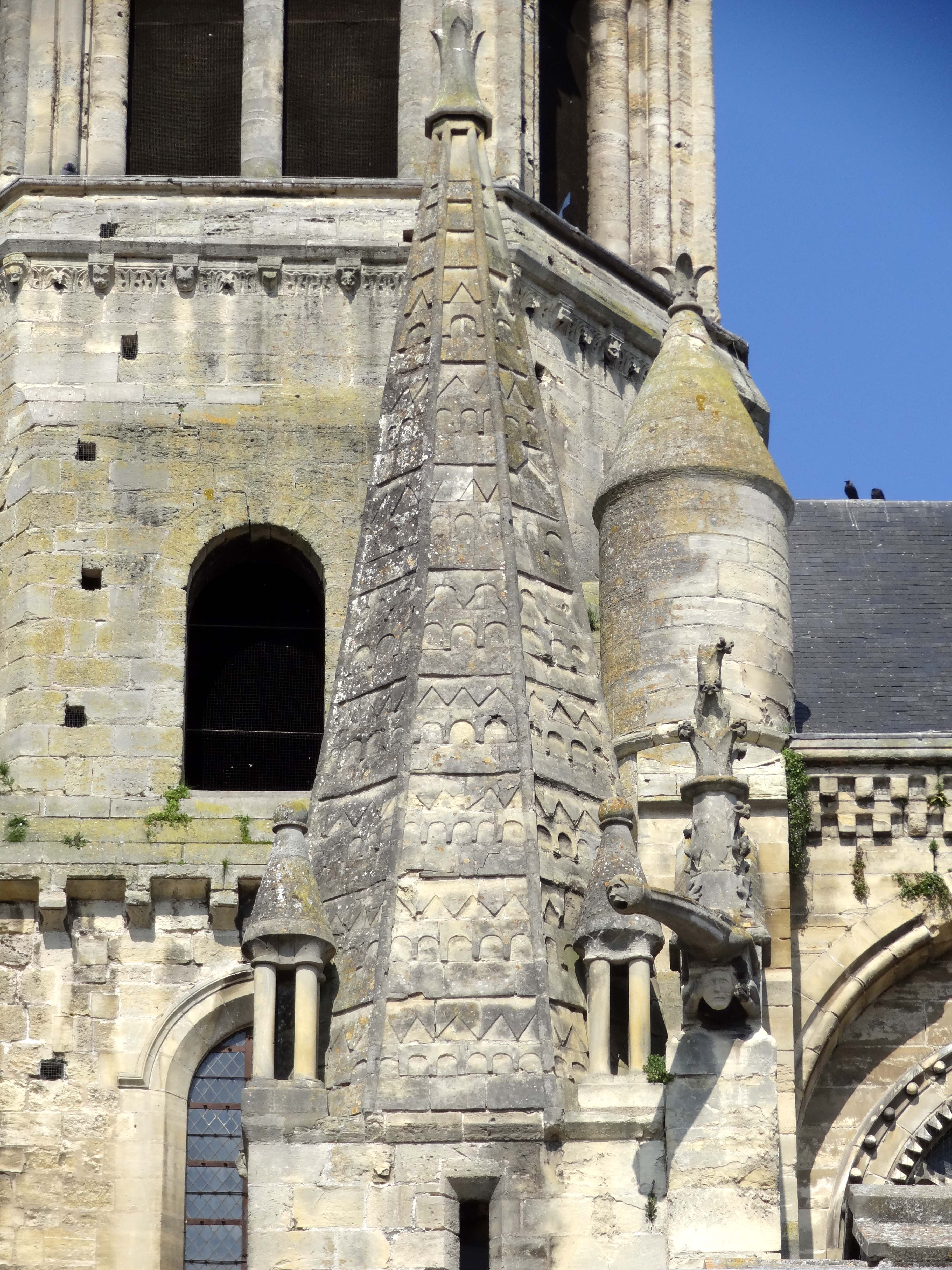
Flèche de la tourelle d'escalier.
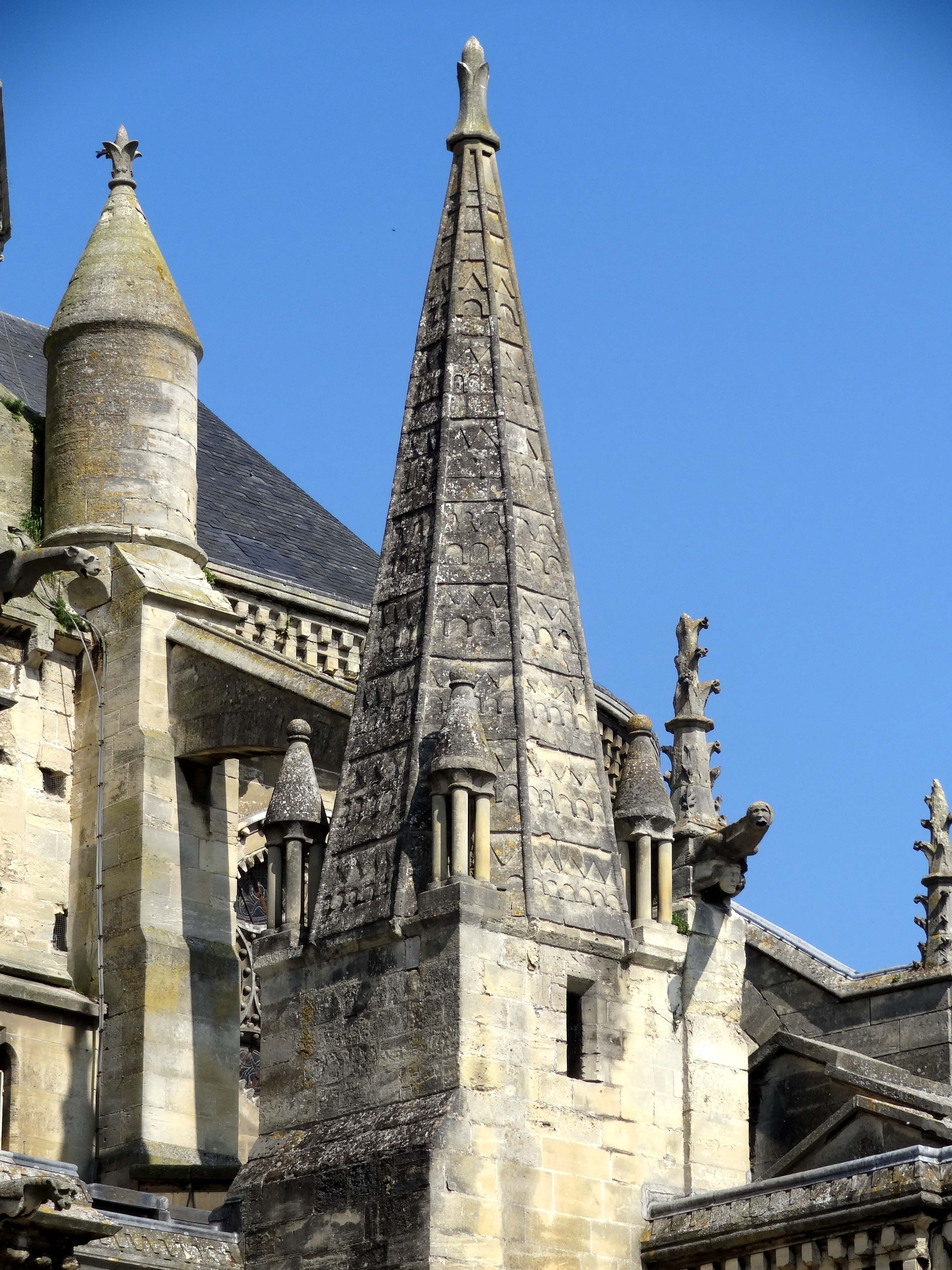
Flèche de la tourelle d'escalier.
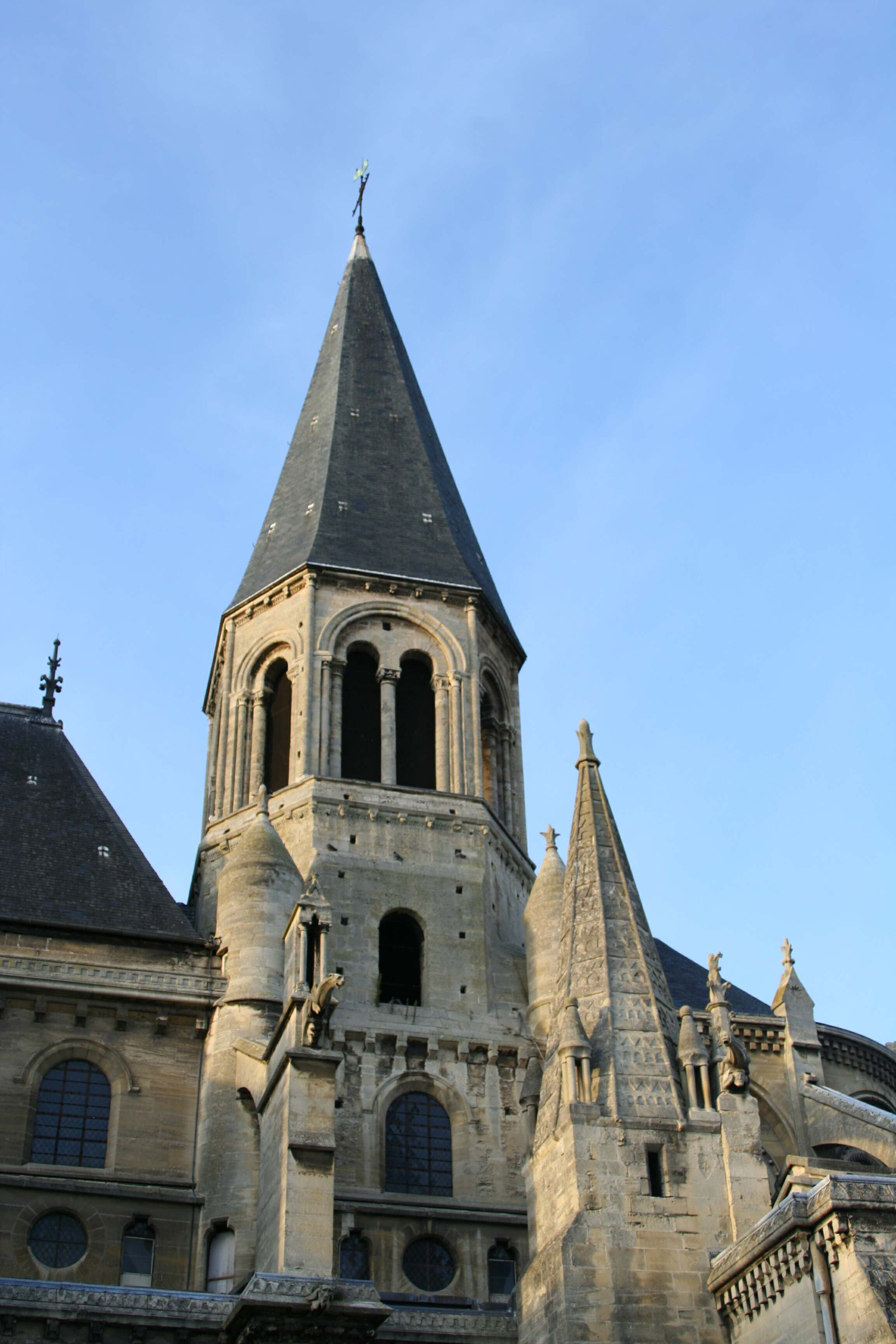
Vue depuis le sud-ouest.
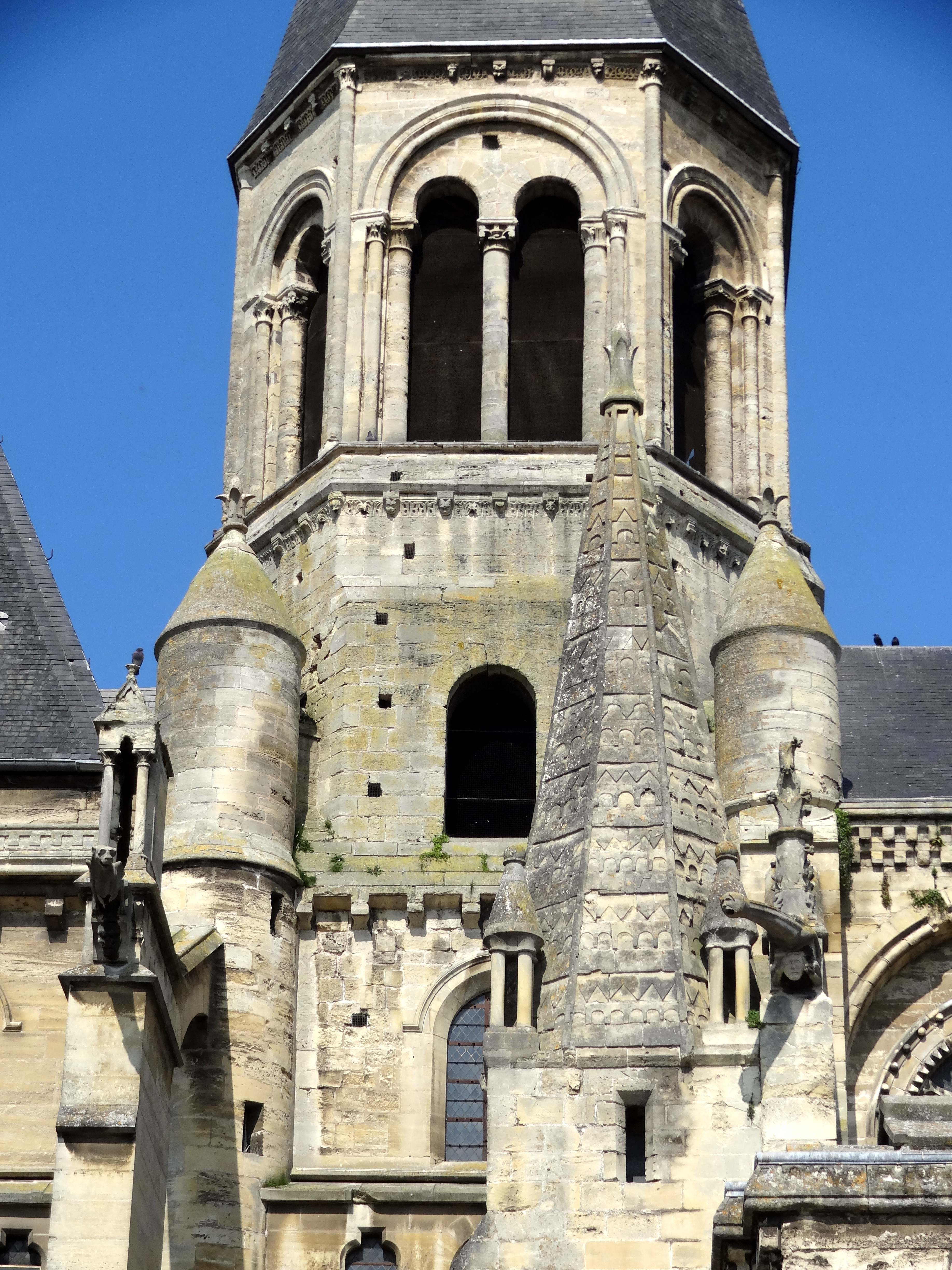
Vue depuis le sud.
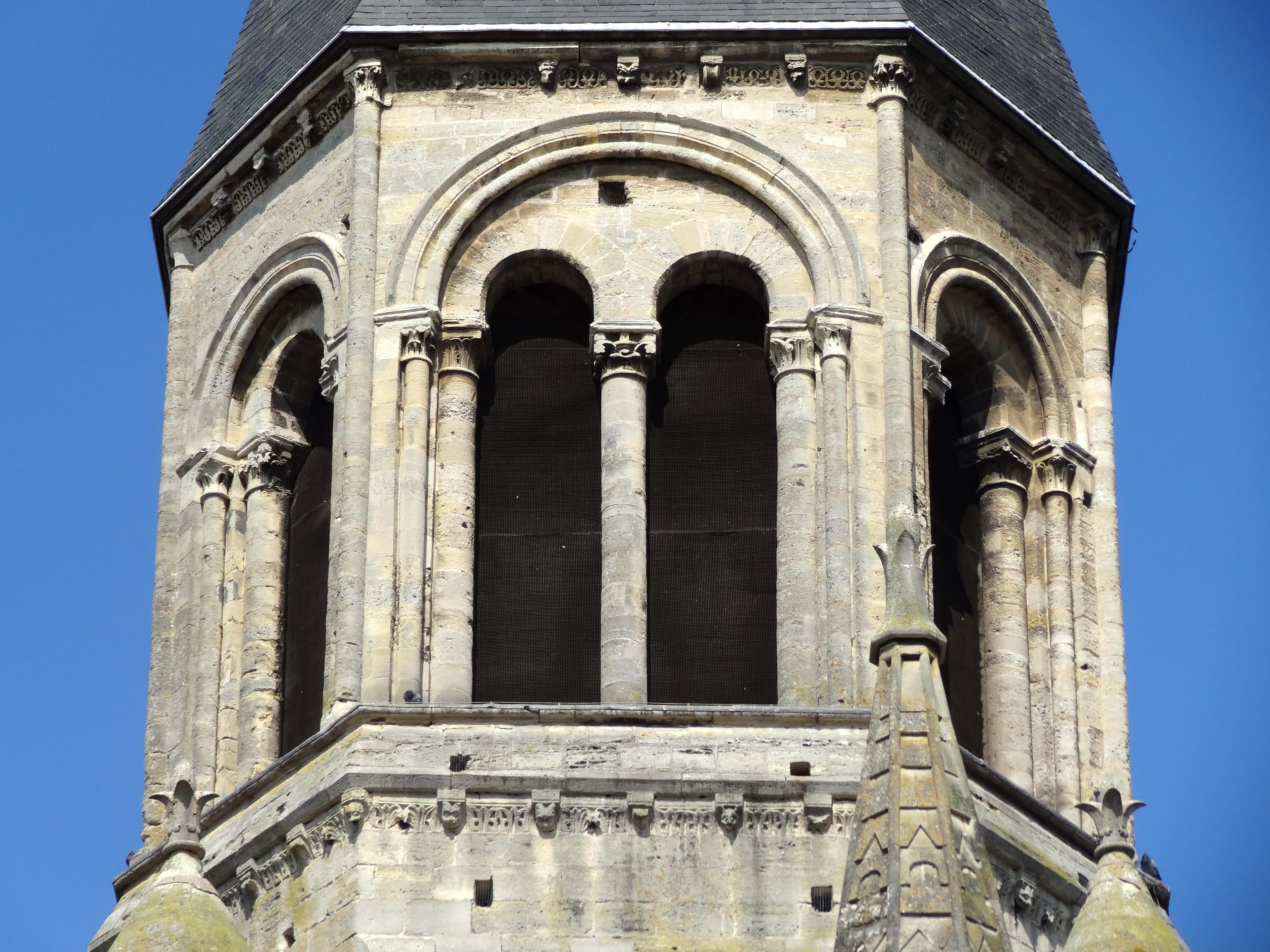
Étage de beffroi, côté sud.

#### Chœur

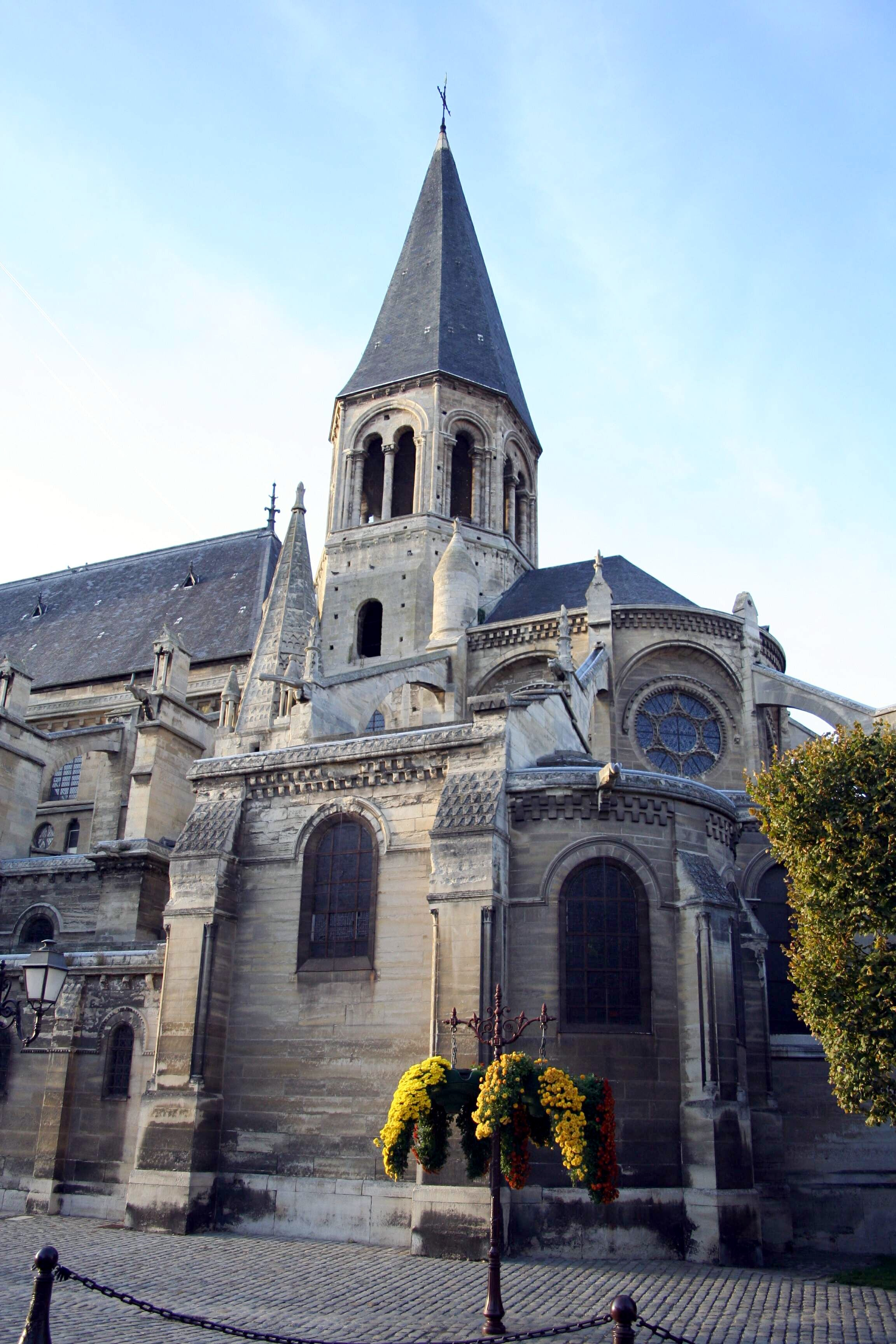
Chœur et clocher central.

On ne peut prêter aucune foi à l'étage des fenêtres hautes de l'abside, qui a été conçu par Viollet-le-Duc selon ses propres préceptes. Les fenêtres hautes n'étaient initialement pas des oculi, et la décoration ne repose pas sur des constats archéologiques. La corniche, par exemple, était décorée de feuilles de vigne, et ne consistait pas d'un double rang de grosses billettes disposées en damier. Il est certain que des arcs-boutants existaient avant la restauration, mais les descriptions lacunaires dont l'on dispose ne permettent pas d'établir s'ils dataient de la même époque que les fenêtres hautes d'alors (seconde moitié XIIIe ou début XIVe siècle) ou de la période flamboyante. Ils étaient en tout cas équipés de chéneaux, et les culées étaient munis de pinacles (au moins en partie) et de gargouilles.
Des étrésillons et des chaînages en fer avaient été mis en place, sans empêcher leur ruine. Goy rebâtit tous les arcs-boutants, mais en mauvais matériaux et mal dimensionnés. Moins de trente ans plus tard, ils étaient de nouveau ruinés, et Viollet-le-Duc les remplaça pour une seconde fois, après 1860. Le style est prétendument celui du XIIIe siècle. Quant aux chapelles orientées, les fenêtres de la travée carrée étaient initialement placées à la même hauteur que les fenêtres des absidioles ; celles-ci n'avaient qu'un unique contrefort au lieu de deux ; et les angles des contreforts n'étaient pas garnis de colonnettes. Les fenêtres étaient entourées d'un bandeau doublement biseauté se poursuivant sur les murs au niveau des impostes. Ces bandeaux ont reçu une mouluration qui n'est guère conforme au style gothique primitif. Les mêmes libertés ont été prises pour les murs de la seconde et de la quatrième travée du déambulatoire, et la chapelle d'axe est de toute façon une pure invention. Puisque la chapelle précédente datait de la période rayonnante, il est à peu près certain qu'il n'y avait aucune chapelle à sa place avant sa construction, car il n'y aurait pas eu de raison pour la démolir puis la rebâtir. Les remaniements jusqu'à la Révolution étaient sans doute principalement motivés par les désordres de structure résultant de l'absence d'arcs-boutants, ainsi que par la volonté de dédoubler les bas-côtés par des chapelles.

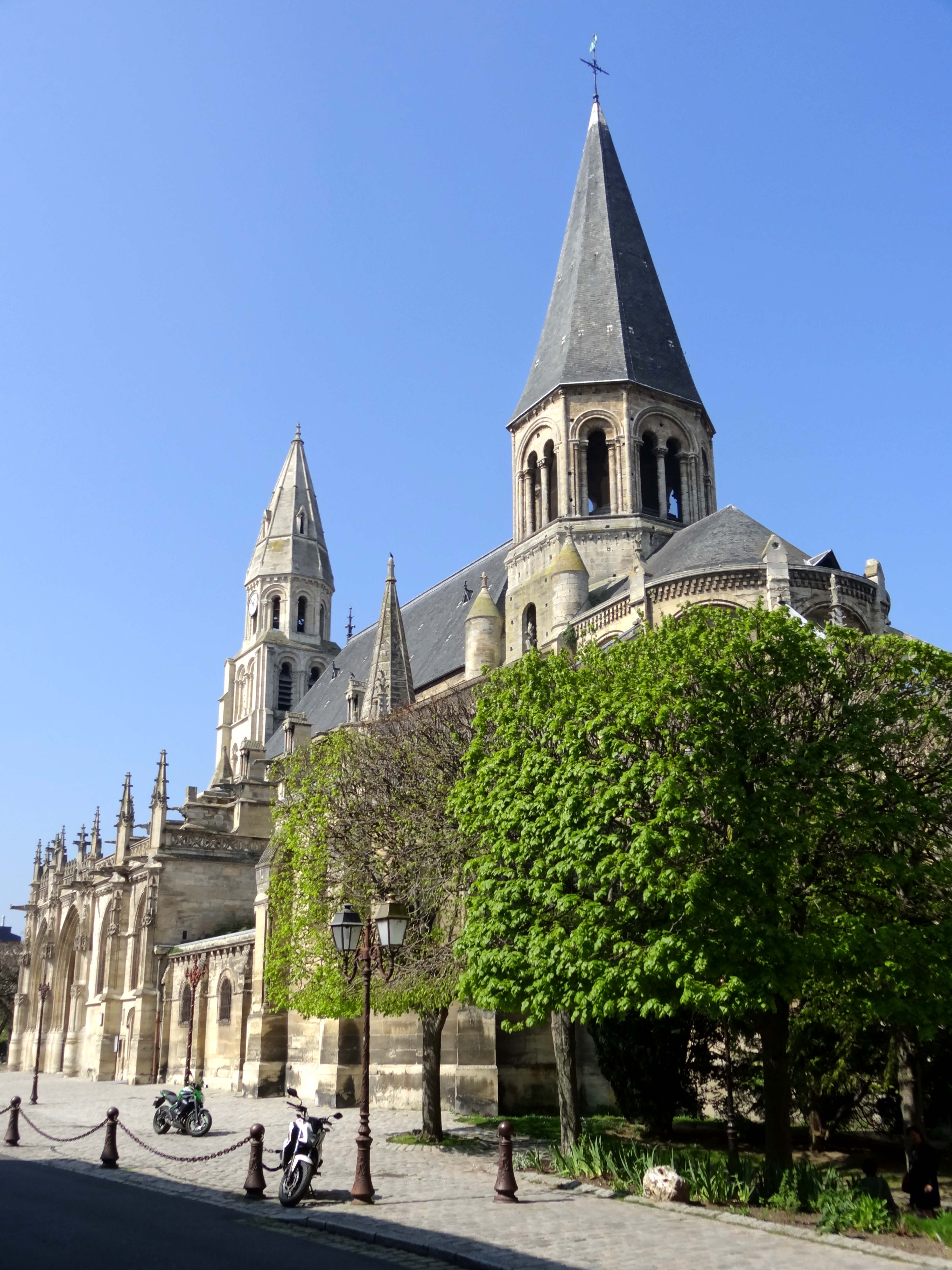
Vue générale depuis le sud-est.
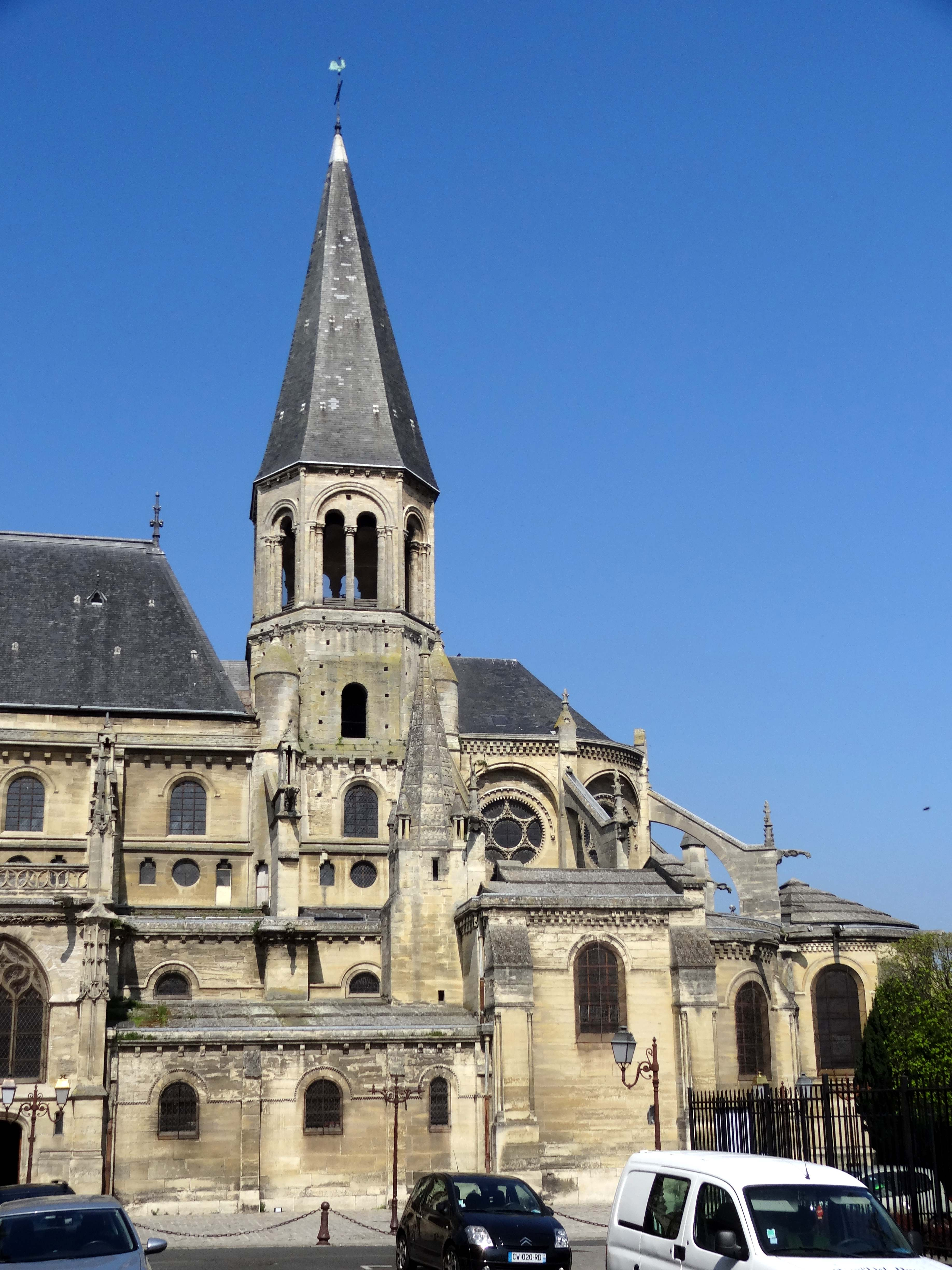
Clocher central et chœur, vue depuis le sud.
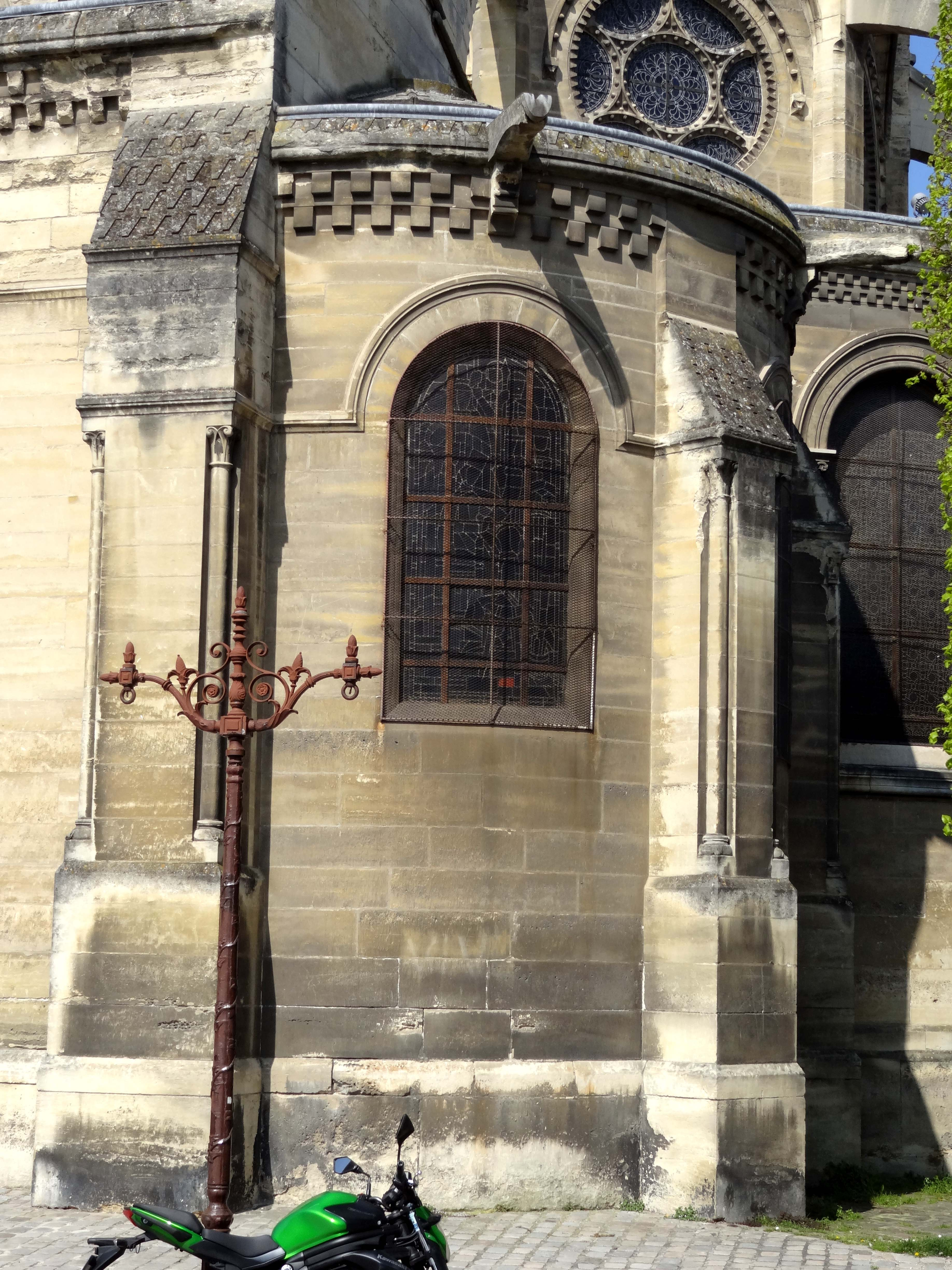
Absidiole sud.
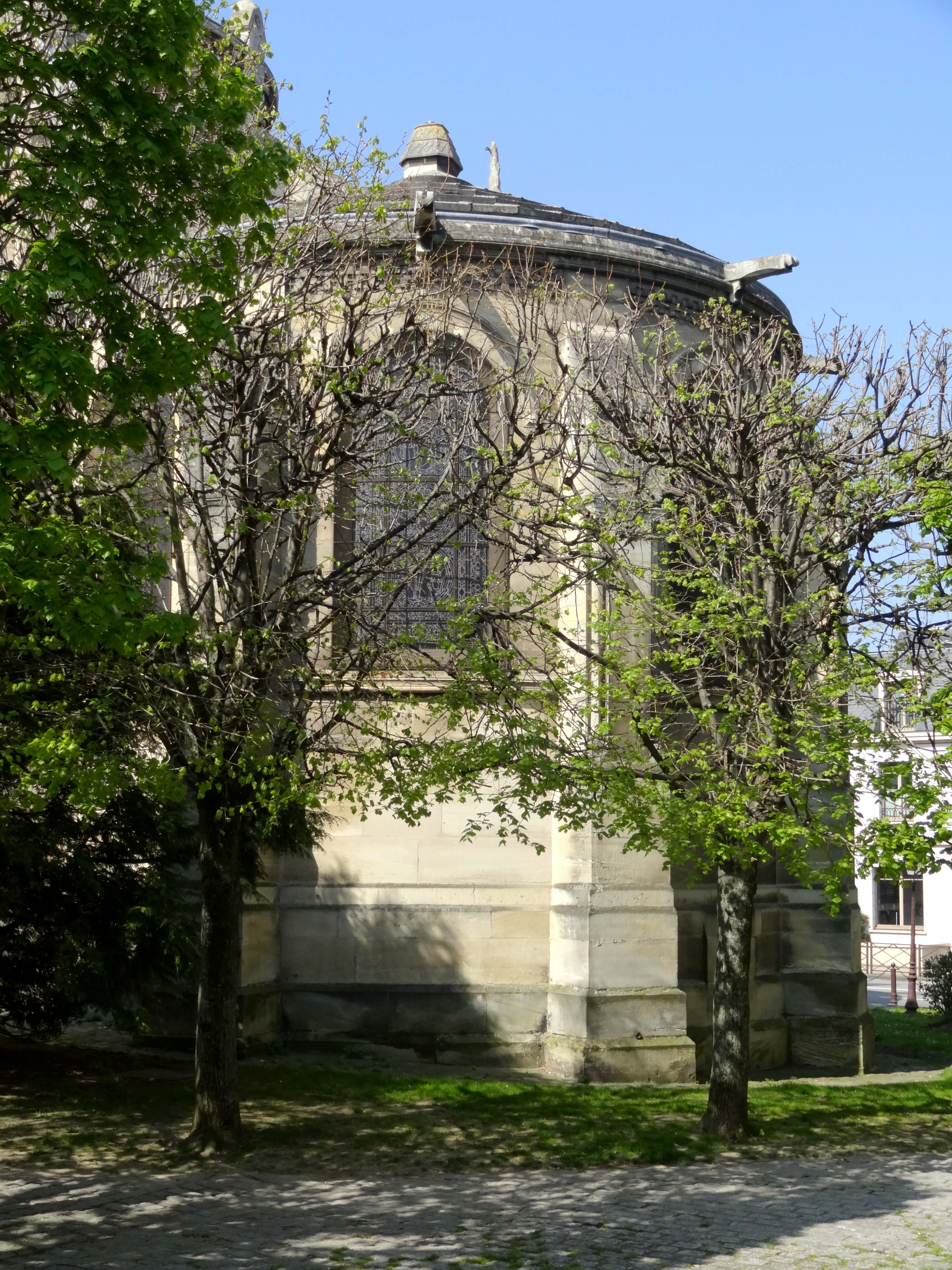
Chœur, vue depuis le sud.
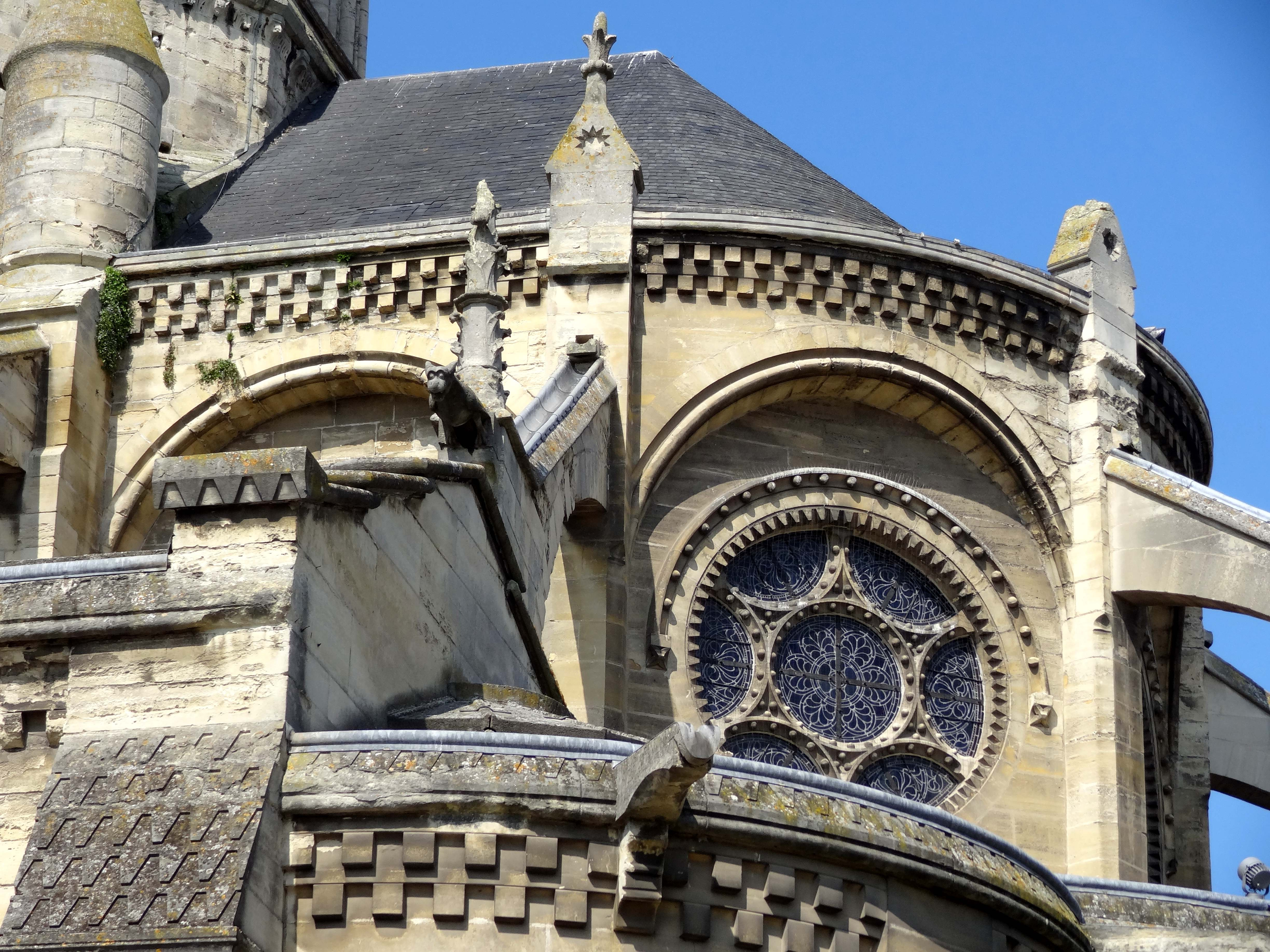
Chœur, parties hautes côté sud.

## Mobilier

### Sculpture

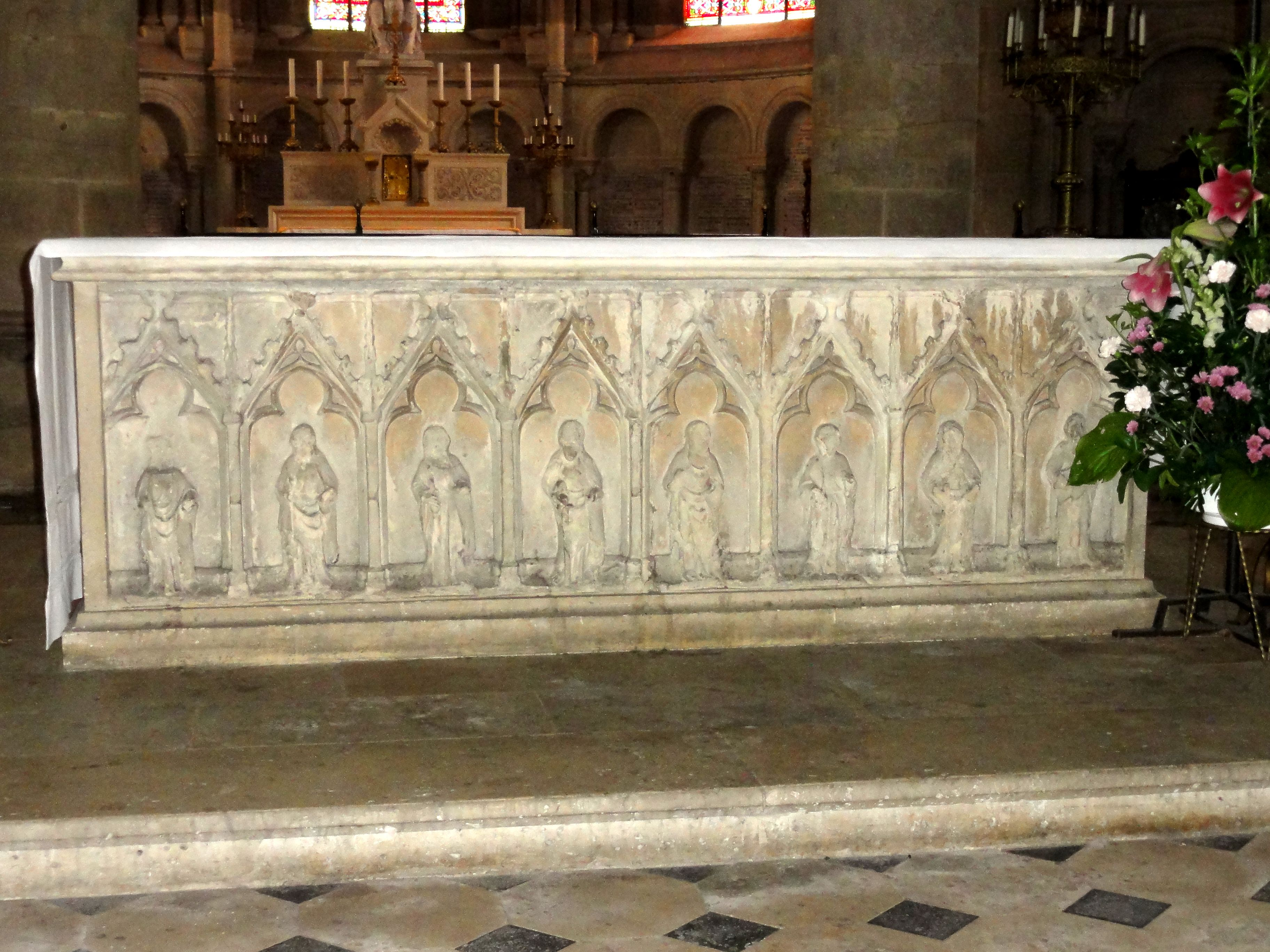
Maître-autel.

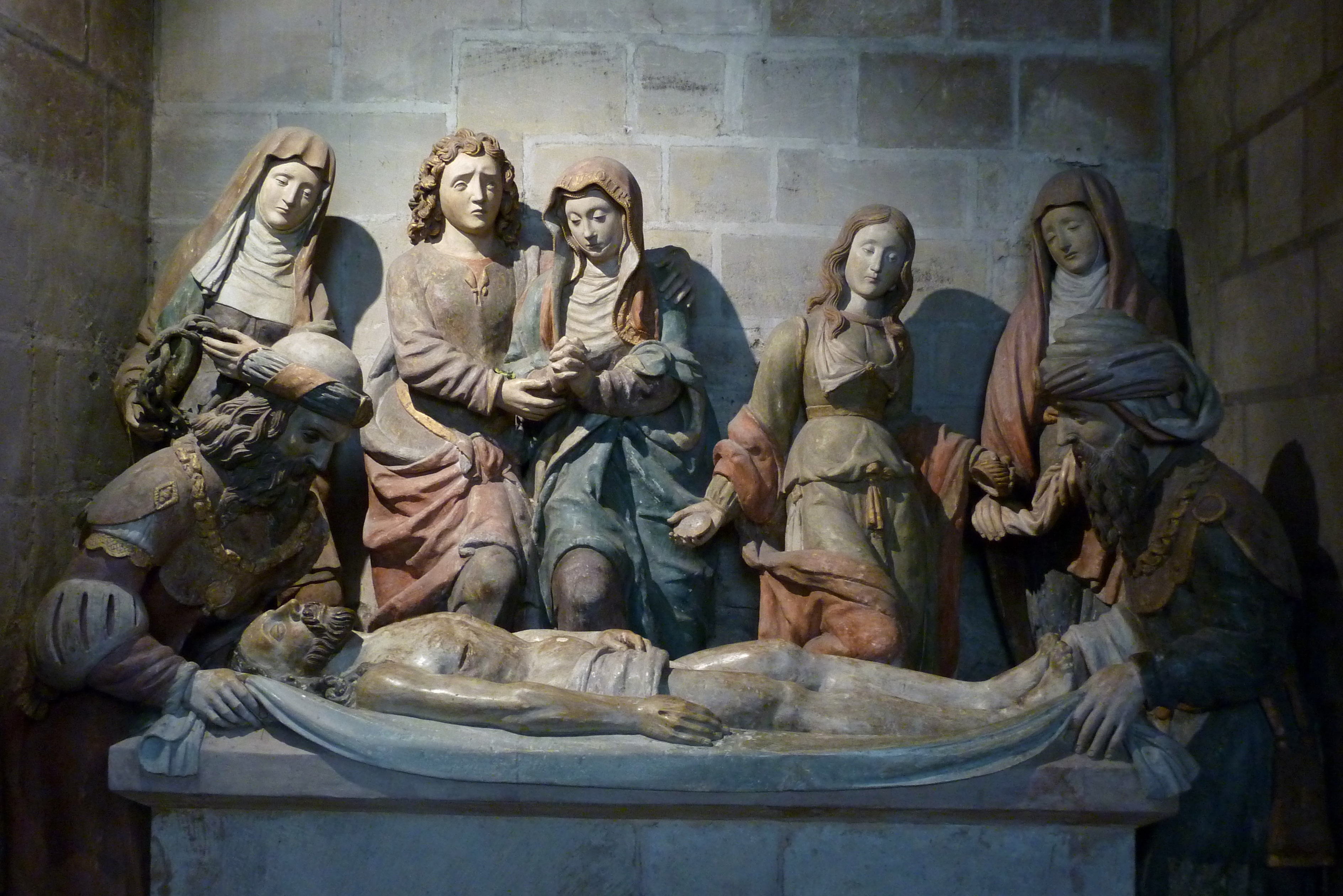
Mise au tombeau.

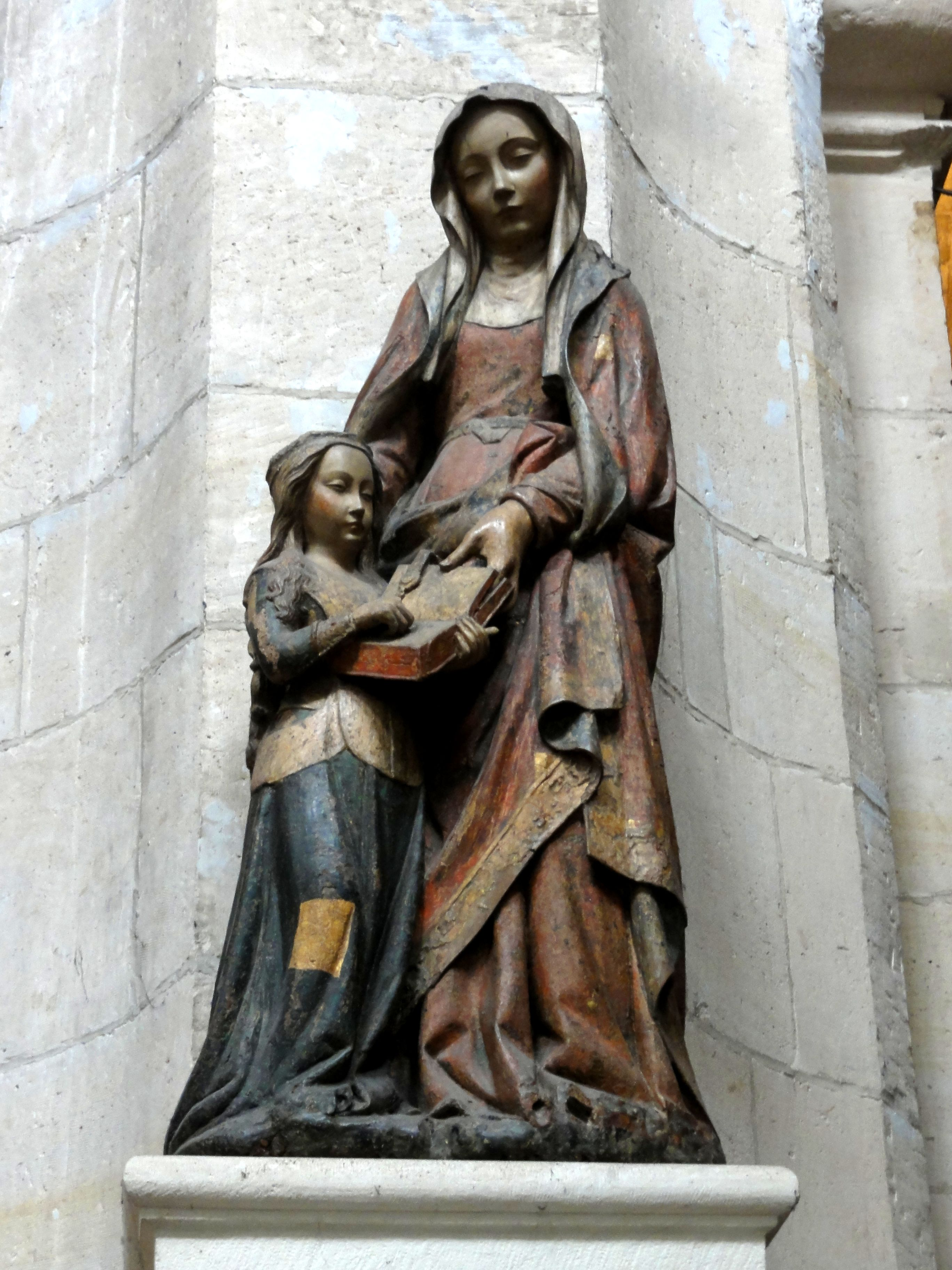
Éducation de la Vierge.

- Le maître-autel en pierre calcaire orné de huit personnages sous des arcatures trilobées à fleurons et crochets, haut de 94 cm et large de 245 cm, datant de la première moitié du XIVe siècle et provenant apparemment de l'église priorale Saint-Louis. Il avait longtemps séjourné dans un jardin privé au 6, Enclos de l'abbaye, avant d'être donné à la paroisse par Monsieur Labarraque en 1977. Le maître-autel conçu par Viollet-le-Duc en 1869 a donc été relégué dans l'une des chapelles du bas-côté sud, et l'autel du XIVe siècle monté dans l'abside. Il a été classé monument historique au titre objet en 1978[32]
- Le groupe sculpté en pierre calcaire représentant la Mise au tombeau, dit aussi Saint-Sépulcre, haut de 140 cm et large de 180 cm, mentionné pour la première fois en 1522. Il était initialement complété par une mise en scène peint ou sculpté. Les personnes gesticulent selon les conventions de la Renaissance italienne. L'œuvre a été mutilée à la Révolution et repeinte à plusieurs reprises. Son état était si mauvais au début du XIXe siècle que sa niche au nord du clocher-porche a été murée. Puis le Sépulcre a été restaurée en 1822, en remplaçant toutes les lacunes par du plâtre, dont plusieurs têtes et bras. Le classement aux monuments historiques au titre objet est intervenu en 1905. Une seconde restauration en 1970 fut tout aussi radicale, avec dérestauration, recomposition des têtes et bras et réfection totale de la polychromie[33],[34].
- Le groupe sculpté en bois de noyer polychrome représentant l'Éducation de la Vierge par sainte Anne, haut de 137 cm et datant de la limite XVe – XVIe siècle, a été classée au titre objet en 1908. Un moulage a été exécuté en 1906 pour le musée des monuments français à Paris. L'œuvre a fait partie de l'exposition La Vierge dans l'art français au Petit Palais en 1950. Elle a été retirée de l'église en 1970 et entreposé au presbytère, puis exposée au municipal jusqu'en 2002, date de démolition de son bâtiment[35].
- La statue en pierre de saint Jean Baptiste, haute de 186 cm et datant du XIVe siècle, a été classée au titre objet en 1905. Le Précurseur tient dans sa main gauche un cadre rond aux moulures quadrilobées, suivant la tradition iconographique du XIVe siècle, contenant une représentation de l'Agnus Dei qu'il désigne du doigt de sa main droite. La décoration des vêtements par un relief d'une facture naturaliste est remarquable : ceci vaut pour les flammes sur le manteau, la fourrure en poil de chameau, et les mailles du tissage au revers du manteau. La polychromie d'origine reste assez bien visible, avec des traces de peinture rouge sur le manteau, de doré sur les bordures, de noir sur le visage, de rose pour les chairs, et d'ocre. L'œuvre est bien conservé, mais présente néanmoins des épaufrures[36].
- La statue en pierre de sainte Barbe, haute de 140 cm et datant de la première moitié du XVIe siècle, a été classée au titre objet en 1908. La tour à gauche est son attribut ; la palme dans sa main gauche est le symbole des martyrs. L'état de conservation est mauvais, notamment dans sa partie inférieure, où la surface d'origine s'est presque partout effritée. Dans la partie supérieure, la tête et les deux niveaux supérieures de la tour sont intacts, et la polychromie reste en place[37].
- La statue en pierre d'Isabelle de France, fille de Saint-Louis, haute de 130 cm et datant d'autour de 1300, provient du jubé de l'église du prieuré Saint-Louis de Poissy, et a été classée au titre objet en 1930[38].
- La statue en pierre de saint Pierre, haute de 160 cm et datant vraisemblablement du XVIIe siècle, a été classée au titre objet en 1966. Le manteau est brisé sur le côté, et la clé visiblement refaite[39] (sans illustration).
- La statue en pierre de saint Louis adolescent, haute de 170 cm, œuvre de Félix Févola datant de 1932. Elle porte les armoiries de la ville de Poissy[40] (sans illustration).
- La statue en bois peint de la Vierge Marie, haute de 130 cm et datant probablement du premier quart du XVIe siècle, a été dénaturée par une polychromie lisse qui la fait paraître comme une statue du XIXe siècle, mais la proximité stylistique avec la statue de sainte Barbe indique l'âge réel de la statue, qui reste à confirmer lors d'une restauration[41].
- La statue en pierre de l'Ecce homo ou Christ aux liens, haute de 185 cm et datant du XVIIe siècle, en mauvais état, a été classée au titre objet en 1911[42].
- La statue de la Vierge à l'Enfant assise dite Notre-Dame de Poissy, inspirée du sceau du chapitre collégial, œuvre de Manuela, de son vrai nom Anne de Rochechouart de Mortemart, duchesse d'Uzès, haute de 140 cm et datant de 1892[43].
- La statuette en pierre d'un priant, peut-être un donateur, comportant une inscription de dédicace en latin, haute de 50 cm et datant de 1553, a été classée au titre objet en 1966[44] (sans illustration).

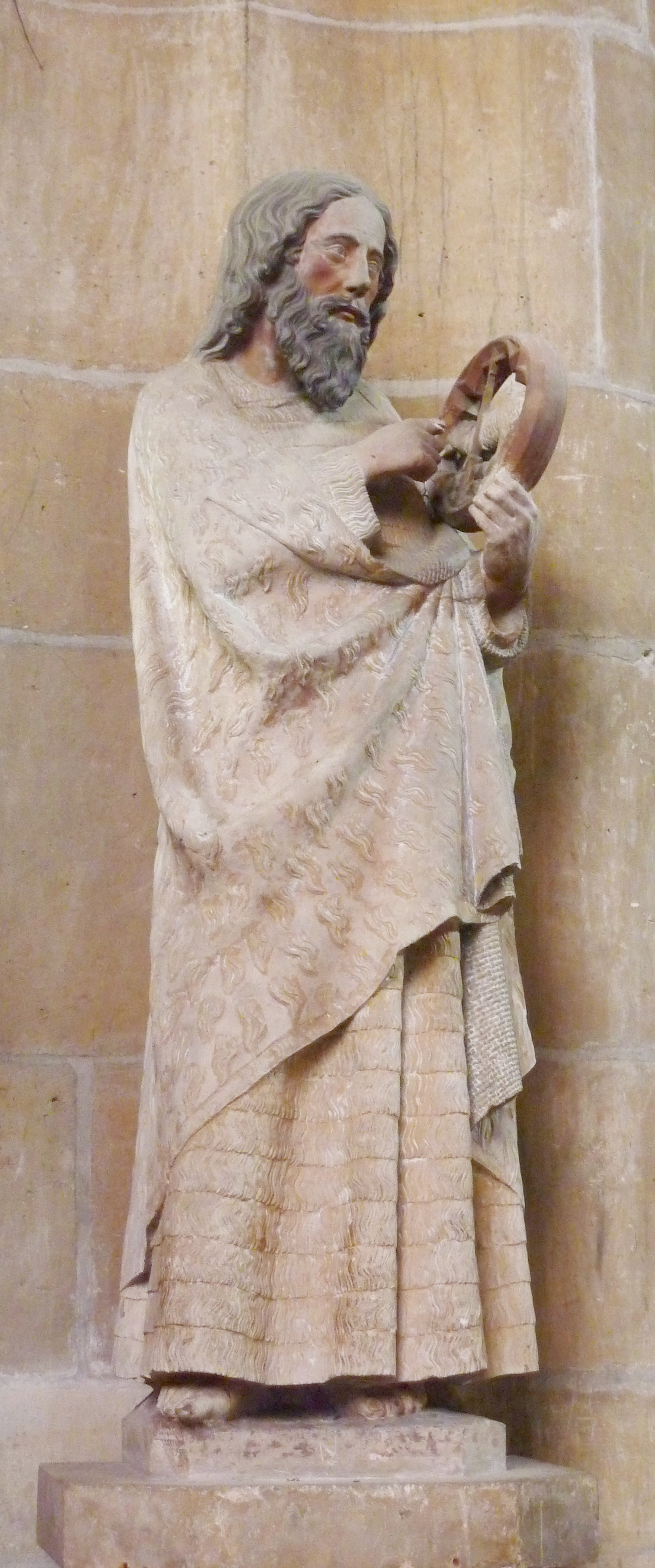
Saint Jean Baptiste.
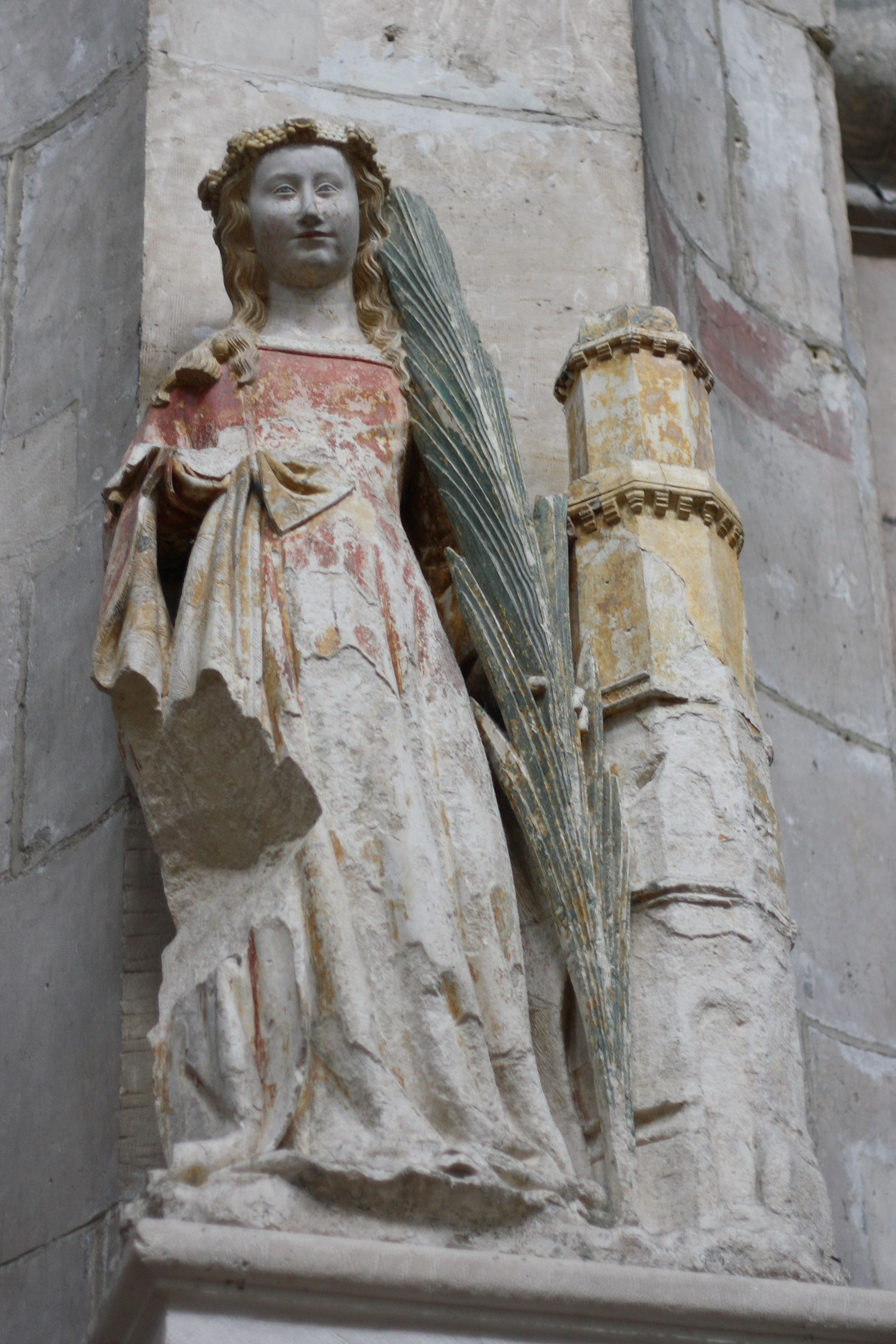
Sainte Barbe.
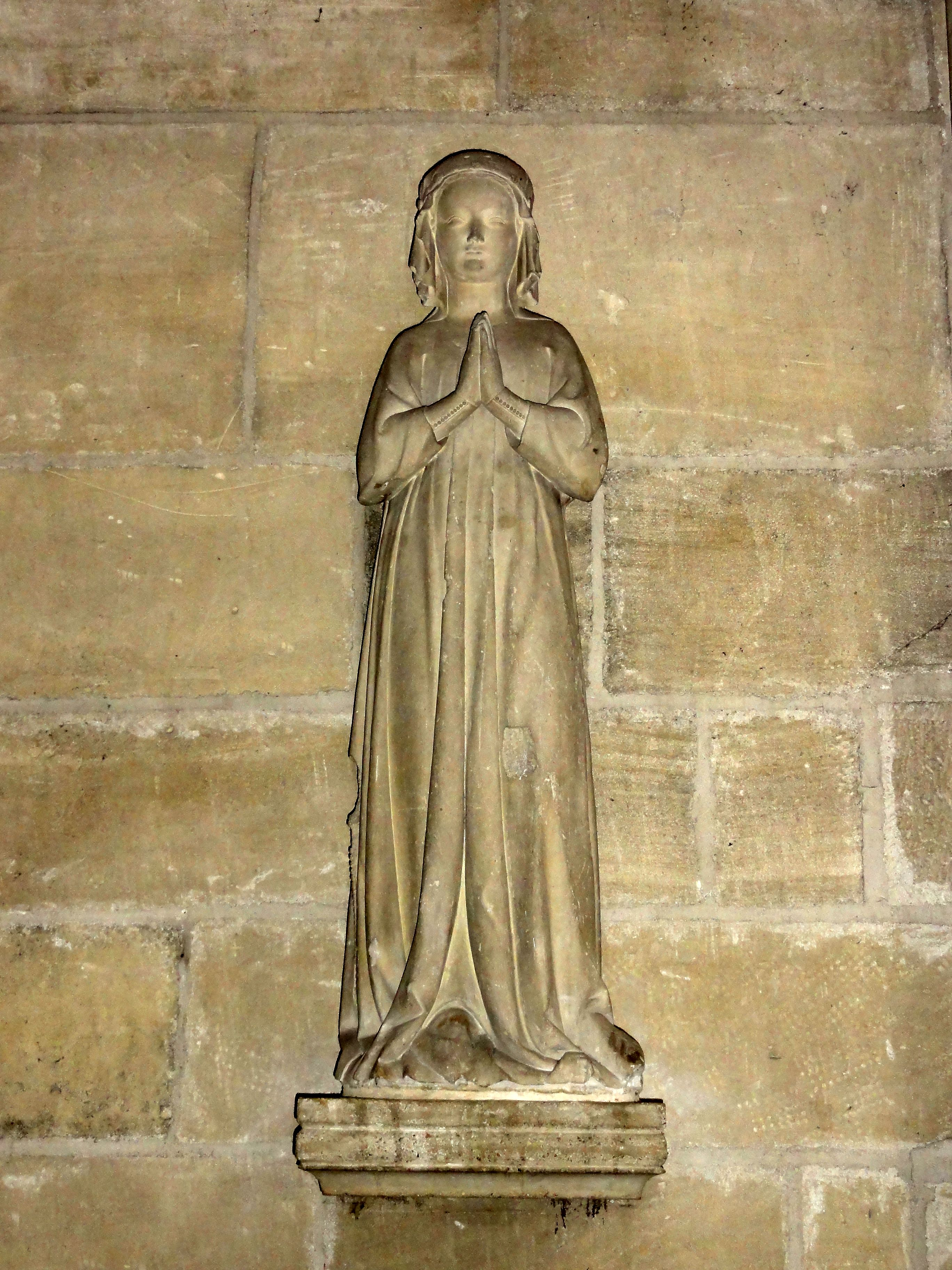
Isabelle de France.
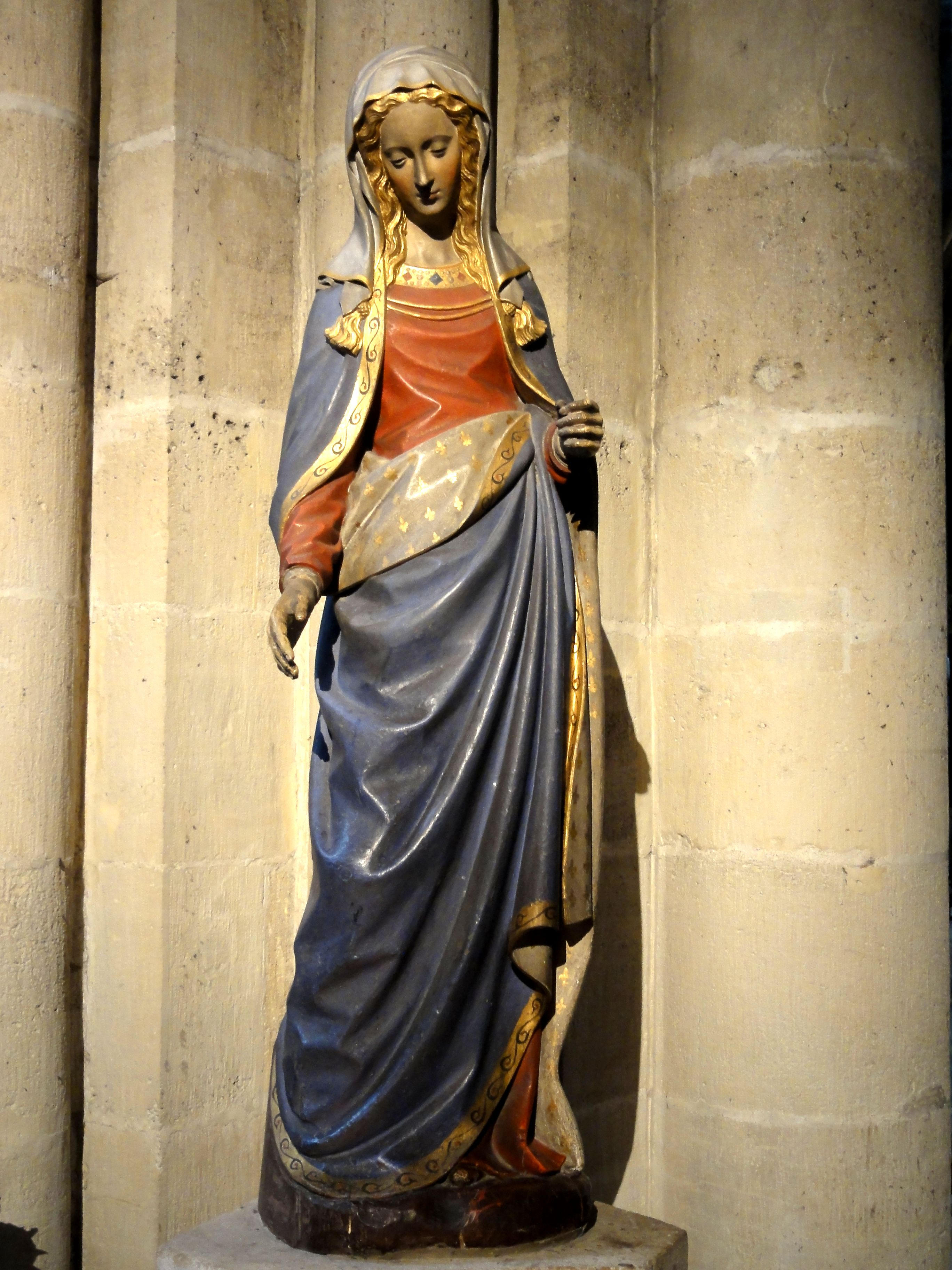
La Vierge.
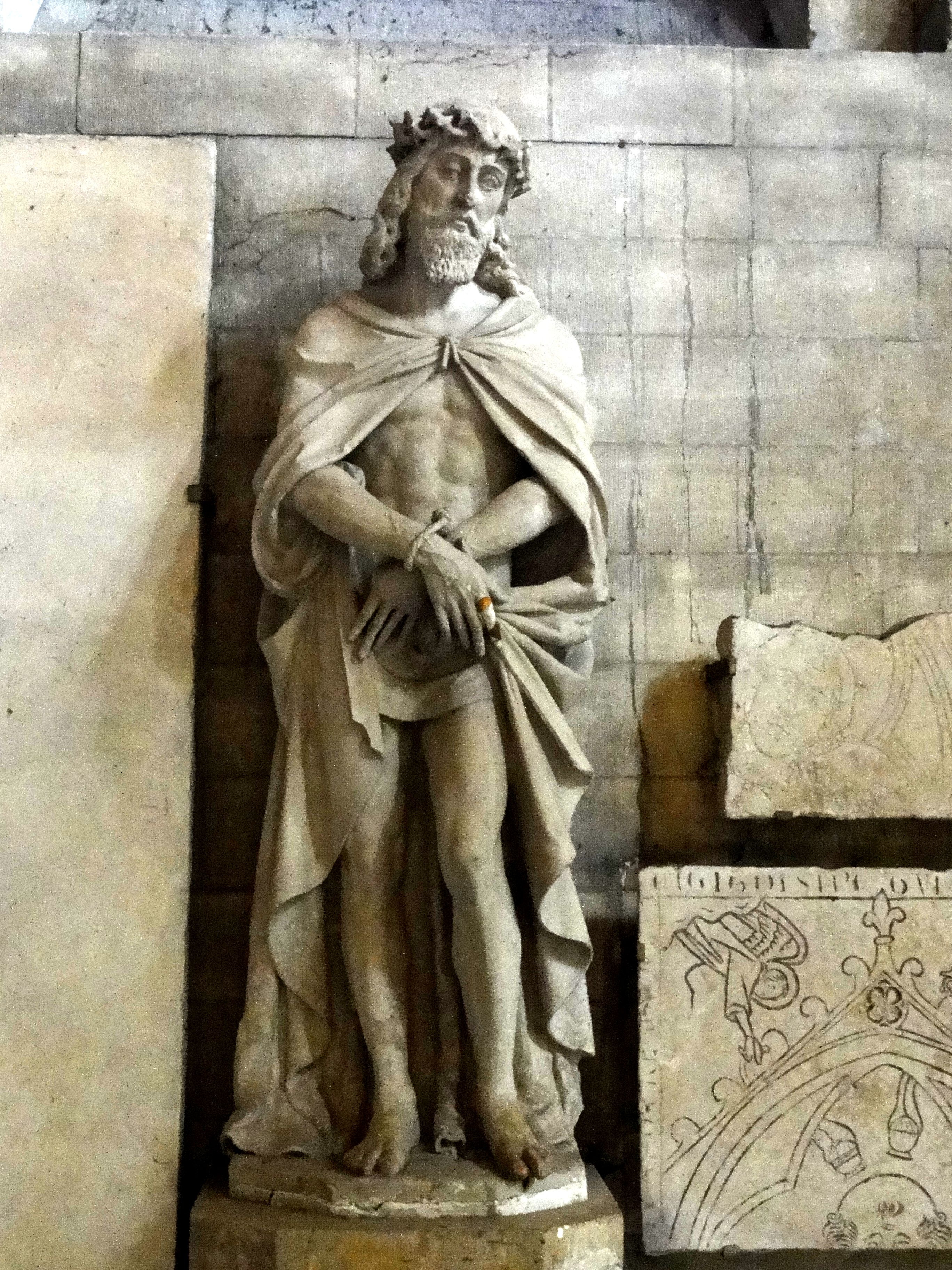
Ecce Homo.
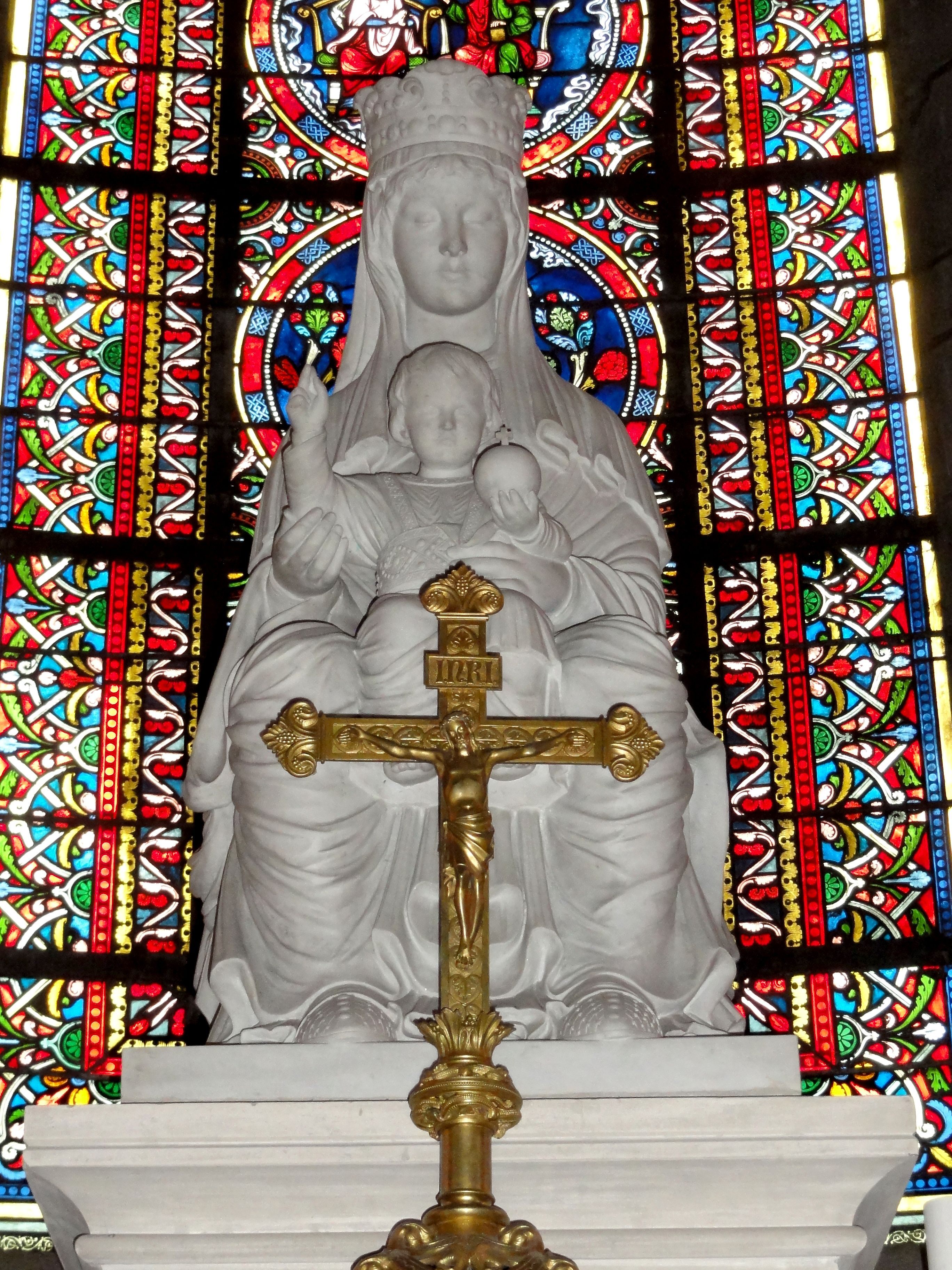
Notre-Dame de Poissy.

### Dalles funéraires et plaques commémoratives

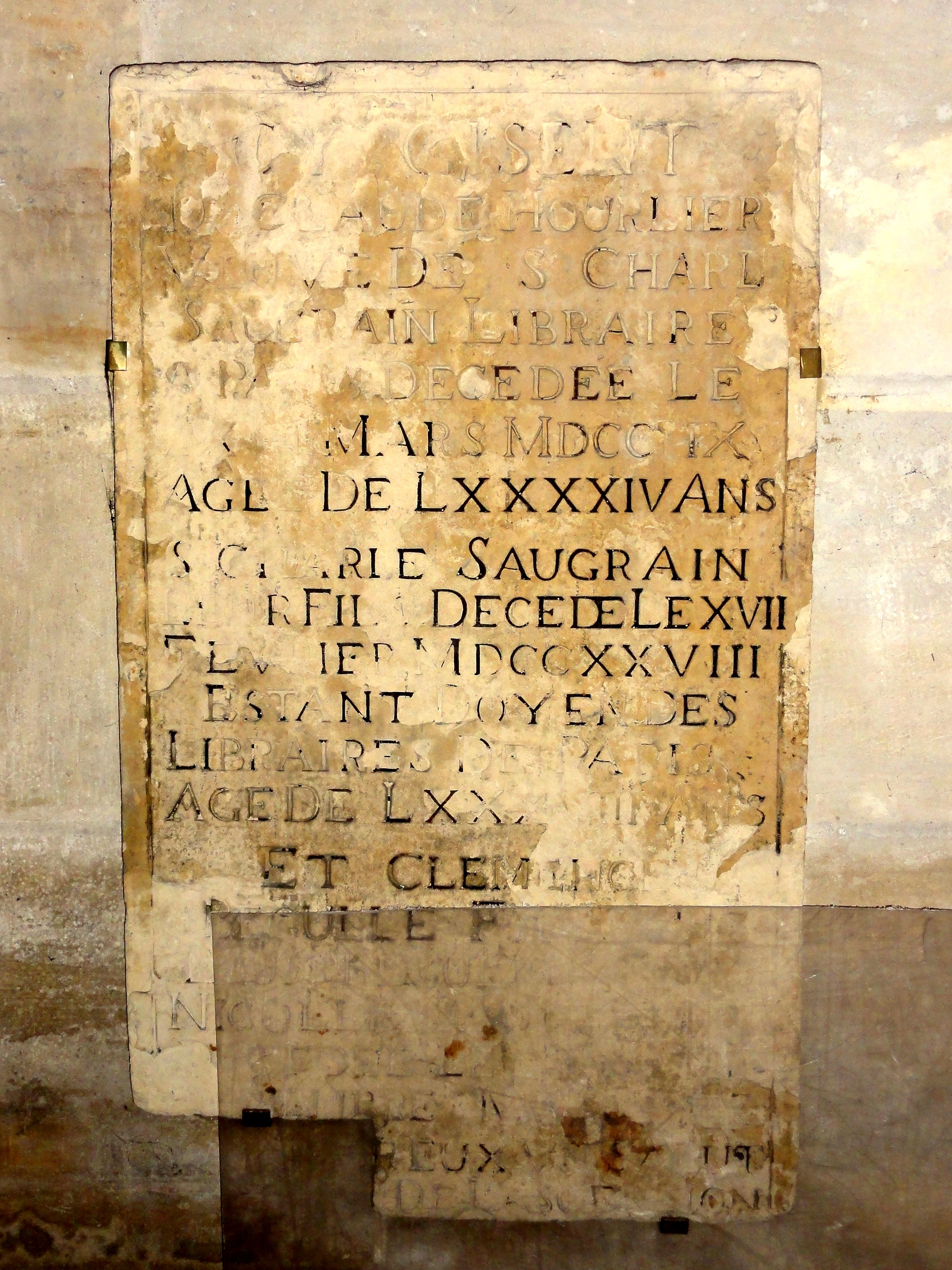
Dalle funéraire classée de la famille Saugrain, datant du XVIIIe siècle.

La plupart des dalles funéraires ont été scellées dans le mur occidental ; trois seulement sont classées monument historique au titre objet. Seulement celles répertoriées dans l'Inventaire général du patrimoine culturel sont listées ci-dessous.
- La dalle funéraire de Charles Saugrain, Clémence Bégulle et Claude Hourlier, veuve de Charles Saugrain, d'une famille d'éditeurs parisiens, datant du XVIIIe siècle, a été classée au titre objet en 1927[45].
- La dalle funéraire de Rémy (Remigius) Hénault, dit le Ressuscité, mort en 1630, avec ses armoiries bûchées et une représentation symbolique de la mort sous le texte : il s'agit d'un crâne couronné de feuillages avec deux faux et deux torches posés en pal à l'arrière[46].
- La dalle funéraire à effigie gravée du père Constance de Paris, mort en 1623. En tant que premier supérieur du couvent des Frères mineurs capucins de Poissy, il fut chargé en 1620 de surveiller les travaux de construction d'un nouveau couvent, mais mourut avant son achèvement. Le moine capucin est représenté sous une arcade, en pied et les mains jointes. La dalle proviendrait de l'église priorale Saint-Louis[47].
- La dalle funéraire de Marguerite Ruelle, morte en 1639, de son époux Simon Bouillant, contrôleur du grenier à sel, mort en 1663, et de leur fils Charles Bouillant, sieur Delaroque, décédé en 1672, a été classée au titre objet en 1927. La dalle est encadrée de deux têtes de putti ailées, posées sur deux consoles ornées de guirlandes et de feuilles d'acanthe[48].
- Le fragment de l'angle supérieur gauche d'une dalle funéraire anonyme du XVe siècle, montrant un ange entre un pinacle et le rampant à crochets d'une arcade et les restes d'une épitaphe[49].
- La dalle funéraire à effigie gravée d'un chanoine, incomplète et en très mauvais état, avec incrustations de marbre pour le visage et les mains, datant du XVIe siècle[50] (sans illustration).
- La dalle funéraire du prêtre Jean Ysambert, curé de Poissy, mort en 1484, a été classée au titre objet en 1927. Elle comporte une longue inscription et n'est pratiquement pas décorée[51] (sans illustration).
- La dalle funéraire à effigie gravée d'un prêtre, qui est représenté dans une arcature gothique, accompagné de deux clefs et d'un encensoir, datant probablement du XVe siècle[52]
- Le tiers supérieur de la dalle funéraire à effigie gravée d'un prêtre, qui était représenté sous l'arcature trilobée flanquée de deux anges thuriféraires, datant du XIVe ou du XVe siècle[53].

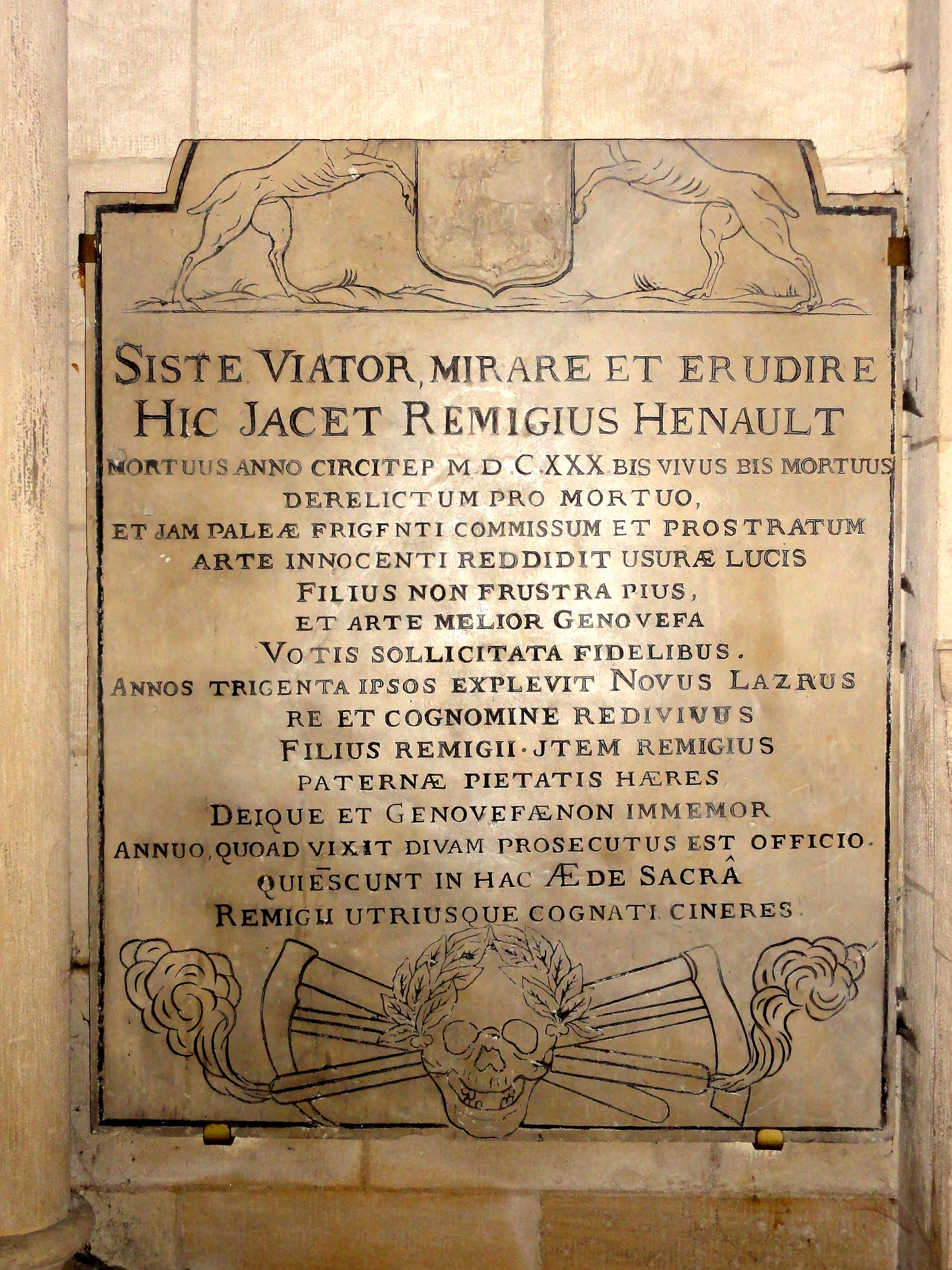
Dalle funéraire de Rémy Hénault.
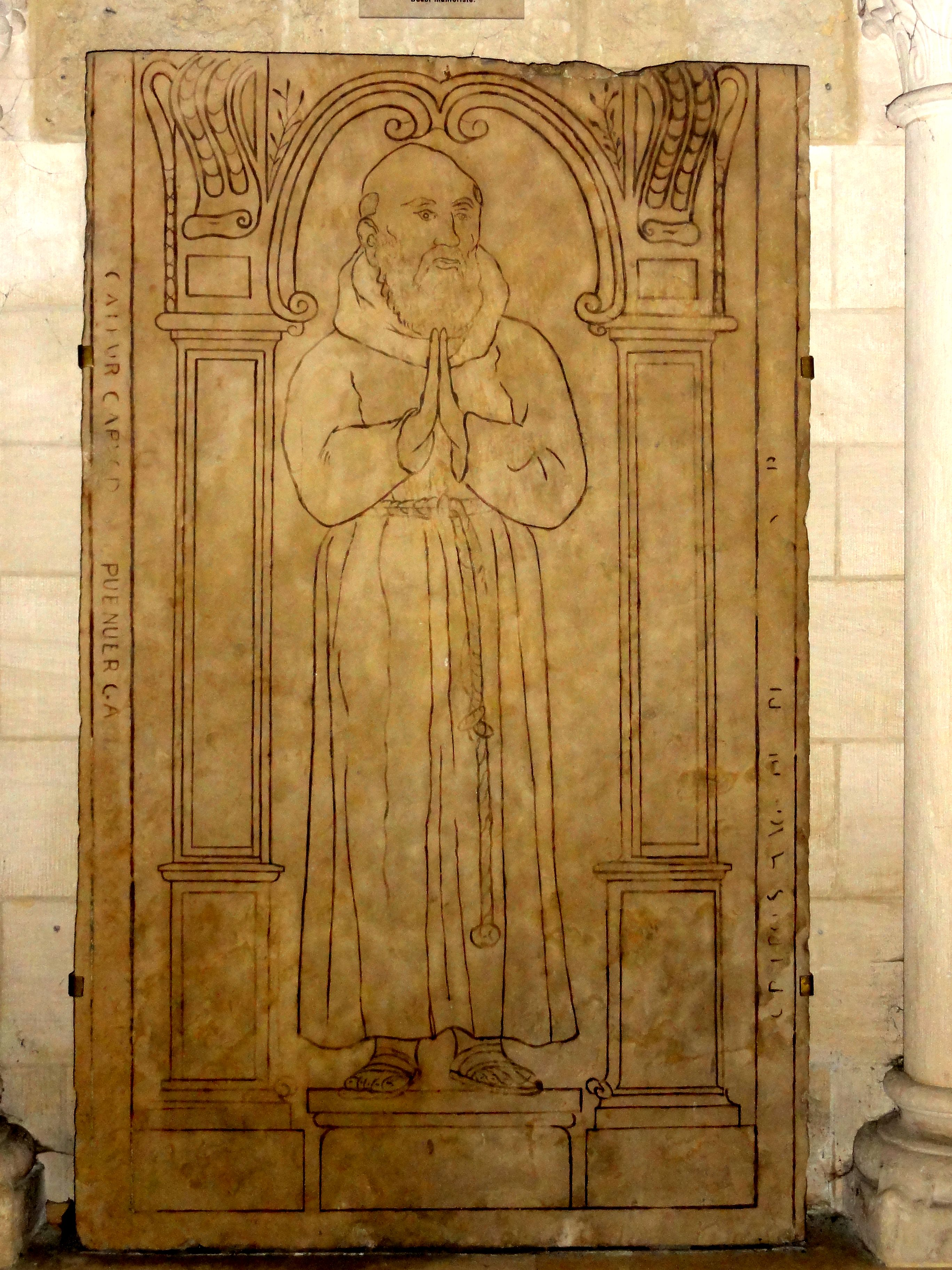
Dalle funéraire de Constance de Paris.
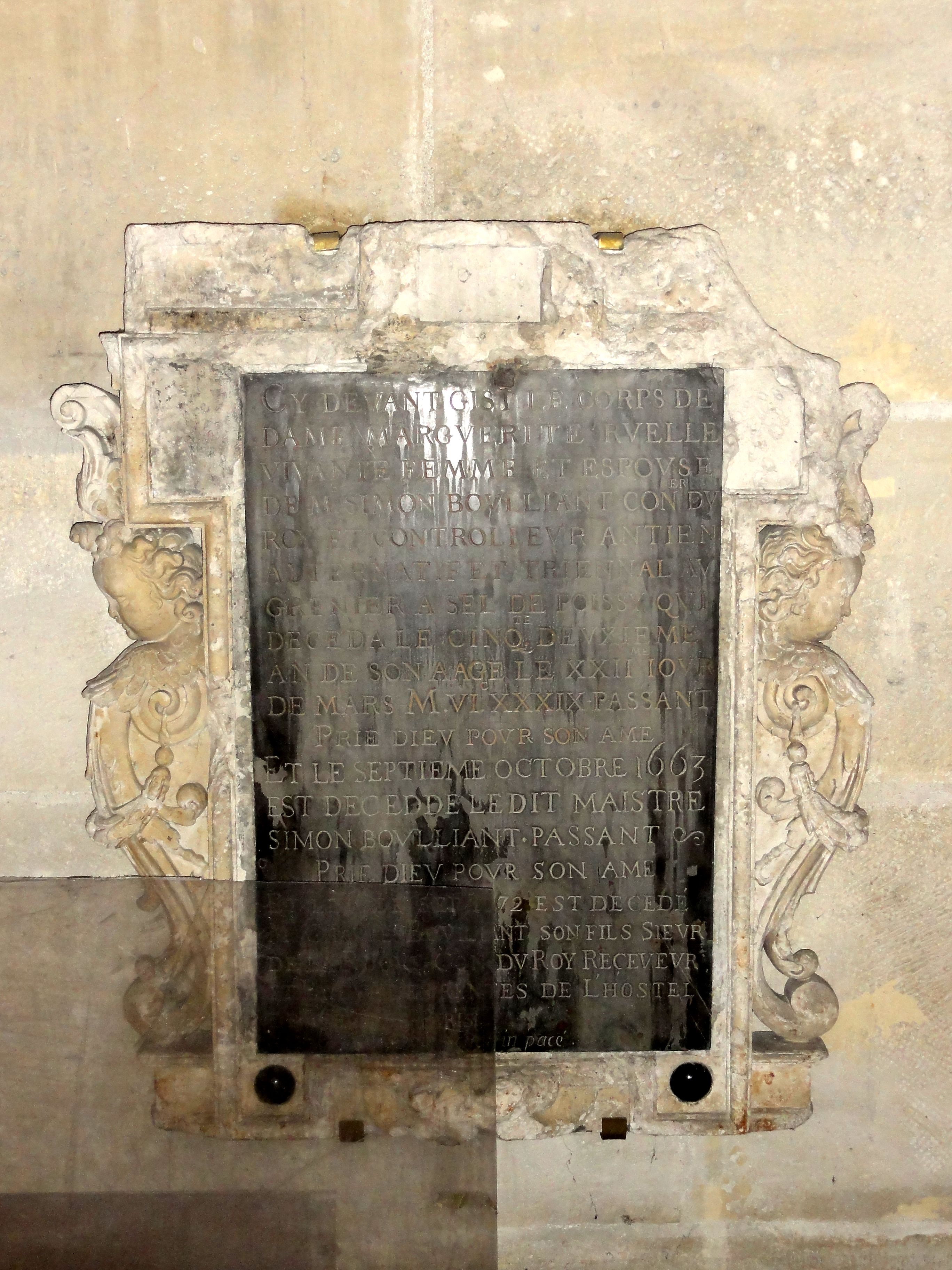
Dalle funéraire de Simon Bouillant.
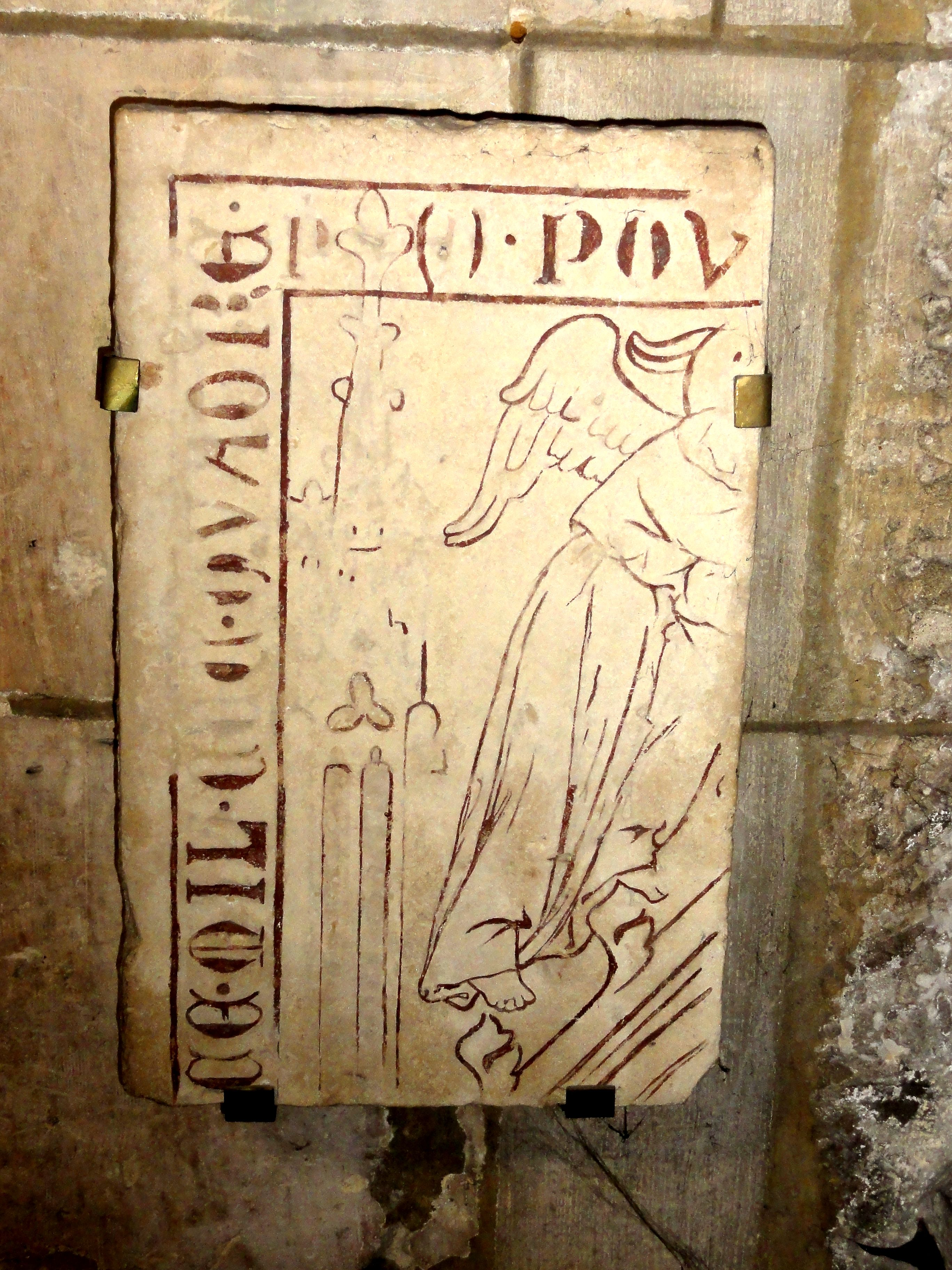
Fragment de dalle funéraire.
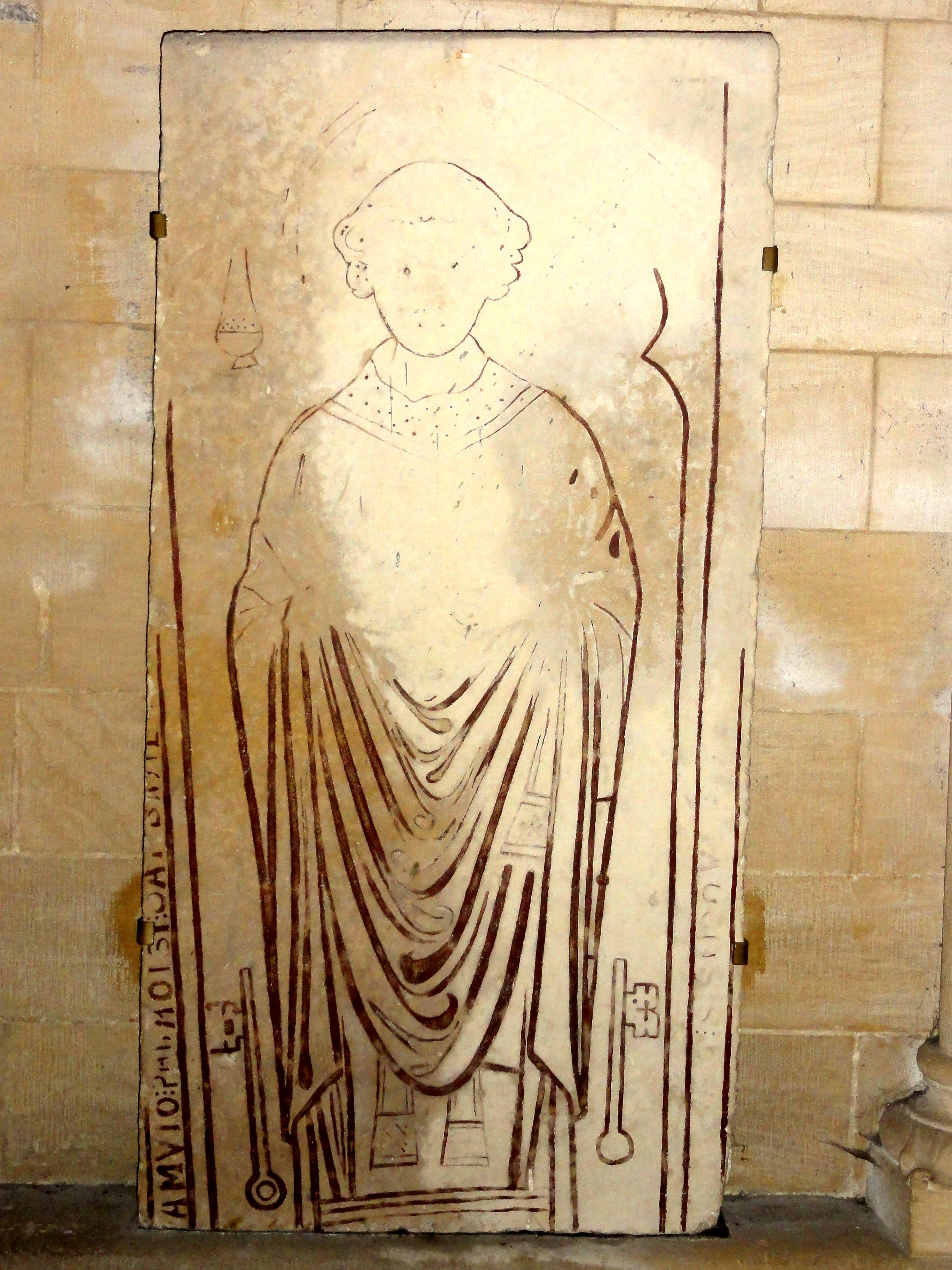
Dalle funéraire d'un prêtre.
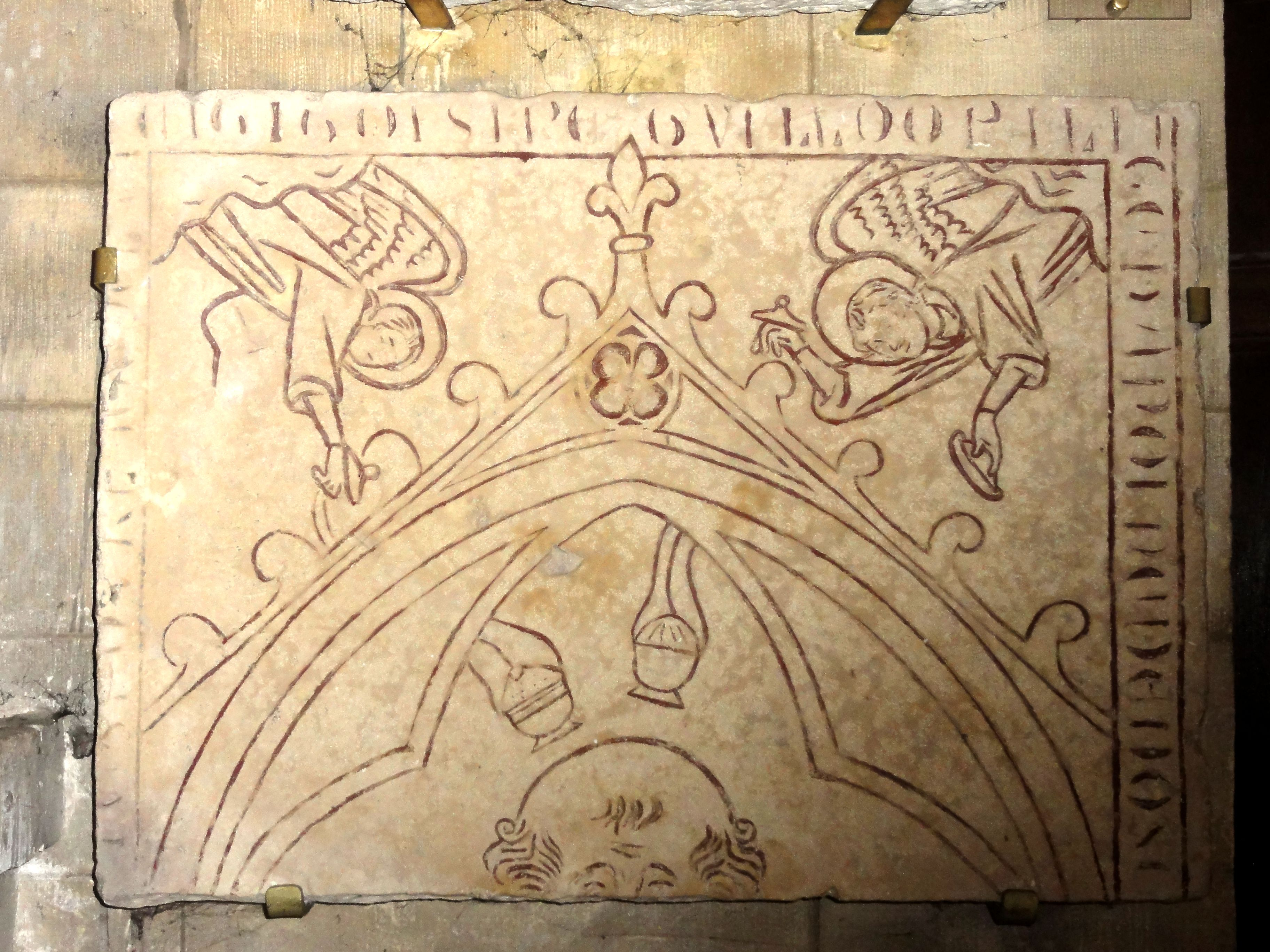
Dalle funéraire d'un prêtre.

### Peinture
La plupart des tableaux sont accrochés dans les chapelles, et mal visibles dans ces espaces sombres. Les deux suivantes sont classés monument historique au titre objet.
- Le tableau peint à l'huile sur bois représentant saint Louis en habit de roi, barbu, tenant la main de justice, la Couronne d'épines et les clous de la Croix du Christ, provenant probablement du prieuré Saint-Louis, haut de 250 cm et large de 115 cm, datant du XVIIIe siècle, a été classé au titre objet en 1966. Il est très restauré[54].
- Le tableau peint à l'huile sur bois représentant l'Adoration des bergers, œuvre d'Étienne de La Vallée-Poussin[55], haut de 312 cm et large de 217 cm, datant de la fin du XVIIIe siècle, a été classé au titre objet en 1966. Il a été donné à la collégiale par la veuve de l'artiste en 1803, un an après la mort de ce dernier. L'œuvre a été restaurée en 2011 par Geneviève Guttin[56].

### Autres éléments du mobilier
- L'orgue de tribune a été commandé en 1903 par le conseil de fabrique. Sa partie instrumentale a été confectionnée par Charles Mutin, successeur d'Aristide Cavaillé-Coll. Son buffet néogothique a été dessiné par l'architecte des monuments historiques, Camille Formigé, qui avait été responsable de la dernière campagne de restauration de l'église entre 1884 et 1896. Les colonnes de pierre supportant la tribune ont été sculptés par Geoffroy[57].
- Le décor de la chapelle Saint-Barthélemy devant le bas-côté nord, de style baroque, se composant d'un lambris de revêtement, d'un autel avec tabernacle et d'un retable servant de cadre à un tableau représentant le martyre de saint Barthélemy, a été classé au titre objet en 1971. Cet ensemble a été commandé en 1715 par Alphonse Hénault, écuyer et seigneur de Cantorbe, président trésorier de France, à la mémoire de ses ancêtres inhumés dans la chapelle, qui était alors en mauvais état. Un confessionnal compris dans cet ensemble n'est plus en place à ce jour[58].
- Le chandelier pascal en bois, haut de 165 cm et datant du XVIIIe siècle, a été classé au titre objet en 1970. Il est constitué de quatre parties montées sur une tige métallique, et ses trois pieds sont en forme de console. Son décor est constitué de têtes de chérubins, de feuilles d'acanthe et de volutes[59].
- Quatre lustre en cuivre à plaquettes en cristal de Bohême du XVIIIe siècle ont été classés au titre objet en 1968[60].
- Deux paires de fauteuils de style Louis XV en bois peint avec un rembourrage en velours uni ont été classés au titre objet en 1966[61]. Un cinquième fauteuil avec décor en tapisserie au point a été classé en même temps[62].
- Une cloche en bronze fondue en 1710 par Étienne Perrin et François Briot a été classée au titre objet en 1995. C'est un bourdon sonnant en Do3[63].
- L'ancienne grille du chœur de 1789 sert de grille d'entrée à la propriété située au 63, Cours du 14-Juillet. Elle avait été enlevée de la collégiale par Viollet-le-Duc en 1857[64].

## Les curés de la collégiale
| Nom                          | Période   | Durée  | Mention |
| ---------------------------- | --------- | ------ | --- |
| Hacquart                     | 1841-1845 | 4 ans  | Devient curé de Saint-Symphorien de Versailles puis est nommé évêque de Verdun.                                       |
| Driou                        | 1845-1852 | 7 ans  | Mort archiprêtre à Saint Maclou-Pontoise.                                                                             |
| Fourneau                     | 1852-1886 | 34 ans | Premier curé-doyen de Poissy.                                                                                         |
| Chanoine Dubois              | 1886-1912 | 26 ans | Obsèque le 24 janvier 1912.                                                                                           |
| Chanoine Duroy de Bruignac   | 1912-1929 | 17 ans | Devient pendant 15 ans curé à Notre-Dame de Versailles, décède le 26 juin 1944.                                       |
| Abbé Marion                  | 1929-1933 | 4 ans  | Décède à Liesles à côté de Besançon le 27 janvier 1959.                                                               |
| Chanoine Géan                | 1933-1952 | 19 ans | Décède le 7 janvier 1959 à l'âge de 83 ans.                                                                           |
| Chanoine Hérissé             | 1952-1972 | 20 ans | Chevalier de la Légion d'honneur. Décède à Évecquemont le 6 janvier 1974, obsèques à Poissy le 9 janvier 1974.        |
| Père Haag                    | 1972-1992 | 20 ans | [ 66 ] |
| Père Gérard Heude            | 1992-1999 | 7 ans  | |
| Père François Duchet-Suchaux | 1999-2005 | 6 ans  | Arrive à Poissy en septembre 1999, dernier office le 3 juillet 2005, puis part pour la paroisse d'Élancourt-Maurepas. |
| Père Hervé Duroselle         | 2005-2011 | 6 ans  | Première messe à Poissy le 25 septembre 2005.                                                                         |
| Père Eric Courtois           | 2011-2019 | 8 ans  | |
| Père Matthieu Berger         | 2019-     |        | entrée en fonction le 1er septembre 2019                                                                              |

## Iconographie
Marcel Leprin (1891-1933) Eglise de Poissy, l'enterrement, huile sur toile, 1925, 72 x 58 cm
Charles Meissonier (1844-1917) Springtime on the terrace, huile sur toile, 67,3 x 85,9 cm

## Tournage
Le vendredi 13 avril 2007, la collégiale a accueilli le tournage de la séquence de mariage du téléfilm Où es-tu ? avec Cristiana Reali et Bernard Le Coq.
Le vendredi 23 avril 2021, la collégiale a accueilli le tournage de La Dégustation d'Ivan Calbérac .